# S☆1 BASEBALL
『S☆1 BASEBALL』（エスワンベースボール）は、TBS系列（TBSテレビ）とBS-TBS、およびTBSチャンネルで2020年から放送されている日本プロ野球中継のタイトル。本項では当該系列で放送されているプロ野球中継全般について記す。

## 概要
地上波全国放送

TBSテレビの運営会社だった東京放送は1978年（昭和53年）に「横浜DeNAベイスターズ」の前身である「大洋ホエールズ」の一部株式を取得し、2002年には親会社 となったことから、主催ゲームの独占放映権を獲得。以来、横浜DeNAベイスターズ主催試合の中継を制作・放送している。
また、ワールド・ベースボール・クラシックをはじめとした侍ジャパンの試合中継もテレビ朝日系列とともに制作を担当している。
2000年代後半以降の地上波全国ネット中継は、ゴールデンタイムのレギュラー番組および世界陸上や世界バレーといった他競技の中継を優先する編成方針から、原則としてナイターは日本シリーズ・侍ジャパン戦、デーゲームはDeNA（TBSテレビ制作）・中日（CBCテレビ制作）・阪神（毎日放送制作）・広島（中国放送・TBSテレビ共同制作）対巨人戦に限られており、セ・パ交流戦のビジター巨人戦は原則としてBS-TBSでの放送（系列局での放送有無にかかわらずTBSテレビと公式映像の供給を受ける主催球団との共同制作名義で、実況アナウンサーと解説者は過去には地元局が手配した例もあるが、2024年現在はTBSテレビが手配。2023年まで製作著作クレジットのTBSグループ側の名義がBS-TBSであるか、TBSテレビ本体があるかは随時異なっていたが、この理由は不明。2024年はBS-TBS向けについては同社名義に一本化）としている。
ただし、2022年はDeNA対巨人戦のデーゲーム中継の予定がなかったことに加え、前述の通りナイターでの全国中継を原則回避する方針もあり、代替として5月22日（日曜日）に対ヤクルト戦を地上波全国ネット（地元球団の試合に差し替えたCBCテレビ・中国放送・RKB毎日放送を除く）で放送した（14:00 - 16:00。解説：新井貴浩、実況：新タ悦男、ゲスト〈夢すく応援団長〉：田島直弥〈アイデンティティ〉。対巨人戦と異なりBS-TBSへのリレー中継なし。TBSチャンネルは解説：多村仁志　実況：清原正博）。ヤクルト戦を選択したのは、ヤクルトが前年度のセ・リーグ優勝および日本一を達成したためと推定される。番組内ではデータ放送での機能を活用したルールや野球豆知識の画面表示およびプレゼント企画を実施した。
2023年も同様の事情から対阪神戦を地上波全国中継し、連動データ放送も実施したが、阪神の地元である毎日放送では全国中継の終了後に、独自の実況と解説によるリレー中継を関西ローカルで実施した。
逆に2024年6月22日には、阪神主催の同カードで毎日放送の制作による地上波全国中継を実施したが（解説：矢野燿大・谷繁元信、実況：金山泉。日本ハム対楽天戦を放送した東北放送〈地元の北海道では他系列局が別途自社制作して放送〉と、ソフトバンク対ロッテ戦を放送したRKB毎日放送を除く）、TBSテレビからの解説者やリポーターの派遣はなく、番組の送出も毎日放送が行った。また同局では前後の放送枠でも関西ローカルでの放送を行った。
2025年3月30日は、DeNA対中日戦を地上波全国中継し、連動データ放送を実施したが（主音声＝解説：槙原寛己、実況：新タ悦男、副音声＝解説：五十嵐亮太、ゲスト：田辺桃子、進行：南波雅俊）、CBCテレビのみ全国放送の終了後も独自の実況と解説（解説：荒木雅博、実況：西村俊仁）で東海3県ローカル放送を行った。スコアテロップは前者はTBSテレビの地上波仕様を、後者はCBCテレビのものを使用した。
一部系列局ではTBSテレビと同じタイトルを使用しているが、独自のサブタイトルを付け加えたり、TBSテレビとは異なるタイトルを使用している局もある。また、自社単独のローカル放送とビジター球団や地方球場での主催試合の開催地の地元系列局との相互ネット時で対応を変えている事例もある（詳しくは#系列局の中継を参照）。
過去（1975年まで）には、神宮球場・東京スタジアムなどでのサンケイ→ヤクルト主催試合を巨人戦を中心に放送した実績もある。これは、当時大洋戦の放映権を保持していたTBSテレビとヤクルト戦の放映権を保持していたフジテレビの間で、放送日（フジテレビ＝主に火・木曜日、TBSテレビ＝主に水・日曜日）に合わせて権利を交換していたものである。なお、1975年には大洋戦の優先放映権がNETテレビ（現：テレビ朝日）に移ったため、当時金曜ナイターを編成していなかった関係から、この年にTBSテレビ系列となった毎日放送が保持していた金曜日の阪神対巨人戦の放映権を関西テレビ（フジテレビ系）と交換する形でヤクルト対巨人戦を中継した。また、同年9月27日（土曜）には中国放送がヤクルト対広島戦（長岡市悠久山野球場）を自社制作で中継した。2000年代以降は系列局がフジテレビおよびヤクルト球団から個別に放映権を購入してヤクルト主催試合を放送することがあるが、TBSテレビでの中継復活には至っていない。
BS・CS放送
BSデジタル放送局のBS-TBSでは、サブチャンネル（162ch）で試合終了まで放送（2024年から。2023年までは対巨人戦のみ最大延長を1時間設けていた）。
2005年からは中日・広島対巨人戦の放送を開始し、2005年にはセ・パ交流戦の楽天戦も放送した実績がある。これにより差し替え放送となる地域やTBS系列局のない地域でも見ることができるようになった。対阪神戦が毎日放送発で放送されたのはBS放送開始初期の2001年に1回実施しただけだったが（BSではNHK（ かつてはBShiとBS1のみ）、2011年に入ってからはテレビ朝日系列ではNHK BS1が放送権を取得しなかった試合に限りBS朝日でも放送されるようになり、その流れで2014年からのBS-TBSでのトップ&リレー中継に毎日放送制作の阪神戦も放送対象に加えられた。
BS-TBSではTBS系列が放映権を持つ、DeNA（TBSテレビ制作、全試合）・中日（CBCテレビ・TBSテレビ共同制作）・阪神（毎日放送制作）・広島（TBSテレビ・中国放送共同制作）対巨人戦をトップ&リレー中継（地上波全国ネット）または完全生中継（地上波ローカル）で放送する。他にも阪神（対巨人戦以外）・DeNA（対巨人戦以外の試合）・西武・ロッテ・ソフトバンク・日本ハム・オリックス・楽天主催試合の生中継を含めて、レギュラーシーズンは年50試合前後を放送し、さらに2021年からはオープン戦も放送している。なお地元局で地上波放送がある場合でもTBSテレビが主催球団の映像提供（必要に応じて地元系列局も協力）で別制作している。
2008年からCS放送局のTBSニュースバードで、主催全試合の完全生中継が決定し、CS独占中継となる（2008年までは、巨人戦のみ地上波放送がある日はトップ&リレー中継）。2014年シーズンからはTBSチャンネル2に移行することとなった。過去に例外としてTBSチャンネル（現:TBSチャンネル1）でも放送される予定があった（このときは、当該試合がノーゲームとなった関係で実現せず）。
また、中日（CBCテレビ・TBSテレビ制作）・広島（中国放送・TBSテレビ制作）対巨人戦も地元地上波とは別実況（前者はCBCテレビが、後者は原則としてTBSテレビが実況を担当）の完全生中継で放送（阪神戦は毎日放送が所有するGAORAでTigers-ai制作分を放送）。放送チャンネルについては、DeNA戦は対巨人戦以外と同様にTBSチャンネル2、中日・広島戦はTBSチャンネル1で放送。
2015年シーズンから2017年シーズンまでTBSニュースバードにおいて千葉ロッテマリーンズ主催全試合の中継を球団制作で行っていた。
2024年からはBS日テレ・BSフジと同様にサブチャンネルでのリレー中継を行っている。
ネット配信
TBSホールディングスが出資しているネット配信サービスParavi（2023年6月30日以降はU-NEXTのサービスブランド）においても、2019年シーズン以降DeNA主催ゲーム全72試合を試合開始から終了まで生配信を実施している（見逃し配信あり）。

## 放送時間
全国放送（2024年現在）
| 時間帯               | 放送局               | 放送時間                                      | 中継延長                                           | 備考 |
| -------------------- | -------------------- | --------------------------------------------- | -------------------------------------------------- | --- |
| ナイター             | 地上波 （TBS系列局） | 19:00 - 20:5419:00 - 21:57 （水曜・木曜のみ） | 原則として無し（日本シリーズ・侍ジャパン戦を除く） | TBSテレビ以外の局では平日の全国ニュース終了後の18:15から中継を開始する局がある。 全国ネット中継は2018年以降は、日本シリーズ・侍ジャパン戦のみとなっている。 |
| ナイター             | BS-TBS               | 18:00 - 20:53                                 | 試合終了まで(2024年から)                           | 中継時間内に試合が未終了の場合は162chで試合終了まで放送。                                                                                                   |
| ナイター             | BS-TBS               | 18:00 - 19:00                                 | 無し                                               | トップ中継。該当試合が地上波全国ネットの場合。 2018年以降は、侍ジャパン戦のみとなっている。                                                                 |
| ナイター             | BS-TBS               | 20:54 - 21:00                                 | 最大23:54                                          | リレー中継。該当試合が地上波全国ネットの場合。 2018年以降は、侍ジャパン戦のみとなっている。                                                                 |
| ナイター             | TBSチャンネル2       | 17:55 - 23:00                                 | 試合終了まで                                       | |
| デーゲーム、薄暮試合 | 地上波 （TBS系列局） | 13:55 - 15:49（平日、主に祝日）               | 無し                                               | |
| デーゲーム、薄暮試合 | 地上波 （TBS系列局） | 14:00 - 15:54（土曜・日曜）                   | 無し                                               | |
| デーゲーム、薄暮試合 | BS-TBS               | 試合開始 - 2時間53分後                        | 試合終了まで(2024年から)                           | 中継時間内に試合が未終了の場合は162chで試合終了まで放送。                                                                                                   |
| デーゲーム、薄暮試合 | BS-TBS               | 試合開始 - 14:00                              | 無し                                               | トップ中継。地上波全国ネットでの対巨人戦が13時開始または13時半開始の場合。                                                                                  |
| デーゲーム、薄暮試合 | BS-TBS               | 15:53 - 16:00                                 | 試合終了まで(2024年から)                           | リレー中継。対巨人戦で地上波中継が行われていた場合。 中継時間内に試合が未終了の場合は162chで試合終了まで放送。                                              |
| デーゲーム、薄暮試合 | TBSチャンネル2       | 試合開始 - 6時間後                            | 試合終了まで                                       | |

ローカル放送
「系列局の中継」を参照のこと。

## 制作局と担当球団
全国中継では、提供クレジットのアナウンスは制作局から行われる。
ただし、番組の送出をTBSテレビに委託している東北放送と中国放送は例外で（中国放送は2003年まで自社で行っていた）、北海道放送は全国中継の実績がない。
| 放送対象地域 | 制作局             | 担当球団                                | 備考 |
| ------------ | ------------------ | --------------------------------------- | --- |
| 関東広域圏   | TBSテレビ（TBS）   | 横浜DeNAベイスターズ 埼玉西武ライオンズ | 横浜DeNAベイスターズ主催試合はTBSテレビ制作映像が球団公式映像となっている 1975年まではヤクルトスワローズ、2003年までは日本ハム・ファイターズ（一時中断期間あり）を担当（北海道移転後も年度によりにBS-TBS向けにTBSテレビ主幹制作で放送）。 西武戦は2006年を最後に一時中断したが、2013年からは地上波・BS-TBSの双方で放送。再開後は球団制作映像（テレテック・テレビ朝日→フジテレビが関与）に自社カメラ映像を織り交ぜ、実況とスコア表示を自社で差し替える形式となるため、制作クレジットは埼玉西武ライオンズとTBSテレビの連名となっている。 千葉ロッテマリーンズ戦については、2006年から2011年まで、自社での放送を行わず、系列局への制作協力に留まっていたが、2012年から2018年まではBS-TBSで放送。千葉ロッテマリーンズとTBSテレビの共同制作名義での放送となり、映像は球団制作映像（Express→東京フィルム・メートが関与）に自社カメラ映像を織り交ぜ、実況とスコア表示を自社で差し替える形式となっていた。2015年から2017年までTBSニュースバードにて球団制作の中継を行っていたが、BS12トゥエルビ・パ・リーグTV（以上TBSニュースバードと同一放送）・チバテレ（実況は独自）向けの配信を含め、スコア表示はTBSテレビのデザインをアレンジしたものである。BS-TBSで放送される場合は実況はBS-TBSとTBSニュースバードで差し替えられていた（BS-TBSはTBSテレビのアナウンサー・解説者の担当） |
| 北海道       | 北海道放送（HBC）  | 北海道日本ハムファイターズ              | 日本ハムの北海道移転以前は、北海道開催試合のTBSテレビ制作関東ローカルまたは主催球団地元系列局制作中継への制作協力・技術協力を行うことがあった。 |
| 宮城県       | 東北放送（TBC）    | 東北楽天ゴールデンイーグルス            | [ 22 ] |
| 中京広域圏   | CBCテレビ（CBC）   | 中日ドラゴンズ                          | [ 23 ] |
| 近畿広域圏   | 毎日放送（MBS）    | 阪神タイガース オリックス・バファローズ | 1988年までは南海ホークス、2004年までは大阪近鉄バファローズ戦も担当。オリックス戦は2005年6月28日の楽天戦まで自社でも放送したが、それ以後は2022年までノンクレジット扱いも含め系列局向けの技術協力・現地支援のみ実施していたが、2023年10月18日のクライマックスシリーズファイナルステージ第1戦目以降、自社制作での中継を再開している。2016年に放送したBS-TBS向けはTBSテレビとオリックス・バファローズによる制作だが、2017年のオリックス対阪神戦では毎日放送が制作協力として関与している |
| 広島県       | 中国放送（RCC）    | 広島東洋カープ                          | 1967年までは一部曜日で日本テレビ向けを担当。BS-TBS・TBSチャンネル向けはTBSテレビ主導制作で、実況をTBSテレビが用意して東京からのオフチューブで中継する。 |
| 福岡県       | RKB毎日放送（RKB） | 福岡ソフトバンクホークス                | 1958年開局から20年間西鉄〜太平洋クラブ〜クラウンライター戦を担当。BS-TBS向けはTBSテレビ主導制作で、実況をTBSテレビとRKB毎日放送のどちらが担当するかはその時々により異なる。 |

## 番組タイトルの変遷
| 年度            | タイトル | 備考 |
| --------------- | --- | --- |
| - 1992年        | 〇曜ナイター（ナイター） プロ野球 DAY GAME STUDIO（デーゲーム。1988年頃 - 1990年） TBSデーゲーム（デーゲーム。1991年以降） | ナイター中継開始直前の速報は『〇曜ナイター情報』を使用。 『プロ野球 DAY GAME STUDIO』では、スタジオからのコーナーも設けられていた（主にTBSテレビ解説者の定岡正二または小林繁とTBSテレビの女性アナウンサーが司会）。 『プロ野球 DAY GAME STUDIO』・『TBSデーゲーム』のタイトルはTBSテレビ発の場合のみで、地方の系列局のローカル放送では単に『プロ野球中継』とする場合があった。 |
| 1993年 - 1995年 | BANG! BANG! BASEBALL TBSデーゲーム（デーゲーム。1993年）                                                                   | ナイターについては、引き続き『〇曜ナイター』のタイトルも併用しており、開始直前の速報は『〇曜ナイター情報』、EDは『〇曜ナイター』を使用していた。 『TBSデーゲーム』のタイトルについては、上と同様だが、1993年の場合、中国放送では「TBS」を削除した「デーゲーム」のロゴを使用していた。 1993年は番組のオープニング前に『JNN SPORTS』（タイトルコールなし）のオープニングキャッチが流れていたが、TBSテレビの自社エリア向けでは制作局を問わず『TBS SPORTS』（タイトルコール入り）に差し替え、中国放送では自社制作分（全国中継時には、系列局に『JNN SPORTS』のものを裏送り）と横浜主催デーゲームのネット受け時のみ『RCC SPORTS』（TBSに準じつつ局名を替えたタイトルコール入り）に差し替えたものを使用していた（いずれもデザインは共通。毎日放送・中部日本放送・RKB毎日放送の対応は不明）。 |
| 1996年 - 2001年 | JAPAN MAJOR BASEBALL | サブタイトルで『〜すべての野球少年のために〜』を使用。ナイターについては、引き続き『〇曜ナイター』のタイトルも併用しており、ナイター中継では、開始直前の速報は『〇曜ナイター速報』、EDは『〇曜ナイター』を使用していた。また、1997年度以降はオープニングアニメーションの後半にタイトルコールが入るようになった。 中部日本放送ではローカル放送に限り、『JAPAN MAJOR BASEBALL』の番組名のまま中日ドラゴンズの選手が登場する独自のオープニングムービー（『CBC SPORTS』のクレジットあり）を使用した年度がある。 毎日放送では、パ・リーグ（主にオリックス・ブルーウェーブ主催）のカードをナイターで全国中継とした際、『JAPAN MAJOR BASEBALL』でなく『プロ野球中継』としたことがあった。 |
| 2002年          | ザ・ベースボール | TBSラジオでも使用（2000年より） |
| 2003年 - 2005年 | THE BASEBALL 野球烈闘 | |
| 2006年 - 2010年 | ザ・プロ野球 | TBSラジオは『エキサイトベースボール』に変更 |
| 2011年          | BANG BANG BASEBALL | 16年ぶりにこの表題を使用（マイナーチェンジあり） |
| 2012年 - 2015年 | 侍プロ野球 | 地上波の中日主催試合(対巨人戦)以外では2019年もEPG上で、使用。 |
| 2016年 - 2019年 | SAMURAI BASEBALL | |
| 2020年 -        | S☆1 BASEBALL | |

## テーマ曲

### TBSテレビ制作分
（毎日放送・CBCテレビ制作の地上波全国中継、TBSテレビへの個別ネット時、BS-TBSおよびTBSチャンネル放送分を含む）
| 年度            | 曲名                                       | アーティスト           | 備考 |
| --------------- | ------------------------------------------ | ---------------------- | --- |
| - 1987年        | コバルトの空                               | レイモンド服部（作曲） | スポーツ中継共通テーマ曲 |
| 1988年 - 1993年 | 不明                                       | -                      | ボーカルなし（1988 - 89年・1990年・1991年・1992年・1993年でそれぞれ異なる）                                                                                   |
| 1994年          | Bless You                                  | TOSHI                  | - |
| 1995年          | Shining                                    | HOUND DOG              | 「さよならの向こうに」C/W（※1） |
| 1996年 - 2002年 | コバルトの空                               | レイモンド服部（作曲） | アレンジ（シンセサイザー）バージョン |
| 2003年          | Perseus-ペルセウス-                        | 島谷ひとみ             | （※2） |
| 2004年          | Smile on me                                | SEIKO&Crazy.T          | |
| 2005年          | HEY!                                       | m-flo loves Akiko Wada | |
| 2006年          | モグラライク                               | PUFFY                  | |
| 2007年          | Beautiful Flowers                          | BoA                    | 『LOVE LETTER』C/W（※3） |
| 2008年          | Sunny Stripe                               | ORANGE RANGE           | アルバム『PANIC FANCY』収録（※4） |
| 2009年          | SUPERSTAR                                  | CHEMISTRY×布袋寅泰     | アルバム『the CHEMISTRY joint album』収録（※5） |
| 2010年 - 2011年 | Baby Baby Baby                             | 氣志團                 | アルバム『木更津グラフィティ』収録 |
| 2012年 - 2015年 | 日本人                                     | 氣志團                 | アルバム『日本人』収録 『戦国鍋TV 〜なんとなく歴史が学べる映像〜』（第2期・テレビ神奈川幹事）でもエンディングテーマとして使用                                 |
| 2016年          | 勇者のうた                                 | ファンキー加藤         | 『ブラザー』C/W |
| 2017年          | HOMARE                                     | Ryo                    | 2016年にデビューシングルとして配信およびAmazon限定CDで発売。 TBS系列侍ジャパン関連番組でもテーマ曲として使用。 松田宣浩（ソフトバンク）の登場曲としても使用。 |
| 2018年          | 明日へ                                     | 小山翔吾               | |
| 2019年          | BRAND NEW DAY                              | シクラメン             | |
| 2020年 - 2021年 | 青炎                                       | 遊助                   | |
| 2022年          | 絆傷（キズナキズ）                         | 伊東歌詞太郎           | |
| 2023年          | Donʼt Mind Me (feat. 花村想太 from Da-iCE) | Ayumu Imazu            | |
| 2024年 -        | 共闘 feat. RYOKI from BE:FIRST             | syudou                 | |
| 2009年 -        | Separate Ways                              | Journey                | 侍ジャパンの試合専用 |
| 2013年 - 2019年 | Europa(instrumental)                       | Globus                 | 日本シリーズの試合専用 |

その他の備考
- 1990年までは巨人戦ビジターゲームと西武主催ゲームではオープニングや音楽が異なり、後者のオープニングは1990年代後期のテレビ西日本のニュース番組[32] と同じ音楽を使っていた。
- 腸捻転解消前の朝日放送は『ウィーンはいつもウィーン』（行進曲）を使い、解消後も全国ネットでは1989年まで、ローカル放送では1997年まで引き続き使っていた[33]。
- CM明けキャッチにEarth, Wind & Fire『Lady Sun』を編集した音源が使われていた時期（1980年代中・後期）がある。
- （※1）1995年11月から1996年1月にかけて放送された中国放送製作駅伝中継『広島県高校女子駅伝』『中国中学校駅伝』『中国女子駅伝』『中国山口駅伝（テレビ山口と共同製作）』（いずれも中国新聞社主催）テーマ曲としても使われた。
- （※2）中継内では、基本的にシングル収録のものとは別バージョンのものを使用。ただし、TBSテレビ制作中継ではシングル収録のものと同じものを、オープニング以外で使うこともあった。
- （※3）中国放送では『イブニング・ニュース広島』のスポーツコーナーの広島戦ハイライトVTRのBGMで歌入り版を使う場合があった。
- （※4）毎日放送では、2008年はローカル中継でもこの曲を使っていた（後述）。
- （※5）中国放送では、2009年は前年までと異なり、5月までは全国中継差し替え時のナイター（いずれも甲子園球場からの毎日放送の映像による実況差し替え放送）の20時台は『ザ・プロ野球』のタイトルとこの曲を使っていたが、その後は18時台と同様に『赤ヘルだいすき!カープナイター』（デーゲームは開幕当初から「赤ヘルだいすき!カープデーゲーム中継」）としての放送となり、オープニングでは洋楽を使っている。また、7月までハイライトBGMはこの曲の場合と別の曲の場合がある等、使用法が一定していなかったが、8月以降放送の中継では、オープニング以外の全て（CM前・ハイライト・エンディング）でこの曲を使い、エンディングでは歌入りとなっていた。
  - また、『RCCニュース6』のスポーツコーナーで広島東洋カープの話題を扱う場合は、全国中継のテーマ曲を流用していた前年までと異なり、7月までは『WAO!』（ユニコーン）のインストルメンタル版をBGMに使うことが多かったが、8月以降の放送分では歌入りのこの曲を使っていた。
    - ちなみにCHEMISTRYのメンバー、堂珍嘉邦は同年4月に競合局であるテレビ新広島（フジテレビ系）の自社制作中継にゲスト出演しているため、キー局におけるタイアップとのねじれ現象が生じていた[34]。

  - なお、2010年は、2008年以前と同様に、18時台を「RCCカープナイター」、19時台を「ザ・プロ野球」として放送し、19時台のオープニング（試合展開により省略の場合あり）とテーマ曲（提供クレジットやエンディング等）を全国中継と同一にしていた。ちなみに氣志團は同年の中国放送主催の音楽イベント『SETSTOCK'10』にも出演した。2011年以降は全面的に「RCCカープデーゲーム中継／RCCカープナイター」となったが、中継本編のテーマ曲については引き続き全国中継と同一の曲を使用している。

### CBCテレビ制作分（東海3県ローカル）
CBCテレビの東海3県ローカル中継（対巨人戦の週末・祝日デーゲーム〈2007年のクライマックスシリーズ全国中継も含む〉をTBSテレビとの2局ネット及び全国ネット中継を除く）では、2007年から以下に挙げた独自のテーマ曲が使用されている。愛知県出身のSEAMO、岐阜県出身のMEGARYUやLiSA、名古屋を拠点に活動するSKE48やMAG!C☆PRINCEと、基本的にいずれもCBCテレビ放送エリアにゆかりの深い人物が選ばれているが、2016 - 2017年担当のサカナクションはメンバーに東海地方出身者がいない（メンバーのうち4人は北海道出身。ただし、ボーカルの山口一郎は父親の影響で幼少期から中日ファンである）。また書き下ろしの新曲やそれに類するもの（他の映画・番組・CMなどとの複数タイアップを含む）ではなく、発表から2年以上経過した既存の楽曲を使用するのも初めてであった。
なお、ビジターチームの地元局が実況を差し替えずに同時ネットで放送する場合（2010年度は交流戦の対福岡ソフトバンクホークス戦をRKB毎日放送、対北海道日本ハムファイターズ戦を北海道放送がネット）は、相手局への配慮から全国中継と同じ体裁の番組名・テーマ曲となる場合もあった（オープニングのみ各局で差し替えの場合あり）。
2012年は、6月23・24日・9月6日に対広島戦（6月23日は富山・24日は金沢でのデーゲーム、9月6日はナゴヤドームでのナイター）を中国放送に同時ネット（自社での実況差し替えはせず、中国放送から解説者〔TBSテレビ解説者の衣笠祥雄の場合あり〕とリポーターを派遣）したが、中国放送ではタイトルムービーを広島県ローカルと同じ「カープデーゲーム中継／カープナイター」に差し替えたため（CBCテレビとの尺合わせのためか、通常と異なり、『S☆1』のオープニングキャッチ付）、「ナンバーワン野郎!」（ザ・クロマニヨンズ）と「ウイニングボール」（SKE48）のメドレーという形態になっていた（ランニングスコアは中国放送に配慮して『侍プロ野球2012』と表示）。また、7月13日の巨人戦はTBSチャンネル（地上波は東海3県ローカル。BSはNHK BS1で放送）との同時放送だったが、19時以降は通常の東海3県ローカルと同じ体裁（ランニングスコアも『燃えよドラゴンズ!!』のまま）で放送した。
なお、CBCラジオの中継でもスタジオパートのBGMとして使用されている(オープニング・エンディングは別のテーマ曲を使用)。
| 年度                 | 曲名                                             | アーティスト                       | 備考                                                                                  |
| -------------------- | ------------------------------------------------ | ---------------------------------- | ------------------------------------------------------------------------------------- |
| 不明（1970年代まで） | ロイヤル・ウェールズ・フュージリアーズ連隊行進曲 | ジョン・フィリップ・スーザ（作曲） |                                                                                       |
| 2007年               | Rising Dragon                                    | SEAMO feat. 2BACKKA                | 『Fly Away』C/W                                                                       |
| 2008年               | 天狗〜祭りのテーマ〜                             | SEAMO                              | 『関白』C/W                                                                           |
| 2009年               | GO!!                                             | SEAMO                              |                                                                                       |
| 2010年               | 我竜伝説                                         | MEGARYU                            |                                                                                       |
| 2011年               | 愛の数                                           | SKE48チームKII                     | 『バンザイVenus』C/W                                                                  |
| 2012年               | ウイニングボール                                 | SKE48チームKII                     | アルバム『ラムネの飲み方』収録                                                        |
| 2013年               | チョコの奴隷                                     | SKE48                              | TBSテレビでは関東ローカル番組『ツボ娘』の2013年1月期エンディングテーマとして使用      |
| 2014年               | Mayflower                                        | SKE48九龍嬢(ドラゴンガールズ)      | 『未来とは?』C/W                                                                      |
| 2015年               | 僕は知っている                                   | SKE48                              | 元々はドキュメンタリー映画『アイドルの涙 DOCUMENTARY of SKE48』主題歌として制作された |
| 2016年、2017年       | アルクアラウンド                                 | サカナクション                     | 2010年に発売され、『kissmark』のCMソング等にも使用された                              |
| 2018年・2019年       | Magic Dragons                                    | MAG!C☆PRINCE                       | 『SUMMER LOVE』C/W                                                                    |
| 2020年 - 2022年      | マコトシヤカ                                     | LiSA                               |                                                                                       |
| 2023年 -             | Parade                                           | としみつ                           |                                                                                       |
| 2024年 -             | 輝跡                                             | としみつ                           |                                                                                       |

### 毎日放送制作分（関西ローカル）
毎日放送の関西ローカル中継では、2006年から以下に挙げた独自のテーマ曲が使用されている（地上波全国ネット中継・BS-TBSに裏送りの対巨人戦中継・ビジター球団の地元局との局間ネット中継を除く）。
2012年から2019年は歌手による曲は使用せず演奏のみのロック調のオリジナルテーマソングを使用していた。
| 年度            | 曲名                         | アーティスト                              | 備考                                                                                                  |
| --------------- | ---------------------------- | ----------------------------------------- | --- |
| 2006年          | ENERGY                       | ROAD OF MAJOR                             | 『草野☆キッド』（テレビ朝日）でも使用                                                                 |
| 2007年          | スクリーム                   | 倭製ジェロニモ&ラブゲリラエクスペリエンス | ミニアルバム『TRIPPIN' CIRCUS』収録 『ロンQ!ハイランド』・『ぶっコギ!』（共に日本テレビ制作）でも使用 |
| 2008年          | Sunny Stripe                 | ORANGE RANGE                              | 全国中継と同一                                                                                        |
| 2009年          | 祝福の紙吹雪                 | スムルース                                | |
| 2010年          | 全身ゴーマイウェイ           | THE イナズマ戦隊                          | |
| 2011年          | Runner                       | エイジアエンジニア                        | |
| 2012年・2013年  | withタイガース               |                                           | 古賀繁一の作曲による オリジナルのインストルメンタル曲。                                               |
| 2014年 - 2019年 | WELCOME TO THE BASEBALL PARK |                                           | オリジナルのインストルメンタル曲で、 ラジオ中継と共用。                                               |
| 2020年 - 2023年 | Answer                       | ベリーグッドマン                          | 書き下ろし曲で、ラジオ中継と共用。                                                                    |
| 2024年          | 一喜一憂                     | キュウソネコカミ                          | ラジオ中継および、 『よんチャンTV』『せやねん!』内の 阪神関連コーナー・企画と共用。                   |
| 2025年 -        | ⚡                           | ハンブレッダーズ                          | ラジオ中継と共用                                                                                      |

### 中国放送制作分（広島県ローカル）
中国放送の広島県ローカル中継では、「カープナイター／カープデーゲーム中継」のオープニングのみ2012年より独自のテーマソングを使用した。ただし、提供クレジット・ハイライト・エンディングは全国中継用のテーマ曲を使用していた。
それまで「カープナイター／カープデーゲーム中継」のオープニングは洋楽や演奏のみの曲等を使用し、明確なテーマ曲という扱いではなかった。また2009年初期まで（2009年途中から閉幕までは全編「カープナイター」扱い）と2010年は、18時台のみ「カープナイター」として、19時台に全国中継と同じオープニングを流していた。
また、巨人戦全国中継では2010年以前同様トップ中継で「カープナイター」の、19時台の全国枠開始時に全国中継用のオープニングとテーマ曲を使ったが、ネット局がBS-TBS・TBSチャンネルのみ場合は「カープナイター」のオープニングを使用することがあった。
2016年からはオープニングムービーを廃止し、対戦カード表示に番組名を加えた形式のオープニングに、全国中継と同じテーマ曲を使用している。2019年の「BRAND NEW DAY」と2023年の「Donʼt Mind Me」はTBSテレビが正式発表する前に、3月下旬の対ソフトバンクのオープン戦中継から使用していた。
| 年度   | 曲名              | アーティスト       | 備考                                                           |
| ------ | ----------------- | ------------------ | -------------------------------------------------------------- |
| 2012年 | ナンバーワン野郎! | ザ・クロマニヨンズ | オープニングのみ                                               |
| 2013年 | 覇王の剣          | JAM Project        | オープニングのみ                                               |
| 2014年 | Help me!!         | モーニング娘。     | オープニングのみ                                               |
| 2015年 | プッシュプレイ    | ポルノグラフィティ | オープン戦「鯉祭り」では全編で、公式戦ではオープニングのみ使用 |

### 東北放送制作分（宮城県ローカル）
東北放送の宮城県ローカル中継では、2016年より独自のテーマソングを使用する。
| 年度            | 曲名           | アーティスト     | 備考 |
| --------------- | -------------- | ---------------- | ---- |
| 2016年・2017年  | Here's To Us   | 玲里             |      |
| 2018年・2019年  | GOLD           | 玲里             |      |
| 2020年 - 2021年 | Good Day Today | 玲里             |      |
| 2022年          | Jump           | ヴァン・ヘイレン |      |

### 北海道放送制作分（北海道ローカル）
北海道放送の北海道ローカル中継では、2020年から2023年は完全ローカル放送時に限り独自のテーマソングを使用した（2021年4月18日の対楽天戦の東北放送へのネット時は全国中継と同一のものを使用）。
それまでは基本的に全国放送仕様を使用していたが、2011年の一時期だけ同局主催男子プロゴルフトーナメント「サン・クロレラクラシック」のテーマソング『START!!』（PEACEFUL）が使われた。2024年は再度全国放送仕様と同一となっている。
| 年度            | 曲名                               | アーティスト   | 備考          |
| --------------- | ---------------------------------- | -------------- | ------------- |
| 2020年 - 2022年 | 笑えばっ!                          | 金子智也       | HBC未来ソング |
| 2023年          | Wah Wah Wah 〜ビクトリーアンセム〜 | HAMBURGER BOYS |               |

### 千葉ロッテマリーンズ制作分
球団制作中継をそのまま放送する形式を取るため、球団が選曲した楽曲をそのまま使用した。

## 番組内の演出・企画
- ウルトラスロー6000

1秒間に6000分の1コマの速さで再生できるハイスピードカメラを用いたスローモーション映像。
塁でのクロスプレーやピッチャーのボールの握り方、バッターのスイングの観察などで用いられる。
近年は、解説者が画面上に黄色い線を書き込んでより具体的な説明を行っている（天気予報などと同じ手法）。
- MATCH UP（マッチアップ）

ピッチャーとバッターの相性を、打率などのさまざまな成績をもとにして比較する。
映像では画面を左右に分割して両選手の表情を映し、画面中央下部（もしくは両側下部）に成績を表示する。
TBSテレビ制作の中継では2004年頃から使用されるようになった。また、同年には一部の中継のオープニングの前に「今日の見所 〜MATCH UP〜」と題して、試合のポイントを紹介していた。
- HotZone（ホットゾーン）

ストライクゾーンを9等分し、打席に立っているバッターの得意・不得意なゾーンを視覚的に表現する。
最も得意なゾーンは赤、不得意なゾーンは青で色分けされ、各ゾーンごとの打率も表示される。
- 途中経過・ハイライトVTRについて

他の試合の途中経過を表示する場合には、横向きの円柱が画面下部から回転しながら登場し、断面が開いて下部に表示される（制作局により配色・効果音・アニメーションに違いがある。
ハイライトでは冒頭に「HIGHLIGHTS」 と題したアニメーションを表示した後、画面下部に主なプレーや得点を表示しながら、イニングごとに振り返る。
2006年の中継からは、イニング間を中心に画面上部に他の試合の途中経過を表示することが増えている。得点した直後のチームや、試合が終了し勝利したチームについては黄色で強調して表示される。
得点圏打席の後には、打者対投手の全投球を振り返る「PITCH BY PITCH」を行う。
- 副音声企画

1980年代後半から1990年代前半にかけて、TBS制作のナイトゲームの中継では副音声を用いて主催球団の応援放送を実施していた（ただし、この企画は関東ローカルで行われ、系列局は一般的なステレオ単一放送だった）。
主に横浜（大洋時代を含む）主催試合ではやくみつる、西武主催試合ではヨネスケや松本典子らが出演した。
その後も、2000年代にも全国ネットで同様の企画が散発的に行われたことがある。
2015年7月13日のDeNA対巨人戦（当時の月曜19時台はローカル枠だったが、この日は全編ネットワークセールス枠）では、副音声で「最強メンバーは誰だ!?侍ジャパン総選挙」と題した、インターネットを使った双方向アンケートと連動した企画が行われた。（解説・野村克也、山崎武司、ゲスト・テリー伊藤、実況・石井大裕）これは11月に地上波でテレビ朝日と共同放送される「第1回世界野球・プレミア12」のキャンペーンの一環である。この日は地上波・BS－TBS（トップ&リレー）・TBSチャンネル2の並列放送 ながら、CSのみ実況・解説を差し替えた。
- BS-TBSの双方向企画

BS-TBSの中継では、BSデジタル放送の双方向機能を利用した視聴者参加型の企画が行われている。当初は横浜戦のみで行われていたが、2005年からは全ての中継が対象となった。
内容は「勝敗予想」や「横浜ビンゴ」（ビンゴのマス目に横浜の選手を入れ、ヒットを打った選手でビンゴが成立するようにする）、「次の一球大予測」（次の投球のコース・球種を予想する）など。
正解者すると、抽選で横浜の選手のサインが描かれた野球グッズなどがプレゼントされる。
- ナイタースペシャル

年に数回ほど、全時間帯を通して筆頭となるスポンサーを付けた上で「○○（企業名）ナイタースペシャル」と題して放送する日がある（特にBS-TBSで多く、他のBSデジタル放送局でも行われることがある）。
2004年には三井住友銀行や映画『アイ,ロボット』、2009年度にはVanaHやキリン一番搾りなどが筆頭スポンサーとなった。

## 系列局の中継
ゴールデンタイムの中継は『スパモク!!』（木曜19・20時台、2010年4月15日 - 2012年9月27日）がスタートした2010年以後、2時間単発特番枠（2012年10月以後は『水トク!』（水曜19・20時台→同20・21時台、2012年10月3日 - 2019年9月25日）を使って行われてきた。2014年4月からは水曜19時台を含めた3時間がローカルセールス枠 となり、差し替えが可能になったことから、この枠を活用したローカル中継が行われている。
2015年から2017年の水曜ナイターはTBSテレビと『水トク!』をネットしていた一部系列局（DeNA対巨人戦）と主管球団の地元局（CBCテレビ、中国放送、毎日放送〈原則としてビジター開催のみ〉、北海道放送、東北放送、RKB毎日放送）のみの放送となり、野球中継を放送しなかった局では各局別に自主編成番組（サッカーJリーグなど他のスポーツを含む自社制作番組や、系列内外の遅れネット番組）を放送。
TBSテレビ以外のネット局がゴールデンタイム・プライムタイムの通常番組編成の日（水曜日のローカルセールス枠以外）にローカル中継を行う場合は、TBSテレビ（番組によっては毎日放送も） や各番組のネットスポンサーとの事前調整と許可を要する。その場合、全国ネットのCMはローカル野球中継に組み込まれる。差し替え対象となった番組は、ローカルセールス枠の水曜日のものを除き、視聴者保護のための配慮として、その週または1週後の土曜・日曜の午後に振り替え放送されている。編成上、通常番組内に『JNNフラッシュニュース』を挟む場合は、排他協定の絡みでその時間だけ中継を中断してTBSテレビからネット受けする。

### TBSテレビ（横浜DeNAベイスターズ・埼玉西武ライオンズ戦）
関東ローカルでDeNA主催・西武主催のデーゲームを中継する他、中日対巨人戦をCBCテレビとの2局ネット（年度によっては個別の番販購入によりネット局が増加する場合もある）で放送。年度によっては日本ハム戦を北海道放送、ソフトバンク戦をRKB毎日放送とは各々別制作で中継する場合がある。
なお、ロッテ戦については、2018年にCSでの放送権を日本テレビに譲渡して以降、地上波およびBS-TBSでの放送が途絶えているが、ロッテグループのCMは通常通りTBSテレビに出稿されている他、球団関係者も通常通り取材に応じ、TBS（テレビ・ラジオとも）の番組に出演した事例があるなど、特にロッテ球団やロッテグループ全体との関係が悪化しているわけではないことから、途絶えている理由は不明。
2025年6月15日（日曜日）には、ソフトバンク対DeNA戦（PayPayドーム）を『ラヴィット!』とのコラボレーション企画で中継した（制作協力：TBSスパークル・TBSアクト）。主音声は解説：槇原寛己・実況：南波雅俊（TBSアナウンサー）で現地乗り込みで伝え、副音声はTBSのスタジオから熊崎風斗・田村真子（いずれもTBSアナウンサー）が担当した。
一方地元局のRKB毎日放送では、解説：浜名千広、実況：茅野正昌（RKBアナウンサー）、リポーター：高見心太朗（RKBアナウンサー）のメンバーで別制作を行い、JNN九州・沖縄ブロックネットで中継した。こちらの中継では宝くじ10枚セット（10枚）と7月27日のソフトバンク対オリックス戦のプレミアムシートペアチケット（2名）のプレゼント企画が実施された他、実況の茅野が、別途TBSが乗り込んで関東ローカル向けに中継を行い、南波が実況を担当していることにも簡単に触れていた。
過去にはマツダスタジアムの広島対巨人戦を中国放送との2局ネットで放送した年度もあった（2011年から衛星波向けがTBSテレビの別制作になって以降は放送なし）。また、2003年までは北陸・東北・北海道地方で開催の広島主催試合のうち、関東ローカルまたは一部地域ネットでの放送分をTBSテレビ主導制作（中国放送と現地系列局の制作協力。実況と解説はTBSテレビが、ベンチリポートはTBSテレビ〈ヤクルト・大洋→横浜〉・中国放送〈広島〉・毎日放送〈阪神〉 が担当）で放送したことがあった他、前日または翌日の中国放送制作による単独放送分にも制作協力を行うことや、TBSテレビ主導による関東地区・開催地系列局での録画中継時でも中国放送にはゴールデンタイムに生中継を裏送りしたことがあった。

### CBCテレビ（中日ドラゴンズ戦）
番組名は2007年から2010年までは、『ザ・プロ野球 燃えよドラゴンズ!（西暦）』で、オープニングでは2007年から「ROAD TO VICTORY 燃えよドラゴンズ!」とコール・表示されている。2011年からは、『燃えよドラゴンズ（西暦）』がタイトルとなっている。
自社制作によるホームゲーム（地方開催では、石川県立野球場、富山市民球場アルペンスタジアムでの試合を担当） の他、TBSテレビや毎日放送からのネット受けまたは技術協力による自社制作で対DeNA・阪神のビジターゲームも放送する（年数回程度）。
2018年5月26日（全国ネットの阪神対巨人戦を差し替え）と2021年6月26日には、マツダスタジアムの対広島戦を放送。前者については現地からではなく、中国放送からの映像提供による名古屋からのオフチューブ実況での放送となり（解説：川上憲伸、実況：西村俊仁〈中国放送とJ SPORTSでは解説：山崎隆造、実況：坂上俊次、リポーター：石田充が担当〉。副音声はスタジアムサウンドを実施）、後者については中京広域圏では同局（解説：牛島和彦、実況：江田亮〈当時・名古屋からのオフチューブか現地乗り込みかは不明〉、副音声：スタジアムサウンドを実施）が放送したが、広島県ではテレビ新広島（フジテレビ系列）が放送した（J SPORTSでも同時ネット。解説：山内泰幸、実況：野川諭生、リポーター：深井瞬。テレビ新広島では直前の『全力応援 スポーツLOVERS』特別企画と連結編成）という、広島主催試合では両地域で異なる系列局での制作・放送となる極めて異例のものとなった（CBCテレビでは中国放送が制作協力としてクレジットされた）。また、2022年5月にはデーゲームの地上波全国中継が2日連続となった21日（阪神対巨人）・22日（DeNA対ヤクルト）に当該中継を差し替える形で、広島対中日戦（マツダスタジアム）を当日中継する中国放送から映像提供を受けて、名古屋からのオフチューブで放送（21日：解説：牛島和彦、実況：宮部和裕。22日＝解説：彦野利勝、実況：高田寛之。中国放送とJ SPORTSでは21日＝解説：安仁屋宗八、実況：石田充、リポーター：一柳信行、22日＝解説：山崎隆造、実況：伊東平、リポーター：坂上俊次）。
なお、2021年5月30日に北海道放送で中継した対日本ハム戦、同年6月9日に東北放送で放送した対楽天戦は編成の都合で同局からのネット受けまたは自社での実況差し替えの何れの形式での放送も行わず、通常編成とした。
2022年6月1日の対楽天戦は東北放送にも同時ネットした（解説：吉見一起・谷繁元信、実況：西村俊仁、リポーター：高田寛之）。オープニングタイトルはCBCテレビでは通常のローカル放送と同様『燃えよドラゴンズ!』だったが（東北放送では『直球勝負! イーグルスLIVE』のオープニングムービーに差し替え）、東北放送への配慮として、番組テーマ曲は『マコトシヤカ』ではなく、全国ネット・TBSテレビを含む一部地域ネット時と同じ『絆傷』を使用した。同様にランニングスコア上の番組名の『燃えよドラゴンズ!』も『S☆1 BASEBALL』に差し替えていた。その一方、東北放送からは解説者・アナウンサーの派遣がなく、『S☆1』のオープニングキャッチの後の「立浪監督氣合の一言」がそのまま東北放送でも流れた。21:00以降、CBCテレビでは『東大王』の遅れネットをメインチャンネルで、野球中継をサブチャンネルで放送するマルチ編成としたが、東北放送ではそのまま21:57まで放送枠を確保した。
同年から一部の試合では東海テレビと共同での応援キャンペーン企画「立浪竜応援プロジェクト」を実施し、プレゼントクイズのキーワードを画面に表示することがある。上記の中日対楽天戦では東海3県ローカルという性格上CBCテレビでのみの実施し、東北放送では当該コーナーを差し替える対応が取られた。
2023年10月期より16時30分〜17時00分の30分枠にTBS制作の全国ネットアニメ枠が新設され、2022年4月より放送再開した『日5』枠との連続編成になった影響で、2024年シーズンより日曜日デーゲームの試合開始時間が14時00分から13時30分に変更され、それに伴い野球中継の放送開始時間が13時24分に繰り上がったことで『サンデードラゴンズ』と野球中継が完全な連続編成となった。
| 時間帯     | 放送時間            | 中継の延長                                 | 備考 |
| ---------- | ------------------- | ------------------------------------------ | --- |
| ナイター   | 19時00分 - 20時54分 | 水曜日は最大21時54分まで延長、他曜日はなし | 放送日は水曜日・木曜日・金曜日・日曜日が多いが、東海テレビと調整する場合は例外で火曜日や土曜日に放送する場合あり。 |
| デーゲーム | 13時24分 - 16時30分 | なし                                       | 日曜日・祝日が多いが土曜日に放送する場合もあり。                                                                   |

ナイターの場合、夕方のローカル情報番組『チャント!』の18時台の一部を使って中継が行われる。場合によっては18時台ローカルパートのうち、天気コーナー以外すべて中継に差し替えることもある。また、17時台に球場から直前情報を入れる場合がある。
水曜日はTBS系列19時、20時、21時台がローカルセールス枠のため21時54分まで放送をすることが多い。
系列局へのネットはほとんどが水曜日・日曜日であり、週末・祝日の対巨人戦デーゲームはTBS系列全国ネットまたはTBSテレビとの2局ネットまたは一部地域ネット（年度によっては日程の関係上放送がない場合がある）で中継する。
試合途中で放送終了時刻を迎えた場合は、終了直前に「この後はCBCドラゴンズナイターでお楽しみください」という誘導テロップが出る。
シーズン中はプレゼントクイズも行われており、CBCテレビマスコットキャラクターのころんちゃんとドアラがキャッチボールをするアニメーションが画面下部に流れる。
地上波以外
TBS系列局がない地域や巨人戦中継が系列局では地元球団の中継に差し替える地域でも楽しむことができる。
- J SPORTS

CBCテレビが中継する日はJ SPORTSの『J SPORTS STADIUM』でも放送され、メイン映像は地上波とJ SPORTSで共有するが、J SPORTS向けは地上波とは別のアナウンサー・解説者が担当し、スコア表示もJ SPORTS仕様を使用する（地上波CM中や独自企画などを行なっていても、別進行となっている）。この措置は旧J-SPORTS（1998年から1999年）時代から行われている（これは東海テレビも同様）。
2021年3月16日（火曜日）の対巨人戦はJ SPORTS・BS-TBS・DAZNが放送したが、いずれもメイン映像を共有して実況をそれぞれが行う形となり、J SPORTS（解説：川相昌弘、実況：熊谷龍一）とDAZN（解説：宇野勝、実況：小野塚康之）は東京からのオフチューブで行った。J SPORTSでは「制作協力：CBCテレビ、制作著作：J SPORTS、中日ドラゴンズ」としてクレジットされた。翌17日（水曜日）はJ SPORTS・BSテレ東・DAZNが中継したが、本来のテレビ東京系列局であるテレビ愛知ではなく、前日同様CBCテレビの制作協力となった。
- BS-TBS・TBSチャンネル1

2010年以降、対巨人戦を地上波（ナイターは東海3県ローカル、デーゲームは編成に応じて全国ネット・TBSテレビとの2局ネットあるいは一部地域ネット・東海3県ローカルのどちらか）・BS-TBS・TBSチャンネル1で放送する際は、地上波と衛星波で実況・解説が別々となっている。BS-TBS・TBSチャンネル1では対巨人戦以外のJ SPORTSと同じ中継体制となり、スコア表示（地上波は自社仕様、BS-TBS・TBSチャンネル1はナゴヤドームのコンコースモニターと共通の独自デザイン）、テーマソング（東海3県ローカル時の地上波は『マコトシヤカ』、衛星波とTBSテレビをネット局に含む時の地上波は『絆傷』）、番組名（東海3県ローカル時の地上波は『燃えよドラゴンズ!』、衛星波とTBSテレビをネット局に含む時の地上波は『S☆1 BASEBALL』）で各々異なっている。BS-TBSは地上波が東海3県ローカル（ナイター・デーゲーム）またはTBSテレビとの2局ネットあるいは一部地域ネット（デーゲームのみ）放送時は完全生中継で放送し、TBS系列全国放送（デーゲームのみ）時に限り、地上波とのトップ&リレー中継を実施する。トップ&リレー中継実施時は2013年から2015年までのナイター開催はトップ中継のみ別制作となり（TBSチャンネル1ではこのメンバーで全編放送）、リレー中継は地上波中継と同じ出演者が担当する形式だったが、2016年以降のデーゲーム開催は原則としてリレー中継のみ実施し、CBCテレビのみ地上波全国放送終了後も引き続き中継するが、地上波同時放送とはならず、TBSチャンネル1との同時放送となる。
2021年3月16日には、オープン戦の対巨人戦をBS-TBS単独放送で中継したが（地上波とTBSチャンネル1では放送がなく、J SPORTSとDAZNが別制作）、実況・解説はCBCテレビが行い（解説：牛島和彦、実況：若狭敬一）、スコア表示もナゴヤドームのコンコースモニターからの流用ではなく、CBCテレビの地上波仕様を使用したが、通常時と異なり対戦投手・打者、次打者2人、配球チャート、球数、球種の表示を省略した簡略化版となっていた。またJ SPORTSやDAZNと映像を共有した関係上、「映像提供 中日ドラゴンズ」がクレジットされた。
2022年3月15日も、前年同様オープン戦の対巨人戦をBS-TBS単独放送で中継した（解説：牛島、実況：宮部和裕）。前年同様スコア表示は地上波仕様を使用したが、対戦・NEXT表示が、TBSテレビ地上波準拠の左下フルネーム版（NEXTの表示位置はカウントの横に縦3行のTBSテレビと異なり、対戦の横に小サイズで横に2列）からBS-TBS・TBSチャンネル・中国放送に準拠のカウント横にコンパクトサイズで4行表示されるタイプに変更され、球数も表示された。なお、オープニングタイトルが『S☆1 BASEBALL』で、テーマ曲やCM前のジングルも『絆傷』を使用しながら、ランニングスコアの番組名が手違いで東海3県ローカル仕様の『燃えよドラゴンズ!』となっていた。また前年同様J SPORTS・J SPORTSオンデマンド・スカパー!番組配信（解説：森繁和、実況：熊谷龍一）やDAZN（解説：阿波野秀幸、実況：石黒新平）と共有した関係上「映像提供 中日ドラゴンズ」がクレジットされた。
対巨人戦で2016年までは年1回、地上波が東海3県ローカル、BSがNHK BS1、CSがTBSチャンネル1で放送する場合（日程上は金曜ナイターが多いが、金曜以外では2012年4月19日（木）〈地上波全国ネット、試合開始から19:00まで＝解説：小松辰雄、実況：水分貴雅：19:00から 解説：落合博満、槙原寛己、実況：高田寛之、リポーター:角上清司、新タ悦男〉、2015年は9月20日（日）〈東海3県ローカル、試合開始から19:00まで＝解説：木俣達彦、実況：宮部和裕、19:00から＝解説：牛島和彦・彦野利勝、実況：角上清司、リポーター：高田寛之〉に放送）、TBSチャンネル1では地上波同時放送（ランニングスコアが『燃えよドラゴンズ!』でテーマ曲もローカル放送用の楽曲となる他ローカル企画も通常通り実施。オープニングタイトルは地上波の放送時間の都合上裏送りとなるため番組名・テーマ曲ともに通常通り全国中継のものを使用）となることが多いが、2013年7月12日（金）はTBSテレビ側でオフチューブ実況（地上波東海3県ローカル=解説:牛島和彦、森繁和、実況:宮部和裕、リポーター:伊藤敦基、TBSチャンネル1=解説:緒方耕一、実況：初田啓介、当日の地上波副音声はスタジアムサウンド）で放送し、2016年4月8日（金）は地上波側が副音声企画を実施した関係でBS-TBSでの中継同様に地上波とは別制作（地上波東海3県ローカル＝解説：山田久志・立浪和義、実況：角上清司：リポーター：若狭敬一、副音声：水野裕子・浅尾美和・片岡安祐美、進行：宮部和裕、TBSチャンネル1＝解説：木俣達彦、実況：高田寛之）で放送した。
2014年は対巨人戦で地上波がテレビ愛知（テレビ東京系列）、BS・CSがCBCテレビ＝BS-TBS＝TBSチャンネルで中継するという中日主催試合では異例の中継態勢が4月と9月に発生した。解説はいずれも牛島和彦が担当し（衛星波向けは地上波とのリレー中継を除けばこの中継から初登場、J SPORTS向けは2007年の中国放送制作分への出演を除けば2017年から担当）、実況は4月5日（土）＝角上清司、9月23日（火・祝）＝高田寛之が担当。4月は通常のBS-TBS・TBSチャンネル向けと同様ナゴヤドームのコンコースモニターと共通のデザインを、9月は地上波仕様を各々使用した。ただし、VTR切り替え時のアイキャッチはいずれもCBCテレビ制作地上波全国ネットやローカル中継仕様（対戦球団のロゴをベースにデザイン）ではなく、TBSテレビ・毎日放送・中国放送制作地上波全国ネットや衛星波単独放送と共通仕様（放送当時の『侍プロ野球』の番組ロゴ）だった。
その他
1980年代に担当日ながら特番などの編成の都合で放送できない日の中日主催ゲームや、1990年代に長良川球場で行われた広島主催の中日戦 では、CBCテレビ制作によりぎふチャンで振り替え放送が行われたことがある（当時同局には中日新聞の資本がなかったが、2010年代に入り資本参加）。2009年にはCBCテレビが放映権を持ちながら編成の都合で放送できなかった数試合を三重テレビの『三重テレビナイター』で振替放送することがあった。通常三重テレビナイターは東海テレビが制作を担当するため、CBCテレビ制作の三重テレビナイターは異例の出来事であった。2014年7月1日には石川開催で5年ぶりにCBCテレビ制作の三重テレビナイターとなった（J SPORTSとの同時放送かつスコア表示はJ SPORTS仕様を使用）。
- 地方開催時

中日新聞の発行エリアの北陸地方で行われる主催ゲームをCBCテレビが中継する際、地元の勧進元が中日新聞との関係が強いフジテレビ系列局（富山テレビ・石川テレビ）である事や、番組編成等から、開催地の系列局（チューリップテレビ・北陸放送）には巨人戦差し替えであってもネットされないことが多い 一方、ローカルセールス枠の場合は開催地の地元局での放送がない一方で、ビジター地元局では同時ネット（主に2015年までの中国放送。解説者・ベンチリポートを派遣する場合あり）または独自の実況（主に毎日放送や2016年以降の中国放送）で放送されることがある。
- 副音声を用いた放送（地上デジタル放送ではステレオ2音声）
中日主催ゲームのうち、巨人戦全国放送との二元中継日を除く各試合では副音声を用いた独自の企画も実施している。
  - 2016年度から、『ドラゴンズ愛』をテーマに、宮部和裕アナウンサーがMCを務め、中日OBによる「レジェンド・トーク」や、放送席を離れてナゴヤドーム内を回る「ドーム・ウォーク」（ぶら歩き副音声）や女性タレントをゲストに招いた「女子会」など様々な趣向の企画を実施した[注 8]。2017年度も引き続き宮部がMCを務め、前年度の企画に加えて男性タレントによる「男子会」も実施している[注 9]。これらの模様については宮部アナのブログでも時折紹介されることがある。「男子会」で藤森慎吾と山根良顕がゲスト出演した2017年4月5日放送分は[注 10] 中国放送にもネットされたが、主音声の実況は中国放送側で差し替えていた[注 11]。
  - ラジオ中継の同時放送

2013年8月7日の対ヤクルト戦ではCBCラジオ『CBCドラゴンズナイター』の音声を副音声として流す企画を行った。9月8日、15日にも実施。2014年以降も数回行われた。なお、この企画は日曜デーゲームかつ、ラジオがローカル放送のみ行われる。
  - スタジアムサウンド

会場の音源だけを放送する。年度により実施がない場合があるが、2015年は日曜デーゲームの中国放送へのネット時に実施した。
2015年以降は巨人戦全国ネット放送時に、視覚障碍者などに向けたルールやスタンド風景などの解説放送が行われている[注 12]
過去の企画
  - 『つボイノリオのドラゴンズ見れば見るほど』

CBCラジオの人気パーソナリティ・つボイノリオによる自身のラジオ番組さながらのノリで送る（高田寛之アナウンサーや解説者の小松辰雄との共演。2011年からはSKE48も出演）。視聴者から寄せられた感想のメールやFAXが中継枠の中で紹介しきれなかった場合は、同氏がパーソナリティを担当するCBCラジオの(つボイノリオの聞けば聞くほど)の中でも読まれるようになっていた。
  - 『小堀勝啓の野球にブギウギ!』

小堀勝啓アナウンサーにより2007年まで放送。
  - 『SKE48 野球場へようこそ!』 → 『燃竜（もえどら）ナイト』

テーマソングを歌うSKE48が毎月登場し、若狭敬一アナウンサーと共にMCとして番組を盛り上げる。つボイノリオや板東英二等の重鎮も「ご意見番」として登場。通常はドーム内の特設ブースで放送するが、2014年4月23日の対阪神戦では、初めてドームではなくCBC会館内本社スタジオからお笑いタレント木村祐一をゲストに迎えて放送した。これ以降、ナゴヤドームではなく本社スタジオからの放送が多くなっており、時期を同じくして、ドラゴンズ選手の秘蔵写真などを公開する『燃竜ナイト』が始まった。しかし、同企画は試合終了後のみ行われる為、試合の進捗状況次第では、試合終了から5分足らずで放送終了となる事から、扱う予定だったものは次回放送に持越しとなる。なお、2013年7月7日の放送では、個別握手会のために関東方面に出向いていたSKE48の代わりにAKB48の内田眞由美・名取稚菜・中田ちさとが出演した。
2015年シーズンより、番組タイトルが『燃竜（もえどら）ナイト』に変更されたが、同年限りで終了し、翌年からはテーマソングの担当からも外れた。
2015年5月27日の交流戦の対ソフトバンク戦はRKB毎日放送でも副音声ごと同時ネットした（番組名のみ『侍プロ野球 Hawks Live 2015』に改題）[60]。一方、対広島戦での中国放送へのネット時は実施していなかった（前述のスタジアムサウンドを実施）[61]。
- マルチ編成を利用した二元中継企画

2010年9月9日には、地上デジタル放送において日本初のプロ野球二元中継を行い、対阪神戦（毎日放送の中継映像を主に使用し、音声を差し替え）と横浜対巨人戦（BS-TBSの中継映像を主に使用し、音声を差し替え）を並列放送した。
これは元々BS-TBSのみで放送予定だった横浜戦を中継枠を獲得したことによって実現したもの。
二元中継は19時05分から開始され、それまでは前座として当時主に『サンデードラゴンズ』に出演していた若狭敬一と夏目みな美による二元中継に関する解説に充てられた。さらに、どちらの試合を見ているかを問うアンケート調査も行われた。
なお、中継自体の制作社はBS-TBSで横浜対巨人戦中継が行われていた関係で、「制作協力：TBSテレビ、製作著作：CBC」となっていた（音声以外のほとんどはBS-TBSと同内容）。番組名とテーマ曲は阪神戦では東海3県ローカルの『燃えよドラゴンズ!』（テーマ曲は『我竜伝説』）を、横浜対巨人戦では全国中継の『ザ・プロ野球』（テーマ曲は『Baby Baby Baby』）を使用した。
阪神対中日＝解説：山田久志、実況：角上清司、リポーター：高田寛之（毎日放送では解説・亀山つとむ・立浪和義：実況・近藤亨：リポーター・金山泉が担当)
横浜対巨人＝解説・高木守道、実況・水分貴雅（BS-TBSでは解説：槙原寛己、実況・新タ悦男、リポーター：初田啓介・戸崎貴広が担当）

### 毎日放送（阪神タイガース／オリックス・バファローズ戦）
自社制作の主催試合中継に加えて、系列局の技術・制作協力（もしくは裏送り）によるビジターゲーム（DeNA・ヤクルト・中日・広島・日本ハム・楽天・西武・ロッテ・ソフトバンク）も放送。ビジター中継では、系列局やBS-TBS・TBSチャンネル制作映像を用いる場合でも、毎日放送から実況・解説を派遣する。
2013年以降のナイター中継では、TBS系列のローカルセールス枠の曜日を変更したことから、水曜日はビジターゲームのみ放送 金曜日にもTBSテレビ制作全国ネットによるレギュラー番組放送枠を差し替えたうえで、甲子園球場から阪神主催のナイトゲームを関西ローカル向けに中継することがある（過去には火曜日・土曜日もその差し替えをすることが多かったが、カンテレ・サンテレビ・テレビ大阪のいずれか（2022年度のテレビ大阪は火曜日のみ）が放映することが増えたため、近年は僅少である）。
| 時間帯       | 放送時間                                                                        | 中継の延長     | 備考                                                                                           |
| ------------ | ------------------------------------------------------------------------------- | -------------- | ---------------------------------------------------------------------------------------------- |
| ナイトゲーム | 18時15分 - 19時00分（第1部） 19時00分 - 20時54分（第2部）                       | 原則としてなし | 金曜日は22時00分まで。深夜に録画放送を行う場合もあり（1時間）。2010年 - 2013年は録画放送なし。 |
| デーゲーム   | 12時54分 - 16時00分（13時台開始の試合） 13時54分 - 17時00分（14時台開始の試合） | 最大1時間      | 主に日曜日。祝日のみ17時50分まで                                                               |

らいよんチャン（毎日放送のステーションキャラクター）に阪神のホームゲーム仕様風ユニフォーム・帽子を着せた「とらいよん」をテレビ・ラジオ共通の阪神応援キャラクターに設定した2017年度以降は、自社制作による阪神戦中継のオープニング映像に「とらいよん」をアニメーションで登場させている。
2018年度までは、ローカル情報番組『ちちんぷいぷい』（生放送による平日午後の情報番組）内で中継先の球場からの生中継を挿入。同番組の出演者と中継の解説者・実況アナウンサーとの間でクロストークを展開するほか、中継予定の試合が中止になった場合には、番組内でその旨を伝えることもあった。2019・2020年度には、『ミント!』の本編や「Newsミント!」（16:30 - 17:10に内包される関西ローカルニュースパート）で中継先の球場の映像を流しているが、上記のようなクロストークまでは放送していなかった。
2010年度までの中継日には、当時17時台の後半まで放送していた『ちちんぷいぷい』の終了時間を17:11にまで繰り上げたうえで、『Nスタ』全国ニュースパートと『VOICE』（2019年3月まで放送されていた関西ローカルの報道番組）の放送順を入れ替え。通常は『Nスタ』（当時は全国ニュースパートを単独番組として放送）の後に編成していた『VOICE』を17:11から17:45まで放送した後に、『Nスタ』の全国ニュースをはさんで、ステブレレスで中継に接続していた。
2011年度から2018年度までは、『Nスタ』と『VOICE』の放送順を変えずに、『VOICE』の放送枠を短縮。おおむね18:45（または18:55）から中継を始めていた。ただし、2011年度には一部のカード（主に甲子園球場の阪神対巨人戦）で18:15、2017・2018年度には18:20から中継を開始する場合があった。18:20から中継する場合には、『VOICE』を全編にわたって休止する代わりに、18:15から『MBSニュース』を5分間放送することで対応していた。
『ちちんぷいぷい』の放送時間を短縮・『VOICE』を終了させたうえで、『ちちんぷいぷい』の後枠（15:49 - 19:00）に『ミント!]』（『Nスタ』全国ニュースパートを内包した関西ローカル向けの総合情報番組）した2019年度には、平日ナイトゲームの中継開始時間を18:15（全国ニュースパートの終了時間）に設定。前年度まで中継の開始時間に応じて休止・短縮措置を講じていたローカルニュースについては、『VOICE』の後継パートに当たる「Newsミント!」を、中継が始まるまでに通常どおり放送していた。祝日にデーゲーム中継を編成する場合には、最大で17:50まで中継を延長することを想定している関係で、『ちちんぷいぷい』の全編と『ミント!』の一部（『Nスタ』全国ニュースより前のパート）をあらかじめ休止。この場合には「Newsミント!」も放送しないため、ローカルニュースについては、『ミント!』18時台冒頭のフラッシュニュースでまとめて伝えていた。なお、「Newsミント!」は基本として16:30 - 17:10に編成されていたため、2020年度にはナイトゲームの中継日にも当該時間帯で放送していた。
2021年には、『ちちんぷいぷい』『ミント!』ともオープン戦期間中（3月中旬まで）に放送を終了。レギュラーシーズン開幕後の同月29日から、平日の関西ローカルニュース（放送上の呼称は「4chanニュース」）と『Nスタ』平日版の全国ニュースを、『よんチャンTV』（関西ローカルで15:40 - 19:00に生放送）へ内包させていた。「4chanニュース」は基本として16:55 - 17:45に編成されていたため、ナイトゲームの中継日には『ミント!』時代の2020年に続いて、全国ニュースが終了するタイミングで中継を始めていた（中継予定のカードが中止の場合には関西ローカルパートを通常どおり放送）。土曜日の午後には4月10日から『土曜のよんチャンTV』（3時間の生放送によるスピンオフ番組）が編成されていたが、土曜日に阪神のデーゲーム中継を放送する週にはあらかじめ休止。『よんチャンTV』を関西ローカル向けのナイトゲーム中継によって短縮した日には、中継の時間帯に同番組のスタジオから毎日放送の公式YouTubeチャンネル経由で「よんチャンTV延長戦」（中継と連動した動画のライブ配信企画）を随時実施するとともに、「延長戦」の映像と音声をテレビ中継のサブチャンネル（副音声）でも流している。なお、2022年には『土曜のよんチャンTV』がレギュラーシーズンの開幕翌日（3月26日）で終了。平日のみの放送で再スタートを切った『よんチャンTV』では、「4chanニュース」に代わって「5時」（17:00）前後の「5時ニュース」でローカルニュースをまとめて伝えられる体制を講じているため、毎日放送で平日にナイトゲームを中継する場合には上記の対応を踏襲している。
2020年までの水曜日には、阪神のナイトゲーム中継を関西ローカル向けに編成しても、サンテレビ単独での地上波完全中継 や朝日放送テレビ・サンテレビ間のリレー中継のような体制を確立できなかった。本来は中継の時間帯に同時ネットを実施しているTBSテレビ制作のレギュラー番組がローカル向けの差し替えや後日の遅れネットを認めていないことなどによるもので、録画を前提に水曜日の阪神主催ナイトゲームの中継を実況・解説付きで制作した後に、録画映像を56分枠に編集したうえで『ビデオナイター』として当日の深夜に放送するなどの措置を講じていた。『ビデオナイター』では、解説者が試合を総括する映像を冒頭に組み込んでいるほか、選手の活躍・プレーを中心に中継の録画映像を大幅に編集。制作コストを削減する目的で、阪神球団の制作によるTigers-ai向けの中継映像をベースに、スコア表示だけを自社制作の中継に準じた仕様に差し替えることもある。この場合には、自社制作の中継では画面の左上に表示される字幕（対戦投手・打者と次打者2人分の苗字）を割愛している。
2014年以降に対巨人戦をTBS系列全国放送で中継する際はBS-TBSでトップ&リレー中継を実施する。ナイター開催となった同年は地上波中継と同じ出演者が全編担当し、2015年・2016年はトップ中継のみ別制作となり（TBSテレビのアナウンサー・解説者が東京からのオフチューブで実況）、リレー中継のみ地上波中継と同じ出演者が担当する形式だったが、2017年以降のデーゲーム開催は原則としてリレー中継のみ実施し、毎日放送のみ15:54以降も中継かつ地上波同時放送となるが、地上波は最大17:30までの放送となり、17:30以降は裏送りでの放送となる。なお、2020年10月3日に中継した試合はデーゲームで開催されたが、編成の都合で地上波TBS系列（全国ネット）・BS-TBS（トップ&リレー）での放送は行われず、関西ローカルのみの放送に留まった（BS放送はNHK BS1が自社制作で、CS放送はGAORAが地上波との同時ネットで放送 他、2021年の対巨人戦の中継は日程上の関係で週末デーゲームの放送権を獲得出来ず、6月18日（金）のナイター（関西ローカル）のみの放送に留まった。2023年の対巨人戦の中継も関西ローカルのみの放送に留まった。2024年は6月22日は対DeNA戦のデーゲームを地上波TBS系列（全国ネット）で放送されたが、BS-TBS（トップ＆リレー）は行われなかった。また地上波全国ネットで対巨人戦以外のカードは珍しい。
2017年9月20日は通常は朝日放送に優先権のある水曜日ながら、予備日復活開催の関係上、対巨人戦の放送権を保持していたが、地上波は『歌ネタ王決定戦2017』（関西ローカル）を優先したため、BS-TBSに裏送り（解説：遠山奨志、実況：金山泉）中継し、地上波ではBS-TBSでの中継分を編集して当日深夜に録画中継で放送した（テーマ曲と番組名はBS-TBSでは全国仕様で、地上波ではローカル仕様で放送。元々は4月8日に全国ネットで中継したが、途中ノーゲームとなったためこの日に開催）。2016年8月13日には対中日戦をBS単独放送したが、映像はTigers-ai制作映像をメインに使用し、実況・解説をTBSテレビ（解説:槙原寛己、実況:小笠原亘、東京からのオフチューブか現地乗り込みかは不明）が担当した（当日の地上波中継はサンテレビが三重テレビとの2局ネットで放送）。
2022年6月8日のソフトバンク対阪神（福岡PayPayドーム）中継からは、水曜日に開催される阪神のナイトゲーム から、一部カードの中継でマルチチャンネル編成を9年振りに採用。中継カードが21:00までに決着しない場合には、21:00から最長で21:57までメインチャンネル（定時番組の放送）とサブチャンネル（当該カードの中継）を併用している。また、中継カードが所定の放送終了時間（メインチャンネルは21:00、サブチャンネルは21:57）までに決着していて、中継終了後から上記の時間までに余裕がある場合には「リリーフVTR」と称するフィラー映像（詳細後述）を放送するようになった。
当番組と『MBSベースボールパーク』（MBSラジオのプロ野球完全中継、以前のタイトルは『毎日放送ダイナミックナイター』→『MBSタイガースナイター』→『MBSタイガースライブ』）で同時に中継している試合（主に阪神戦）が当番組の中継時間内に終了しない場合には、CBCテレビと同様に、中継終了直前に字幕と実況アナウンサーの声で「この試合の続きはMBSラジオでお聴き下さい」とのメッセージを必ず流している。なお、TBS系列への加盟前（1959年3月1日）からテレビ・ラジオ放送事業を兼営してきた毎日放送では、2021年4月1日付でラジオ放送免許とラジオ放送事業を「株式会社MBSラジオ」へ承継。毎日放送は、商号を変えずにテレビ単営局へ移行したため、同日以降も引き続き中継や関連番組の放送・制作を担当している。
番組サブタイトルの変遷
タイトルロゴは、往年の毎日放送の自社制作番組（『アップダウンクイズ』や『ヤングおー!おー!』など）のロゴを手掛けてきた五荘千尋が担当。ただし、サブタイトルは年によって変わる。

なお、2011年9月の中継から同時期に毎日放送が開局60周年に合わせて新CIを制定したことに伴い、タイトルの毎日放送のロゴが新CIと同一のロゴに、製作著作のテロップも「毎日放送」から「MBS(新CIと同一)」へ変更。阪神タイガースの監督に和田豊が就任した2012年シーズンには、「MBSはタイガースとともに戦い、一緒になって優勝を目指す」という宣言の下に、『MBSタイガースライブ』と共通の中継テーマとして「withタイガース」を提唱した。同年からは、阪神戦のローカル中継に限って、『MBSタイガースライブ』と同じく「〜withタイガース〜MBSタイガースライブ」のタイトルで放送。和田自身が考案した阪神のチームスローガン「Go for the Top 熱くなれ!!」にちなんで、オープニングで「和田豊です 熱くなれ!」という和田の肉声を、タイトルコールの冒頭に使用している。また、2006年から月1回のペースで放送してきた阪神のダイジェスト番組『猛虎ファイル』も、2012年放送分から『withタイガース』に改題したが、2012年度を最後にシーズン中の放送を終了。2013年のプロ野球シーズンには、4月から金曜日の深夜で放送を開始した『カワスポ』において、「阪神全144試合完全制覇 おっかけタイガース!」 という密着応援企画を実施していた。
2014年度からは、テレビ・ラジオとも、中継テーマの表記を「with Tigers」、中継の基本タイトルを「MBSベースボールパーク」に変更。阪神戦を中継する場合には、「with Tigers MBSベースボールパーク」というタイトルで放送する。「阪神全144試合完全制覇 おっかけタイガース!」については、同年度のみ、『ちちんぷいぷい』と『月刊カワスポ with Tigers』（『カワスポ』の後継番組）の合同企画として継続していた。
なお、2019年から2021年までは、「タイガース全力応援宣言」というキャッチコピーに阪神の年間チームスローガンを組み合わせたサブタイトルを、ラジオの阪神戦中継と共用していた。2022年からは、サブタイトルを「タイガース全力応援宣言」に集約。
| 年度            | サブタイトル                                     | 備考 |
| --------------- | ------------------------------------------------ | --- |
| 2003年          | 勝ちたいんやっ!                                  | 星野仙一（当時の阪神監督）が多用したフレーズ |
| 2004年          | めざせ!常勝軍団                                  | - |
| 2005年          | V奪回!猛虎70th                                   | - |
| 2006年          | 猛虎連覇へ!道一筋                                | 「道一筋」は岡田彰布（当時の阪神監督）の座右の銘 |
| 2007年          | 猛虎V奪回へ!道一筋                               | 「道一筋」は岡田彰布（当時の阪神監督）の座右の銘 |
| 2008年          | 猛虎V奪回へ!道一筋                               | 「道一筋」は岡田彰布（当時の阪神監督）の座右の銘 |
| 2009年          | 猛虎V奪回へ!不動心                               | 「不動心」は真弓明信（当時の阪神監督）の座右の銘 |
| 2010年・2011年  | MBS激闘プロ野球 〜猛虎魂〜                       | 正規のタイトルとして使用 |
| 2012年・2013年  | withタイガース                                   | ラジオと同タイトル。ただし、番組ロゴが異なる。 |
| 2014年 - 2018年 | with Tigers                                      | タイトル・番組ロゴともラジオと共通。 |
| 2019年          | タイガース全力応援宣言 ぶち破れ!2019 MBSがヤル   | タイトル・番組ロゴともラジオと共通。 |
| 2020年          | タイガース全力応援宣言 MBSがヤル It's Show Time! | タイトル・番組ロゴともラジオと共通。 |
| 2021年          | タイガース全力応援宣言 挑む 超える 頂へ          | タイトル・番組ロゴともラジオと共通。 （株式会社MBSラジオの本格始動後も共用） 5月27日の交流戦の対ロッテ戦（ビデオナイター）以降の番組表では『MBSプロ野球』と表記されている。   |
| 2022年 -        | タイガース全力応援宣言                           | タイトル・番組ロゴともMBSラジオと共通。 番組表での表記は『MBSプロ野球』で 阪神のチームスローガン（2022年は「イチにカケル!」→2023年は「A.R.E」）をタイトルに組み込んでいない。 |

- ローカル企画

2002年と2003年はボクシングやプロレスにならった「MBS認定 チャンピオンベルト争奪戦」という企画を実施。2003年分には、『勝ちたいんやっ!月刊星野タイガース』（『猛虎ファイル』の前身番組）で、チャンピオンベルトを授与するシーンを放送していた。この企画では、番組側で指定した選手が指定した試合でヒーローインタビューに呼ばれた場合に、その選手へチャンピオンベルトを贈呈。阪神が指定試合に勝利しても、当該選手がヒーローインタビューに呼ばれない場合には、放送上「チャンピオンの防衛」と扱っていた。
2007年頃（少なくとも同年4月10日放送分以降）からは、中継との連動データ放送を実施している。
2013年4月13日の阪神対DeNA戦（甲子園でのデーゲーム）は、毎日放送グループ（MBSテレビ・MBSラジオ・CSスポーツ専門チャンネルのGAORA）のスポンサードゲーム「with タイガース MBSデーゲーム」として開催。MBSテレビ・MBSラジオが関西ローカルの地上波、GAORAが全国向けCSの中継権を保有していたことから、3波による同時・完全中継も実施した。また、同年から阪神タイガースが甲子園球場で土・日曜日のデーゲーム開催前に実施している青空授業企画『ドリームリンクスクール』では、毎日放送のアナウンサーが小学生のタイガースファンを相手に講師を務めている。
毎日放送グループが「ホームイン with Tigers」（阪神のシーズン総得点に着目したキャンペーン）を展開する2015年の中継では、阪神の選手が得点を挙げるたびに、得点シーンの映像を再生するとともにチーム総得点数を紹介していた（2016年以降は公式サイト内でのみ総得点数をカウント表示）。
2019年度には、「タイガース全力応援宣言　ぶち破れ!MBSがヤル」と連動したデーゲーム限定企画として、「藤林温子の温（オン）タイム」というミニコーナーを、オープン戦中継からイニングの合間に放送。『ミント!』の月曜日でも同キャンペーン関連のコーナーを担当していた藤林温子（毎日放送アナウンサー）が、阪神ホームゲーム用のレプリカユニフォームを着用しながら、阪神ファンに近い目線での取材・応援リポートや、阪神球団からのイベント・キャンペーン情報を伝えた。ただし、デーゲーム中継の本編や、ナイトゲームの中継には登場していない。
藤林は2020年度に、『ミント!』から（2018年度まで木曜日でアシスタントを務めていた）『ちちんぷいぷい』へ復帰。復帰後も「フレ!フレ!スポーツ」の金曜分で阪神関連の取材（主に選手へのオンラインインタビュー）を担当したほか、阪神戦中継の一部カードに、視聴者から解説者に寄せられた質問の紹介役などで出演していた。2021年度以降の中継には出演せず、2022年3月から6月まで毎日放送を休職していたが、7月に復職してからも登場していない。
- ストップウォッチで独自に計測したデータの表示（2014 - 2016年）

2014年以降の中継には、スポーツライターの小関順二がゲスト解説者扱いで随時出演。小関のアイデアを基に、打者走者による走塁、一塁に走者がいる局面での捕手による二塁への送球、外野手による本塁・内野への返球、塁上に走者がいる局面での投手によるクイックモーションなどのタイムを独自に計測している。2015年のオープン戦中継から2016年までは、小関の出演の有無にかかわらず、「with ストップウォッチ」と称して計測データの一部を画面の左下にデジタルストップウォッチ形式で随時表示していた。
- ナイトゲームの生中継や録画中継（ビデオナイター）におけるフィラー企画「MBSベースボールパーク　延長戦」の設定（2022年から）

毎日放送グループが「Fan Funタイガース」（ファン参加型の阪神応援キャンペーン）を開始した2022年度には、平日の阪神ナイトゲームを関西ローカルで中継する場合に、全国ネット向けレギュラー番組からの差し替え（前述）やサブチャンネルの活用（地上波からのリレー中継）を念頭に中継枠を18:15 - 21:57（または22:00）の時間帯に設定することが相次いでいる。MBSテレビでは、中継カードが21:30までに終了する事態に備えて、複数の「リリーフVTR」（中継枠を消化する目的で特別に収録・編集された阪神関連のフィラーVTR）を用意。中継の冒頭にタイトルだけ紹介したうえで、中継カードの終了後に放送する「リリーフVTR」の順番（放送上の呼称は「登板順」）を決めるための視聴者投票を、twitter上の「阪神ファン太郎」（毎日放送グループが運営する「阪神全力応援」用公式アカウント）で中継の途中（基本として21:00）まで受け付けている。中継カードが21:30までに終了していれば、得票率の最も高かった「リリーフVTR」を順番に流すことになっているが、投票の受付に際しては（投票の結果にかかわらず）試合展開次第で「リリーフVTR」を放送できない場合があることを明示している。
「リリーフVTR」には「MBSベースボールパーク　延長戦」と称する進行パートが付随していて、阪神のファンを公言する著名人から、陣内智則・高城れに（ももいろクローバーZ）・村瀬哲史（『よんチャンTV』木曜日のVTR企画リポーター）がホームゲーム仕様のレプリカユニフォーム姿で出演。村瀬は東進ハイスクールの地理科で講師を務めていることから、このパートでは放送上「ファンファン講師」と名乗っている。なお、ナイトゲームの生中継に向けた「延長戦」では、『よんチャンTV』のスタジオセットで別途収録した映像を使用。
阪神が敗れた試合の中継録画映像を当初の予定に沿って『ビデオナイター』で放送する場合にも、当該映像の放送を大幅な編集によって放送枠（基本として1時間）の半分程度にとどめたうえで、残りの時間を「MBSベースボールパーク　延長戦」に充てている。この「延長戦」にも陣内・高城・村瀬がユニフォーム姿で出演しているが、テレビ・ラジオとも阪神戦中継の実況やリポートを随時担当している三ツ廣政輝（毎日放送のスポーツアナウンサー）を進行役に立てたうえで、『よんチャンTV』のスタジオセット以外の場所で収録した映像を使用。ナイトゲームの生中継と違って放送時間があらかじめ決まっていることから、2本の「リリーフVTR」に加えて、阪神の球団史・選手や甲子園球場・阪神戦のテレビ中継に関する豆知識を「ファンファン講師」の村瀬が他の出演者に紹介する企画を独自に放送している。ちなみに、『ビデオナイター』の放送中には、「リリーフVTRの登板順」に関する視聴者投票を実施しない。
以上の「延長戦」が『ビデオナイター』内で最初に流れたのは同年7月8日未明（2:35 - 3:35）放送分で、前日（7日）に甲子園球場で催された阪神対広島ナイトゲームの録画中継を実施。阪神がこの試合で広島に完封負けを喫したことや、阪神の選手による一軍公式戦連続試合安打の最長記録（30試合）を更新する可能性があった近本光司が無安打に終わったことを受けて、3:10頃から「延長戦」を放送した。
10月3日未明（2日深夜）の0:50 - 2:55には、「延長戦」の体裁を踏襲した『MBSベースボールパーク深夜番外編』を関西ローカルで生放送。当初は、阪神・オリックスとも1日までにクライマックスシリーズへの進出を確定させていたことや、翌2日に甲子園球場で組まれた阪神のレギュラーシーズン最終戦（ヤクルトとのデーゲーム） を毎日放送が中継すること を踏まえた特別番組として放送することを予定していた。もっとも、オリックスが2日の夜にパ・リーグの2連覇を決めたこと を受けて、実際には番組の前半をオリックス優勝関連の特集に充てた。
- ネット局について

阪神がビジター扱いとなる試合でも基本的には自社乗り込みで実況アナウンスの個所をMBS用に差し替える。
ヤクルト主管試合は表向きはMBSテレビ完全製作の扱いであるが、系列外のフジテレビジョン（製作クレジットもCXである）の制作子会社・フジ・メディア・テクノロジーが制作を担当する球団公式映像を一部用いる。
それ以外はJNN系列各局製作 から配給された映像を下地として、タイガースのベンチや応援席などの独自のカメラを用いるので、全国向けにはCS放送（一部BSも）で放送される主管球団の地元向け放送とは一部差異が発生する
毎日放送が運営するGAORAでは、上記の「with タイガース MBSデーゲーム」のように、毎日放送が制作している中継を同時放送することがある。
ただし、甲子園球場での開催分については近年はTigers-ai（球団公式映像）の制作番組を使って放送するようになったため、同時放送が行われるのは録画中継となる日が中心となっている（対巨人戦のトップ&リレーも含む）。
地上波中継では、関西ローカルか、対戦相手の球団の地元局との2局ネットまたはビジター地元局による実況自社差し替えで放送することが多い。2010年には、当時木曜日に編成していたナイトゲーム中継の一部を、系列局の山陽放送（現:RSK山陽放送）でも連動データ放送を含めて同時ネットで月に1回程度19時からの飛び乗りで放送していた。
ゴールデンタイムにおけるナイトゲームの放送については、水曜日のビジターゲーム中継にローカルセールス枠を充てるか、他曜日にTBS系列で阪神以外のカードを全国向けに放送する場合の中継枠差し替えで対応することが多い。ただし、以下のような措置を講じることもある。
2016年7月9日・2019年5月17日の対広島戦と2022年6月3日の対日本ハム戦（何れも甲子園球場）のナイター中継では、全国ネットのレギュラー番組の放送枠を、関西ローカル向けにあらかじめ差し替える措置を講じた。このため、広島の地元局である中国放送と日本ハムの地元局である北海道放送では、当該中継の同時ネットも独自実況による差し替え放送も実施できなかった。
2016年3月30日（水曜日）には、対ヤクルト戦のナイター（神宮）を放送（『DeNA対巨人』〈横浜〉の差し替え中継）。この日は『DeNA対巨人』の中継自体が全編ローカルセールス枠での放送となったが、隣県の山陽放送（現:RSK山陽放送）では『ヤクルト対阪神』・『DeNA対巨人』のどちらも、また隣県の中国放送制作の『中日対広島』もいずれも同時ネットで放送されなかった。ただし、『ヤクルト対阪神』はフジテレビ制作分の中継を、『DeNA対巨人』はBS-TBS（トップ&リレー中継）・TBSチャンネル2で、『中日対広島』はJ SPORTS（地上波とは別制作）で各々放送したため、実質上は視聴ができた。
2007年7月14日（土曜日）には、対中日戦（甲子園）を深夜に録画で中継する予定を、ゴールデンタイムでの生中継に急遽変更した。当該時間帯のレギュラー番組であった『ドッカ〜ン!』『キャプテン☆ドみの』（いずれもTBSテレビ制作の全国ネット番組）の翌週21日での打ち切りが決まったことによる措置だったが（中日の地元局であるCBCテレビでは放送予定なし）、実際には大雨と台風の接近で当該カードが中止になったため、両番組を当初の予定に沿って放送した。なお、2020年9月5日（土曜日）には、『ジョブチューン』（TBS制作全国ネット番組）の2時間スペシャル枠（19:00 - 21:00）で自社制作による対巨人戦（甲子園）中継を関西ローカル向けに放送している（『ジョブチューン』は翌6日の15:00 - 17:00に振り替え放送）。また、2025年6月7日（土曜日）には、同様に『ジョブチューン』の3時間スペシャル枠（19:00 - 21:56）で自社制作による対オリックス戦（甲子園）のナイター中継をNHK BSと並行しながら関西ローカル向けに放送している（『ジョブチューン』は11日23:56～12日3:00に振り替え放送）。
2020年7月10日（金曜日）には、対DeNA戦のナイター（甲子園）を、サンテレビ（KBS京都との相互ネットで試合開始の18:00から生中継）と並行しながら試合途中の18:15から関西ローカル向けに中継。19:36からの雨天中断をはさんで20:00に降雨コールドゲームが成立したが、毎日放送では19・20時台のTBS系列全国ネット番組（『爆報! THE フライデー』『ぴったんこカン・カン』）の放送枠を差し替える前提で中継枠を編成していたため、成立後もフィラー番組扱いの企画を入れながら20:54まで放送を続けた（サンテレビ・KBS京都は20:13で中継を終了）。
2025年4月12日（土曜日）の阪神対中日戦は、広島対巨人戦全国中継の差し替えで放送した。CBCテレビが別制作を行わず毎日放送からの局間ネットとしたため、CBCテレビの電子番組表では、TBS系列全国中継と同じ『S☆1 BASEBALL』と電子番組表で記述されていたが、実際は『タイガース全力応援宣言 MBSベースボールパーク』の番組名がそのまま適用され、CBCテレビでも同番組のタイトルムービーとテーマ曲や、『よんチャンTV』の番組宣伝がそのまま流れた。また視聴者プレゼントの告知もそのまま流れたため、CBCテレビの視聴者の応募も可能だったと思われる。解説は中日・阪神の両球団に在籍した矢野燿大が、実況は金山泉が、ベンチリポートは川地洋平が担当した。
- パ・リーグ関係

毎日放送が南海電気鉄道と資本関係があることから、1988年まで南海ホークスの主催試合の優先権（独占ではないため他局でも放送可）を持っていたが、パ・リーグおよび南海の人気と成績の低迷もあり中継頻度が減少していた。一方、朝日放送に優先権のある近鉄バファローズについても、独占でなかったことから一部の試合を放送していた。
南海戦・近鉄戦ともにデーゲームが中心だったが、散発的にナイターを放送することがあった。
阪急ブレーブスにいては、阪急東宝グループとの関係から関西テレビ・サンテレビ・NHKの寡占に近いものだったため、毎日放送での主催試合の放送はNETテレビ系時代を含めても散発的だった。阪急からオリックスへの売却後に相当数の試合の放映権を獲得した。
オリックス・ブレーブスとなった直後の1989年には、サンテレビと朝日放送が提携している阪神戦に準じて、毎日放送の解説者とアナウンサーによる実況でサンテレビでの完全中継とした試合もあった。
オリックス・ブルーウェーブへの改称後もデーゲームを中心に中継を行い、イチローが活躍した時期にはナイターでも地上波全国中継を行ったことあった。
在阪パ・リーグ球団の人気選手だった野茂英雄・イチローの相次ぐ渡米、2000年代以降の阪神の復調、2005年の近鉄・オリックスの合併などの諸情勢を受け、阪神への人気集中や偏向が強まったことから、パ・リーグの試合の関西地区での放送頻度が減少した結果、毎日放送はオリックス主催試合の中継から対阪神の交流戦を含めても2005年を最後に撤退し、ビジター側の系列局の制作する中継への技術・制作協力を必要に応じて行う程度となった。さらに球団による公式映像の制作体制が整って以降は、ビジター地元局の中継に毎日放送が技術面では直接関与せず、公式映像を担当している技術会社のみが関与するか、それ以外の技術会社や毎日放送も関与するかが随時異なる。特に地元局やTBSテレビのスタジオからのオフチューブ実況の場合は毎日放送の関与が薄い場合もある。
北海道放送における2022年8月6日の対日本ハム戦では、毎日放送が三新ビデオセンター（北海道放送が主要株主）とともに「技術協力」として、HBCフレックスが「制作協力」としてクレジットされていた。
中国放送における2015年セ・パ交流戦の対広島戦では技術面がノンクレジットのため、毎日放送の関与の有無は不明。
BS-TBSでの単独放送時は、対阪神戦において一部年度で制作協力団体として参加したことがある以外では毎日放送の関与が希薄で、TBSテレビ（またはBS-TBS）とオリックス球団の共同制作となり、実況もTBSテレビのアナウンサーと解説者が担当し（乗り込みか東京からのオフチューブかはその時々により異なる）、スコア表示もTBSテレビが送り出す体裁となっている。
オリックスがヤクルトと対戦した2021年・2022年の日本シリーズでは、衛星波向けで制作実績があるTBSテレビが京セラドーム大阪開催分の中継も主導していた（出演者のキャスティングやスコア表示などもTBSテレビが担当）。毎日放送は当該中継に制作協力団体として関与していたものの、グループ会社のMBSラジオでも京セラドーム大阪開催分の中継を制作。毎日放送から一部の解説者・アナウンサーがラジオ中継に出演していたことと、テレビでの自社制作の中断が続いていることを考慮し、テレビ中継については、一部の制作スタッフを派遣するだけにどまったが、2022年には加えてリポーターに自社のアナウンサーを派遣した（2021年はリポーターをタレントが担当）。
オリックスは2021年からパ・リーグで3連覇を達成しているため、いずれの年もクライマックスシリーズにファイナルステージ（全試合を京セラドーム大阪で開催）から出場している。同年と2022年にはファイナルステージの試合中継を見送っていたが、2023年には、ファイナルステージの第1戦（10月18日の対千葉ロッテマリーンズ戦）を18:15 - 21:00に関西ローカルで中継した。
2022年には、4月17日にロッテの佐々木朗希投手がZOZOマリンスタジアムでの対ロッテ戦で試合開始から完全投球を続けながら首脳陣の判断で8回表の終了後に降板したことを受けて、同月24日（いずれも日曜日）に京セラドーム大阪でデーゲームとして組まれていた同カードの放送権の獲得に乗り出していた。獲得していれば自社制作によるオリックス戦の中継が2005年以来17年振りに実現していたが、結局は阪急時代から球団との関係が強い関西テレビが獲得。実際には、佐々木の投球に焦点を当てた二アライブ方式の録画中継で放送した。毎日放送では翌2023年のレギュラーシーズン中もオリックスのホームゲームを中継しなかったため、前述したクライマックスシリーズ・ファイナルステージ第1戦が、自社制作分としてはレギュラーシーズンを含めても18年振りの中継になった。この試合では、オリックスOBの能見篤史（解説者）と吉田正尚（ゲスト解説者でボストン・レッドソックス外野手）による「特別始球式」の模様も、試合前に『よんチャンTV』の枠内で中継している。その一方で、タレント・俳優の宮城弥生（オリックス投手・宮城大弥の実妹）が、プロ野球中継では初めてのベンチリポートを担当した。
阪神と対戦した2023年の日本シリーズでは、地上波テレビにおける第3戦（セ・リーグ主管試合）と第6戦（パ・リーグ主管試合）の放映権をTBSテレビ系列で確保していた関係で、毎日放送が両試合ともテレビ中継の制作に関与。第3戦（阪神主管試合として甲子園球場で開催）の中継はTBSテレビとの共同制作で、番組制作（出演者のキャスティングとスコア表示などの技術面など）を毎日放送、ネットワーク配信（最後にTBSのロゴが入った『S☆1』のオープニングキャッチ・CM・提供クレジットの送出など）とスポンサーセールスをTBSテレビで担当した。一方の第6戦では、TBSテレビが中継の制作を主導していた関係で、毎日放送は「制作協力」扱いでの関与にとどまった（当該項でも詳述）。
2024年6月11日には、久しく途絶えていたセ・パ交流戦での「関西ダービー」（京セラドーム大阪でのオリックス対阪神ナイトゲーム）中継の自社制作と関西ローカル向け放送を、「解説：能見篤史・糸井嘉男、実況：三ツ廣、ゲスト：藤原丈一郎」という陣容で再開した。
この試合では衛星波でも、BS朝日が朝日放送テレビとベスティの協力（実際には朝日放送テレビからの裏送り）による自社制作扱いの中継（解説：福本豊・鳥谷敬、実況：北條瑛祐＜朝日放送テレビ＞）、J SPORTSがオリックス球団と関西テレビの共同制作による中継（解説：田尾安志、実況：若田部克彦＜関西テレビ＞、リポーター：中島原野）を編成。毎日放送の放送対象地域である近畿広域圏では、「在阪民放テレビ3局（毎日放送・朝日放送テレビ・関西テレビ）が同じ試合で制作に関与している中継が、3つの異なるチャンネルで同時に放送される（並列放送）」という異例の事態に至った。

### 中国放送（広島東洋カープ戦）
番組名はデーゲームは『Veryカープ! RCC カープデーゲーム中継』、ナイターは『Veryカープ! RCC カープナイター』（2009年の大半と2011年以降は全時間帯で、それ以外はローカル放送の18時30分から18時55分（または19:00）まで使用。それ以降はTBSテレビ制作の全国放送と同じ体裁となる）で、ラジオ中継の『Veryカープ! RCCカープナイター』と同一タイトルになっている。
冠スポンサー番組（一社提供または複数スポンサーの筆頭提供社）となった場合は、『（企業名）Presents（またはスペシャル） カープナイター／カープデーゲーム中継』となり、オープニングムービーにタイトルコールが入る。広島主催かつ試合そのものがスポンサードゲームとなった場合が中心だが、スポンサードゲーム以外でも独自に冠スポンサーをつける場合もあり、2015年6月10日には西武主催ゲーム（イオングループ冠）で実施した。オープニングムービーが廃止された2016年以降は開始時に実況アナウンサーがスポンサー名入りのタイトルコールを行っている（J SPORTSでは音声カット）。
オープニングでは、広島の選手が登場する独自のタイトルムービー（2006年からは地元出身の漫画家・田中宏のイラストによるアニメーションとなっており、年度ごとに修正が加えられている）で、BGMは2010年まで洋楽やオリジナル曲などを、2011年はオーケストラ調の曲→球場映像に変わってから番組テーマ曲「Baby Baby Baby」を、2012年以降は前述の各曲を年度ごとに使用していた。なお、提供クレジット・ハイライトVTR・エンディングでは全国中継と同じテーマ曲が使われる（2009年の一部を除く）。ただし、2011年はビジター地元局にネットされる場合に限り、ネット先に配慮してタイトルムービーを省略して球場映像とテーマ曲からのスタートとなっていた（北海道放送にネットされた2011年の対日本ハム戦が該当）。
2016年からは、オープニングムービーが廃止され、全国中継と同じテーマ曲と対戦カード表示（上側に番組名。背景は中継映像）というスタイルになった。
ホームゲームの他、DeNA・中日・阪神のビジターゲームもネット受け（週末デーゲームは2004年から2011年まではなかったが、2012年はCBCテレビ制作の中日戦を中継）で放送するが、中日・阪神戦は前者はCBCテレビ、後者は毎日放送とは別制作で中継するが、時と場合により広島からのオフチューブか現地乗り込み（東通の制作協力で独自映像を制作する神宮球場のヤクルト戦及び在籍選手の2000本安打、200勝が懸った試合、リーグ優勝決定試合など重要な試合）のどちらかになる（オフチューブ時はリポーターなしの場合が多いが、まれにリポーターのみ現地乗り込みで音声をつなぐ場合があり、阪神主催だと朝日放送ラジオ制作中継と兼務するため、在阪局との関係にねじれが生じる）。
デーゲームでは過去に中国放送からも解説者とリポーターを派遣の上で、差し替えを行わない例もあった。2003年の対阪神戦では実況と番組タイトルのみ差し替え、スコア表示のみ差し替えず。2012年は、対中日戦ではナイター・デーゲーム共オープニングムービーとエンドクレジットのみ『カープナイター／カープデーゲーム中継』に差し替え、中国放送からもリポーター（中継によっては解説者も）を派遣した上でCBCテレビからのネット受けとなった（この場合オープニング以外の本編のテーマ曲はCBCテレビ仕様がそのまま使われたが、ランニングスコアの番組名はCBCテレビ側の配慮で『燃えよドラゴンズ!!』ではなく『侍プロ野球（西暦）』となった）。
2013年はナイターではCBCテレビからのネット受け（7月3日） と広島からのオフチューブによる実況差し替え（9月25日） が各1回ずつ発生していた。
オープン戦のビジターゲームについては、編成・制作上の都合（2020年3月1日のCBCテレビ制作『中日 vs 広島』が同日開催の『LIONスポーツスペシャル・RCCひろしま女子駅伝』へのスポーツ中継要員派遣（後日録画放送予定が新型コロナウイルス感染拡大により中止）と重複した事例や、2021年3月20日のRKB毎日放送制作『ソフトバンク vs 広島』が、RSK山陽放送制作のJNN中四国ブロックネット番組『田舎に移住したら幸せでした』と重複した事例など）により同時ネットや自社での実況差し替えによる広島からのオフチューブ中継ができない場合がある。
試合が早く終了して放送時間が余った場合は、ナイター時は下記のリリーフドラマ（リリドラ）・イニングリプレイを放送するが、さらに30分以上余裕がある場合は、『バース・デイ』で、1時間以上余った場合は、TBSテレビなど系列局制作の1時間番組の単発放送で穴埋めすることが多い。デーゲーム時は祝日を含む平日は放送席と『イマナマ!』の出演者とのクロストークの後、同番組に切り替わり、土・日曜日はTBS系またはテレビ東京系のバラエティ番組の単発放送で穴埋めする。
ピースナイター
8月6日（同日がビジターの場合はその前後）にマツダスタジアムで開催される広島主催試合は、1945年8月6日の広島市への原子爆弾投下による死没者の追悼試合『ピースナイター』として中国放送と複数の協賛企業との共催で行われるが、この場合は曜日を問わずテレビ・ラジオとも中国放送で中継することが多い（ローカルセールス枠の水曜日以外に該当した場合、スポンサードネットの通常番組は後日振替で対応。2020年は8月7日〈金曜日〉に広島球団と生活協同組合ひろしま、中国新聞社、広島平和文化センター、広島電鉄、中国放送の共催で開催）。ただし、2013年8月6日（火曜日）は例外的にテレビでは広島ホームテレビでの中継となったため（中国放送はラジオのみ中継）、前記各社のうち中国放送が共催から外れた。
2021年は東京オリンピックの関係で8月21日（土曜日）の開催となり、当該試合も中国放送で中継したが（同時間帯の『ジョブチューン アノ職業のヒミツぶっちゃけます!』2時間スペシャルは後日に振替）、新井貴浩が解説で出演したため、J SPORTSでは実況を別制作した。
2022年8月6日（土曜日）の対阪神戦（同時間帯の『炎の体育会TV』2時間スペシャルは後日に振替）は、同年の本番組のテーマ曲『絆傷』（TBS系全国中継と共通）を歌唱している伊東歌詞太郎がVTR出演して『ピースナイター』についてのコメントを寄せた。また前年同様新井貴浩が解説で出演したため、J SPORTSでは実況を別制作した。
交流戦のパ・リーグ球団主催ゲーム
2014年5月31日は初めて対楽天戦を東北放送からネット受け（解説：高橋雅裕・佐々岡真司、実況：松尾武〈東北放送〉、リポーター：飯野雅人〈東北放送〉・坂上俊次）で放送した。
2015年からは球団制作映像を利用する形で対オリックス戦・対西武戦を放送しているが、2021年現在では対ロッテ戦のみ中継実績がない。
2016年からは、対日本ハム戦を北海道放送からのネット受けで放送しており、この場合は中国放送からも解説者・リポーターを派遣する。2016年・2019年は解説者（2016年は山崎隆造、2019年は天谷宗一郎）とリポーター（2016年・2019年共に石田充）を派遣し、2016年のみ北海道放送と中国放送の共同でTwitterと連動データ放送による応援合戦とプレゼント企画「どっちがアツい！？初夏の応援合戦！」も実施し、公式サイトは中国放送側に設置された。2017年にも同様の企画が実施され、公式サイトは北海道放送側に設置された。前年と異なり中国放送からは解説者（廣瀬純）のみの派遣となった。また、2025年6月15日はネット受け・別制作のいずれの形式でも放送を見送り、中継に相当する時間帯には『元就。』（自社制作）とテレビ東京系のスペシャル番組の単発放送を編成した（ラジオではHBCラジオからのネット受けで放送）。
2018年6月16日（土曜日）にはソフトバンク主催ゲームをRKB毎日放送とは別制作で放送した（解説：山崎隆造、実況：石田充）。RKB毎日放送でも自社制作で長崎放送・熊本放送・大分放送・宮崎放送・南日本放送・琉球放送にも同時ネットで放送し（解説：浜名千広、実況：茅野正昌、リポーター・宮脇憲一）、BS-TBSでもRKB毎日放送と福岡ソフトバンクホークスの協力によりTBSテレビ制作（解説：松中信彦、実況：新タ悦男）で放送したため、各局でそれぞれ実況が異なり、TBS系列では実質三重制作となった。ただし、福岡県と広島県に挟まれた山口県のテレビ山口では中国放送制作分とRKB毎日放送制作分のどちらも放送されなかった。ただし、衛星波ではBS-TBSがTBSテレビ制作分を、FOX SPORTSが球団制作分を各々放送したため、実施上は視聴が出来た。
ホームゲームのビジター局同時ネット
これまではRKB毎日放送（2010年。2017年は自社乗り込みを実施）、北海道放送（2011年・2022年。その他の年度はは自社乗り込みまたは札幌からのオフチューブのどちらか）での実績があるが、2015年4月25日には対阪神戦で通常は自社乗り込みによる実況差し替えを行っている毎日放送が途中飛び乗りで中国放送との同時ネットを実施した（毎日放送からは解説者は遠山奬志、阪神ベンチのリポーターは毎日放送アナウンサーの金山泉を派遣）。中国放送では広島銀行の冠提供だったが（試合自体も広島銀行のスポンサードゲームだった）、同時ネットする毎日放送との兼ね合いで、通常の冠スポンサー中継のようにランニングスコアには企業名を表示できず（全国ネット時の番組名である『侍プロ野球』を表示）、画面上部に『広島銀行プレゼンツ RCCカープデーゲーム中継』の番組名テロップを別乗せしていた。
2022年3月30日の広島対阪神戦（マツダスタジアム）は中国放送（解説：新井貴浩・、実況：石田充、リポーター：坂上俊次）・毎日放送（解説；掛布雅之・八木裕、実況；井上雅雄、リポーター：近藤亨。現地乗り込み）・J SPORTS（解説：金石昭人。実況：熊谷龍一。東京からのオフチューブ）がそれぞれ実況の別制作を行ったが、地上波ローカルでは試合終了後に尺が余った場合に中国放送と毎日放送の放送席を結んでのクロストークを行う企画が組まれ、それぞれ時間をずらして行った。中国放送ではエンディングの制作著作クレジットで、双方の実況・解説・製作著作を併記して表示した。
2022年6月1日の広島対日本ハム戦は北海道放送との同時ネット（解説：建山義紀・天谷宗一郎、実況：坂上俊次、リポーター：一柳信行・渕上紘行）を行った。スコア表示は中国放送の自社仕様ながら、画面上のタイトルとランニングスコアの番組名は北海道放送に配慮して、『Veryカープ! RCCカープナイター』ではなく、TBS系列全国ネット・一部地域ネット時と同様の『S☆1 BASEBALL』とした。
ホームゲームは『J SPORTS STADIUM』で同時放送（中国放送での中継開始前・終了後は裏送り）。
スコア表示は2008年までは中国放送の地上波中継と同じ〔一部TBSテレビ・毎日放送仕様を使用した例あり〕で、中国放送制作でJ SPORTS単独放送の場合は、中国放送仕様のままランニングスコアの番組名の部分のみ「野球好き」に差し替え、VTR切り替えのCGにJ SPORTSのロゴを使用していたが、2009年はテレビ新広島仕様（『TSS SPORTS』の文字を『J SPORTS STADIUM 野球好き』に差し替え）に、2010年以降J SPORTS仕様に差し替えている〔2015年と2018年にリニューアル〕。
スコア表示は衛星波で別出しとなった2009年以降、基本的にTSSプロダクションの担当だが、地上波放送がない試合や実況が異なる場合等はテイクシステムズが担当する場合もあり、両者で細部がやや異なる。地上波の開始前・終了後はJ SPORTSで単独放送。
2007年9月下旬には『J SPORTS STADIUM』の中国放送も含め地上波中継のない広島主催ゲームの制作を担当した（基本的にはテレビ新広島や子会社のTSSプロダクションが担当）。それ以降も、散発的に中国放送がJ SPORTS放送分の制作を担当する場合がある。
広島主催のクライマックスシリーズでは映像提供のみ受けて別途J SPORTS側で手配したアナウンサーと解説者による実況に差し替えて放送している他、レギュラーシーズンでも新井貴浩の出演時はJ SPORTS側で実況を差し替えて放送している。
番組サブタイトルの変遷
イニング終了時に表示されるランニングスコアにも表示されている（一部の試合を除く。2005・2008・2010年〜は全期間、2006・2007年は後半戦途中まで）。
なお、地方開催時や引退試合は「山陰米子決戦!」「私たちは忘れない。緒方孝市引退試合」など地名や選手名にちなんだ別のタイトルとなる他、ビジター地元局やBS-TBSにネットされる場合は、基本的に全国中継と同じ番組名となるが、2011年の対巨人戦（BS-TBS）では、一部試合で『赤ヘルだいすき!』のサブタイトルがそのまま流れた。冠スポンサー番組時はスポンサー名表示となる場合がある（他地域へのネット時を除く）。
| 年度            | サブタイトル                             |
| --------------- | ---------------------------------------- |
| 2005年          | やっぱりカープが好きじゃけぇ             |
| 2006年          | ALL-IN 心はひとつじゃけん!!              |
| 2007年          | 今年もALL-INじゃけぇ!!                   |
| 2008年          | 赤ヘルだいすき! ありがとう・広島市民球場 |
| 2009年 - 2015年 | 赤ヘルだいすき!                          |
| 2016年 -        | Veryカープ! RCC                          |

その他の備考
- 番組で行われた企画

2005年8月23日から25日の3日間は「夏だ!カープだ!RCC鯉祭り」と題して、イニング終了後に「鯉祭り!キッズセミナー」というコーナーが設けられた。内容は、子どもたちがあらかじめ用意した質問に各選手が答えるというものだった。
時折、地元・広島県出身のお笑いコンビ・アンガールズ（田中卓志・山根良顕）がゲストとして出演することがある。特に、中継での企画や球場でのイベントと連動した開幕直前のオープン戦中継での出演は恒例化している。
- ビジターゲームの制作局のクレジットについて

基本的に対中日戦はCBCテレビ、対阪神戦は毎日放送が「制作協力」、中国放送が「制作著作」として表記される（いずれも漢字の正式社名ではなく、英語の略称を使用。毎日放送は2012年から新CIロゴで表示。CBCテレビは分社後も『CBC』）。
対DeNA戦では、2015年は制作著作が横浜DeNAベイスターズ・TBSテレビ・中国放送の3社の連名だったが、2016年以降はTBSテレビ制作協力・中国放送制作著作としてクレジットされている（TBSテレビは2020年よりロゴを変更）。
地上波ローカル放送時は、自社の製作著作クレジットを2006年 - 2011年は「ついてるね☆RCC」の、2012年以降は「広島家族・RCC」のキャッチコピーで表示している（2023年よりロゴを変更）。
セ・パ交流戦のパ・リーグ球団主催試合の場合、オリックス・西武主催を球団映像利用で自社制作する際には、中国放送が単独でクレジットされるか、映像を配給する球団が制作協力としてクレジットされるかのいずれかとなるが、2018年6月16日（土曜）の対ソフトバンク戦ではRKB毎日放送が制作協力としてクレジットされた。
- スポーツコーダの運用について

中国放送の自社スコア表示は2002年から地上波の全国中継で使用されなくなった。1995年 - 1996年途中・2001年開幕直後・2002年開幕から途中までと2016年はTBSテレビ、2002年途中から2015年と2017年以降は毎日放送からの借用で対応し、スコア表示類の形式やアニメーションは原則としてこれらの局と全く同じものとなっており、スタッフロールでも「制作協力」としてクレジットされる。BS-TBSのみがネット受けする試合ではローカル放送と同様に中国放送の機材が使用されていた。地上波全国放送では、1995年から2017年までと2020年からは制作著作が中国放送とTBSテレビの連名 となっているが、2018年・2019年はTBSテレビ製作著作、中国放送・毎日放送制作協力（実況は従来通り中国放送が担当、スコア表示は毎日放送仕様を使用）となっている。
1995年3月に福山市民球場で行われた対ダイエーのオープン戦中継（RKB毎日放送にもネット）では、TBSテレビのスコア表示を借用し、1994年のTBSテレビと同一デザインを使用したが、製作著作は中国放送の単独名義でTBSテレビのクレジットはなかった。
2000年代初期まで行われていた北陸・東北等の主催ゲームでは、TBSテレビ主管製作で中国放送・現地系列局と3局ネットで放送した中継の前日または翌日の中国放送単独または現地系列局と2局ネットのローカル放送で、TBSテレビのスコア表示を使用した例があった（TBSテレビと現地系列局は制作協力としてクレジット）。
2002年の開幕戦中継（対横浜戦）では、BS-iとTBSテレビ地上波関東ローカルがTBSテレビのアナウンサー・解説者による別実況（製作著作はTBSテレビ単独名義で、中国放送は制作協力扱い）で放送した関係で、中国放送向けもTBSテレビのスコア表示を使用したが、実況・解説・制作のクレジットは中国放送・JSPORTS向けもTBSテレビ仕様でクレジットされた（製作著作は中国放送が単独の名義で、TBS SPORTSは制作協力扱い）。なお、J SPORTSでは中国放送向けの内容で放送された。
2003年最初の公式戦中継（対阪神戦）ではローカル放送（J SPORTSにも配信）ながらTBSテレビ・毎日放送が制作協力としてクレジットされ（製作著作は中国放送単独の名義）、毎日放送のスコア表示を使用したため、当時の通常ローカル放送よりも顔写真・動画テロップ・効果音などが多用されたTBS系列全国中継や毎日放送の関西ローカル中継に準じたものとなっていた。これは翌日に対巨人戦の全国中継が予定されており（雨天中止）、TBSテレビ・毎日放送のスタッフと機材が到着していたことに便乗して協力を依頼したためだった。なお、2015年に実施した対阪神戦の毎日放送との同時ネットでは中国放送のスコア表示を使用した。
2006年10月からは地上デジタル放送が開始されたのに合わせ、2007年にはCBCテレビで2005年から使用されていたものをベースにしたタイプに更新した（これまでに全国中継で使われたことはないが、いわゆる「飛び地ネット」で系列数局のみがネット受けする場合にはそのまま使用している。これまでにTBSテレビ・RKB毎日放送・北海道放送・毎日放送・山陰放送・チューリップテレビ・BS-TBS・TBSチャンネルで確認）。2011年から2015年は地上波と衛星波の実況が別々となる対巨人戦についても同様となっていたが、2016年からはTBSテレビ側で別途スコア表示を差し替えている。
カウント表示は、他系列局がフランチャイズ基準（ホームチームを左側に表記）なのに対し（例：広0-0巨。中国放送がTBSテレビ・毎日放送のスコア表示を使用した場合も同様）、2013年8月上旬まで先攻・後攻を基準にしているため、左右が逆となっていた（例：巨0-0広）が、同月下旬の中継からホームチーム基準に修正された。また、横浜DeNAベイスターズについては他の系列局が帽子のマーク（CBCテレビ）か「De」（TBSテレビ・毎日放送）なのに対し売却前と同様「横」となっていたが、2014年に「De」に修正された。
ランニングスコアは、他系列局が長方形ベース・スコア横に顔写真表示に変更した2011年以降も、左上に顔写真と簡潔なデータを表示した曲線ベース基調の2010年以前のタイプを継続使用していた（理由は不明）が2016年の更新のタイミングで導入。先代のままだった中日・西武・日本ハムのチームロゴは、2015年に修正された。
2016年にTBS系列ではスコア表示のデザインを一新したが、中国放送の自社スコア表示は3月中に中継した2試合は前年までの物をキャッチフレーズを差し替えたのみでそのまま使用した。4月2日は全国ネットの対巨人戦でTBSテレビから借受。4月6日の対ヤクルト戦から現行デザインが導入された。対戦投手・打者の表示については、当初はTBSテレビ地上波のマイナーチェンジ前に準拠のCBCテレビ・北海道放送（左下にフルネームで対戦投手・打者を表示し、その右側に後続打者2人を小さく表示）を使用したが、一時表示されなくなった後、BS-TBS・TBSチャンネル準拠（カウント表示横に対戦中の投手・打者と後続打者2人の苗字を表示）に変更され、2024年途中からは球数も表示されている。また2020年の全国中継の番組名変更時にTBSテレビに合わせて色調が明るくなったが、ホームランテロップは更新しなかった。
2023年にTBS系列がスコア表示のデザインを黒色と金色ベースに一新した際は、TBSテレビと毎日放送以外がデザインを更新しなかったため（CBCテレビは、2024年に1世代前と現行を混合した独自デザインに更新。RKB毎日放送はオープニングの対戦カードのみTBSテレビ・毎日放送と同一のものを採用し、スコア表示は2015年以前のTBSテレビのデザインをアレンジした独自デザイン）、中国放送ではローカル放送では前年までのものを継続使用し、地上波全国放送では毎日放送からの借用で対応しているが、後者の場合、全国放送終了後のローカル放送継続時に、右上の注目内容や、イベント告知など自社で挿入するテロップを全国中継に準拠したデザインと形状にする配慮を行っている。
- 制作形態について

かつては地方での開催試合において、広島のホームゲームであっても他局に制作を委託していた。
例として、1990年代後半に北陸地方で行われた対阪神戦ではテレビ大阪（テレビ東京系列）やサンテレビ（独立局）と提携して映像の配信を受け、実況・解説を中国放送が差し替えて放送する形式をとった。
いずれも各局が「制作協力」としてクレジットされ、テレビ大阪の制作時は同局仕様のテロップもそのまま中国放送で使用された。また、サンテレビ制作時はスコア表示は中国放送で差し替えていたが阪神攻撃時の三塁ランナーのワイプ表示がそのまま流れていた。なお、広島側のベンチリポーターは中国放送からスタッフが派遣されていた。
また、それよりも前の1975年頃から1987年頃にはサンテレビの『サンテレビボックス席』を『プロ野球中継』にタイトルを改題する以外は全く差し替えずにそのままネット受けしたこともあり、競馬中継などの関係でサンテレビとその他独立局が録画で、中国放送が裏送りの生中継となった事例もある。
1975年4月27日には、NET系列にネットチェンジした直後の朝日放送から対阪神戦を15:00 - 16:25枠でネット受けした。
1980年には、優勝がかかった終盤の9月22日（月曜）の対巨人戦が『人生ゲームハイ&ロー』（ブラザー工業）・『水戸黄門』（松下電器・松下電工）の一社提供番組の関係でTBS系列では深夜枠の録画中継での全国ネットとなったが、中国放送のみブラザー・松下の計らいで19:30からの生中継が認められた（『ハイ&ロー』は振替なし、『水戸黄門』は当時ローカルセールス枠だった翌日22時から振替放送）。これらの番組がローカル中継で差し替えられるのは異例なことであった。
2006年以降は北陸地方でのゲームも自社制作しているが、この時は北陸東通の技術協力を受けている。また、富山県開催時は、同時ネット時に限りチューリップテレビも制作協力団体として加わる。
ヤクルト主催試合については、松山坊っちゃんスタジアムなどでの地方開催時はフジ・メディア・テクノロジー配給の球団公式映像に独自映像を挿入する形式を取る一方、神宮球場での開催時は東通の技術協力により映像も含めた自社制作を行っている（実況はオフチューブか乗り込みかがその都度異なる）。
リリーフドラマ→リリドラ
『恋より好きじゃ、ダメですか?』（2019年）、
2019年シーズンは、RCCテレビ60年特別企画として、放送時間中に試合が早く終了した際の穴埋め番組に「リリーフドラマ」（リリドラ）枠を設定し、自社制作のテレビドラマ『恋より好きじゃ、ダメですか?』を放送することになった。放送時間は15分程度としている。
『Carp70th』（2020年）
2020年は『Carp70th』のタイトルで、新井貴浩のナビゲートによる広島東洋カープの球団史に関するドキュメンタリーと、かが屋の出演によるミニドラマを組み合わせた内容で放送している。また同番組はライオンの一社提供となっている（2021年以降も2023年まで継続）。
『リリドラ2021 GENTEN』（2021年）
2021年は萌え絵によるキャラクターの「基町リリ」がナビゲーターを務め、広島東洋カープの各選手の原点に関するドキュメンタリーを放送。
『リリドラ2022 手紙』（2022年）
開局70周年記念企画「20年後のあなたへ for 2042」とも関連した企画として、広島東洋カープの各選手と関係のある人物が過去のエピソードや、20年後のその選手に宛てた手紙を紹介する。
『リリドラ2023 野球人生最高メシ』（2023年）・『リリドラ2024 野球人生最高メシ2』（2024年）・『リリドラ2025 野球人生最高メシ3』（2025年）
「選手たちのこころに刻まれたヒトシナ」をテーマに、飲食店と選手との人間ドラマや知られざる一面などを紹介する。

### RKB毎日放送（福岡ソフトバンクホークス戦）
番組名は2010年まで『RKBエキサイティングホークス』で、RKBラジオの『RKBエキサイトホークス』と似たタイトルを使用していたが、2011年は『RKB BANG BANG BASEBALL』、2012年から2015年まで『侍プロ野球 HAWKS Live』、2016年から2019年までは『SAMURAI BASEBALL HAWKS Live』、2020年と2021年は『S☆1 BASEBALL HAWKS Live』とキー局の番組名をアレンジしたものとなっていたが、2022年からは『鷹ちゃんLive』と独立したサブタイトルに変更している（ただし、対戦カード表示やランニングスコアには『S☆1 BASEBALL』のロゴも使われているため、番組表では『S☆1 BASEBALL 鷹ちゃんLive』と記述されることが多い）。
ホームゲームで一部デーゲームは長崎放送・熊本放送・大分放送・宮崎放送・南日本放送・琉球放送にも同時ネット（ネット局では延長なし）で放送される他、ビジターゲームでも球場にスタッフを派遣して自社制作を行うことが多い。またホームゲームについてはをTBSテレビが関東ローカル向けに別途制作した場合も、九州・沖縄地区では原則としてRKB制作分が放送される。またビジターの対オリックス戦では毎日放送の技術協力を得て、毎日放送のスコア表示を使用したことがある（ランニングスコアにはRKB毎日放送に於ける番組名のロゴが入っている）。
札幌ドームでの対日本ハム戦は北海道放送、楽天生命パーク宮城での対楽天戦は東北放送、セ・パ交流戦におけるナゴヤドームでの対中日戦はCBCテレビから（2015年はSKE48の副音声もそのままネット）、マツダスタジアムでの対広島戦は中国放送からそれぞれネット受けとなる（RKB毎日放送からも解説者・リポーターを派遣）が、2013年の札幌ドームでの対日本ハム戦や、2017年のマツダスタジアムでの対広島戦など自社制作を行うこともある。なお、2018年6月10日・2021年5月26日にCBCテレビで放送した対中日戦と2021年6月5日に毎日放送で放送した対阪神戦は編成の都合でネット受けまたは自社での実況差し替えの何れの形式での放送も行わず、通常編成とした。
2021年5月29日には交流戦の対巨人戦（解説：秋山幸二、実況：田中友英、リポーター・宮脇憲一。スコア表示は自社の独自デザインを使用）を放送（長崎放送・熊本放送・大分放送・宮崎放送・南日本放送・琉球放送でも同時ネット）。当日はTBSテレビ（関東ローカル、ゲスト：ティモンディ、解説：槙原寛己、実況：新タ悦男。製作著作はRKB毎日放送とTBSテレビの共同名義。スコア表示は画面左下のフルネームの対戦表示、カウント上の球数・球種・配球チャートなど情報量の多いものを使用）、BS-TBS（解説：新井貴浩、実況：熊崎風斗。製作著作は福岡ソフトバンクホークスとTBSテレビの共同名義。スコア表示はDeNA主催ゲームと同様のカウント左側に対戦・次打者2人を表示の情報量の少ないものを使用）でも放送した関係で各局でそれぞれ実況が異なり（TBSテレビ・BS-TBSの中継は現地乗り込みか東京からのオフチューブかは不明）、TBS系列では実質三重制作となった。
2022年からはホームゲーム中継時副音声にてRKBラジオ（エキサイトホークス）の音源を放送している。但し8月28日のビジターの対日本ハム戦（札幌ドーム）は北海道放送との別制作（解説：秋山幸二、実況：佐藤巧、リポーター：井口謙）を行ったが、副音声で北海道放送制作分の実況と解説（解説：岩本勉、実況：山内要一、リポーター：本間吏成）を放送した。
対巨人戦（週末・祝日デーゲーム）を差し替えて放送する日や、平日ナイターを中継する日は夕方のローカル情報番組『タダイマ!』を短縮することがある。
テーマ曲は全国中継と同じで、オープニング（タイトル）ムービーは、ホークスの選手が登場する独自のを採用している。

### 東北放送（東北楽天ゴールデンイーグルス戦）
番組名は2009年までは『TBC Exciting Ballpark』というタイトルで、2005年と2006年には「〜がんばれ! EAGLES〜」というサブタイトルを付けて放送。2010年から2012年までは、『TBC POWERFUL BASEBALL』というタイトルをラジオ中継と共用していた。2013年は『EVER SPORTSスペシャル』（深夜のスポーツ番組『EVER SPORTS』より）、2014年からは『スポッち!スペシャル』（『EVER SPORTS』の後継番組『地元スポーツ応援団スポッち!』より）、2017年からは『直球勝負! イーグルスLIVE』として放送。オープニングムービーで流れるタイトルコールを、2005年にモーニング娘。が、2006年に安倍なつみが担当していたが、2007年からは廃止されている。
ホームゲーム中継数は、宮城県内の民放4局の中でも多く、2015年までは多くの試合を放映。他局が行っているビジターゲームの自社制作は少ないが、制作委託経費の都合で自社のラジオ中継番組『TBCパワフルベースボール』では基本的に中継しない、西武（文化放送からネット受けする平日ナイターを除く）・ロッテ・オリックス戦を中心に行っている。ナイターやゴールデンウィーク中のデーゲームでは、東北地方のTBS系列局へネットすることもあり、気候の関係からシーズンによって組まれる、4月上旬に平日日中に開催されるホームゲームも、連日放映される。
TBSテレビ主導制作だが、2005年のセ・パ交流戦の対巨人戦2試合、2007年のオールスターゲーム第2戦、2013年の日本シリーズ第6戦の中継実績もある。
2017年6月28日には青森県で29年ぶりのNPB一軍公式戦として弘前市のはるか夢球場で開催した対オリックス戦の中継を、地元局の青森テレビとの2局ネットで放送され、解説は青森県出身で毎日放送解説者の太田幸司が担当し、青森テレビからは、河村庸市アナウンサーをリポーターとして派遣された。また、2019年5月29日の対西武戦も青森テレビ・テレビユー山形との3局ネットで放送したが、BS放送ではNHK BS1が地方開催としては異例の自社制作による並列中継で放送された。
ビジターゲームの中継は、球団が創設された2005年に対中日戦（オープン戦。中部日本放送制作）と対横浜戦（静岡放送制作）を、公式戦では2006年5月の対ソフトバンク戦（RKB毎日放送制作）を最後に放送されていなかったが、2010年9月9日には4年ぶりに対ソフトバンク戦を、2015年3月29日には初めて対日本ハム戦（北海道放送制作）を何れも放送した。
西武・ロッテ・オリックス戦は、球団制作映像を請け負っている外部の技術会社が協力となり（場合によっては西武・ロッテ戦はTBSテレビ、オリックス戦は毎日放送も関与）、メイン映像は球団制作映像を利用する。対日本ハム戦は北海道放送から、対ソフトバンク戦はRKB毎日放送から、交流戦の対中日戦はCBCテレビからのネット受けで各々放送されるが、東北放送からのアナウンサー・解説者の派遣の有無は随時異なる。なお、2021年4月17日には西武・ロッテ・オリックス戦以外の試合では初めてとなる対日本ハム戦（東京ドーム）で全編自社制作を実施した（自社乗り込みか仙台からのオフチューブかは不明、なお翌18日は北海道放送からのネット受けで放送）。交流戦の対ヤクルト戦、対DeNA戦、毎日放送制作の対阪神戦、中国放送制作の対広島戦は2021年現在、球団公式映像（対DeNA戦）または技術会社協力による映像を含めた（対ヤクルト戦）による自社制作及び番組としてのネット受けまたは系列局映像利用の自社実況差し替え（対阪神戦・対広島戦）のいずれの形式でも放送実績がない。
中継が放送枠より早く終了した場合、東北放送ではレギュラー放送がない『バース・デイ』が放送される場合がある。
2021年7月24日には、野球日本代表強化試合の「侍JAPAN vs　楽天」をJ SPORTSやDAZNと共通のメイン映像（スコア表示はJ SPORTS仕様）を使用し、実況を自社制作で放送した（解説：里崎智也、実況：伊藤晋平、リポーター：袴田彩会）。

### 北海道放送（北海道日本ハムファイターズ戦）
2007年までは番組名がなかったが、2008年と2009年は北海道放送のリモコンキーIDから取った『1BAN!!ファイターズ』、2010年からは『Bravo!ファイターズ』を使用。『Bravo!ファイターズ』は『今日ドキッ!』内のコーナー名としても使用されている他、2015年からは同名の応援番組（当初は土曜日12:09、2016年4月より日曜深夜、2017年4月より金曜深夜）が開始。
ビジター側地元局が別製作せず同時ネットする場合（対楽天戦の東北放送、交流戦の対広島戦の中国放送など）は、オープニングとランニングスコアの番組名や放送席の簡易セットはネット局に配慮してTBS系列全国ネット同様の『S☆1 BASEBALL』として、テーマ曲も全国中継と同じものを使用しているが、エンドクレジットは各局それぞれでの（北海道放送＝『Bravo!ファイターズ』、中国放送＝『Veryカープ! RCCカープナイター』など）番組名を表示している。
多くの中継で、解説者として岩本勉が出演している。2011年は新谷博が初めてテレビ解説に登場した。2012年から2015年までは金村暁も登場していた。2013年からは大宮龍男が後述する副音声に登場し、主にビジターで主音声解説も務める。岩本が現役であった2005年まではTBSテレビや北海道日本ハムファイターズ球団職員・スカウトより解説者が派遣されていた。
デーゲーム中継は主に土日、ナイター中継はローカルセールス枠の設けられている水曜日、「概要」で述べたようにTBSテレビで対巨人戦が編成されている日に放送される。2011年4月29日（金曜日）には同局の開局以来初めて通常の全国ネット枠のレギュラー番組を差し替える形でナイターが放送された。2014年6月12日（木曜日）の対巨人戦も通常番組差し替えで放送された。2012年秋改編でローカルセールス枠が水曜日に移動したのに伴い、その最初の週となった10月3日のソフトバンク戦を中継したが、10月17日のクライマックスシリーズ第1戦は従来より主に水曜を担当していた北海道テレビ（テレビ朝日系列）で中継された（福岡県はRKB毎日放送が中継）。木曜時代はほぼ毎試合中継を実施していたが、水曜移行後はホームゲームの場合年数回北海道テレビ（稀に北海道文化放送（フジテレビ系列）で中継となる場合もある。平日ナイターは直前の『今日ドキッ!』を短縮して18時15分より放送し、平日（祝日及び地方開催ホームゲーム）デーゲームは午後のワイドショー『ゴゴスマ -GO GO!Smile!-』（CBCテレビ制作）を休止し、試合展開により『今日ドキッ!』の枠も利用して放送する（この際、『今日ドキッ!』のタイトルロゴが小さく表示され、MCのGUCHYより放送時間延長の旨がアナウンスされる）。
自社制作のホームゲームの他、ビジターゲームもネット受けして放送することがあり、北海道放送から解説者及びリポーターも派遣される（この場合は18時台は裏送りになることが多い）。ただし、オリックス戦は毎日放送、西武・ロッテ戦、交流戦のDeNA戦はTBSテレビ技術協力による自社制作 で放送するが、この場合は現地乗り込みまたは札幌からのオフチューブのどちらかとなる。
対楽天戦ビジターは、2011年5月12日に予定があったものの雨天中止となり、2012年8月16日に東北放送制作の中継をネット受けする形で放送され、これが北海道放送でのビジター楽天戦初放送となった（この日の解説は金村暁）。
また2011年5月14日、15日と、翌2012年5月12日、13日は函館オーシャンスタジアムからの中継が行われた（2010年の同球場からの中継は北海道文化放送が担当していた）。また、同年は8月7日・8日の帯広の森野球場での対ソフトバンク戦 と、同21日・22日の旭川スタルヒン球場での対オリックス戦も中継され、同年の北海道内の地方球場からの中継を全て北海道放送が担当することとなった。2014年5月28日には交流戦のビジター東京ヤクルトスワローズ戦を初めて放送することになった。
2018年6月6日の交流戦の対広島戦（マツダスタジアム）は北海道では同局が放送したが、広島県では広島テレビ（日本テレビ系）が放送するという（J SPORTSもスコア表示を差し替えて同時ネット。DAZNは広島テレビからの映像配信により独自の実況とスコア表示で放送）、広島主催試合では両地域で異なる系列局での制作・放送となる極めて異例のケースが発生した。このため、映像制作は広島テレビ・J SPORTS ・DAZN（クロステレビビジョン協力）とは別に、中国放送が中継車を派遣し、実況は同局が札幌からのオフチューブで中継する措置を取った。なお、2021年6月2日に中国放送（新井貴浩が出演するためJ SPORTSは別制作）で中継する試合はネット受け・乗り込みまたは札幌からのオフチューブによる独自実況差し替えのいずれの形式でも中継を見送り、通常編成とした。
2022年2月11日（金曜日・建国記念の日）には、沖縄県の名護市営球場で開催された日本ハム対阪神の練習試合を放送したが、自社制作とはせず、GAORAでの球団制作分中継を同時ネットで放送した。
かつてはオープニングムービーには、同局で放送されていた『[E]スポーツ』のオープニングテーマが使用されており、この後に対戦カードがコールされた。現在のオープニングムービーはファイターズ選手が登場する映像が使用され、毎年更新されている。
HBCラジオでも『HBCファイターズナイター』で放送し、HBCテレビの放送時間内に試合が終わらない場合は、放送終了直前に「HBCラジオでは試合終了まで放送します」と字幕スーパーで案内を表示し、実況アナウンサーも口頭で案内をする。その際に、連動データ放送における試合経過・結果の速報サービスも併せて案内されることがある。
2013年まで東京ドームでの主催試合を放送した際、北海道出身のTBS女子アナウンサーが「Bravo!ファイターズ」タイトルのフリップを持ってスタンドのどこかに座りそれが映されていた。
その他の備考
- 副音声を用いた放送

2013年からは札幌ドームでのホームゲームにおいて適宜実施。大宮が「大宮親分」（現役時代の監督だった大沢啓二から「親分」を継承）に扮して解説を担当し、メールで質問を受け付ける。稀にファイターズゆかりの人物をゲストに招いて裏話を展開する場合もある。
2015年4月15日のロッテ戦では初の試みとして副音声で『HBCファイターズナイター』の実況音声を同時放送した（この時の解説は通常副音声と同じ大宮）。6月27日の西武プリンスドームでのビジター西武戦で第2弾を実施、この年は計4回実施された。
- Bravo!クイズで温泉に行こう!

Bravo!ファイターズになってから平日ナイター限定で開始された企画。野口観光協力による「Bravo!クイズ」と題してファイターズにまつわる2択クイズを出題し、解答は番組内で表示されるテレドームの番号で受け付ける。正解者の中から抽選で1名に野口観光グループの温泉宿泊券をプレゼントする。正解及び当選者は翌日の『今日ドキッ!』で発表される。ローカル放送の場合、実況アナウンサーにより出題され、解説者とヒントになるやり取りが行われるが、中立放送の場合（対広島戦の中国放送へのネット時など）は、ネット局への送り出しを行わない自社ローカル出しで左上に問題テロップを表示するにとどまる。2021年からは土日デイゲームでも一部で実施していたが、2022年を以て終了し、エスコンフィールド北海道へ移転した2023年からは勝敗予想クイズに変更された。
- テレビ欄の番組表

2010年より、北海道放送の編成担当者が新聞のテレビ欄の番組表に架空の親子の会話や縦読み（2012年より中国放送でも実施）などを仕込むようになっている（東京ニュース通信社配信分のみ）。説明に登場する親子の年齢等の細かい設定も用意されているという。なお日刊編集センター配信分の番組表については、「番組と関係ない内容はNG」との理由で親子の会話は登場しない。この縦読みは北海道コンサドーレ札幌やレバンガ北海道の中継が行われる際にも仕込まれている、

### 琉球放送（沖縄県ローカル）
2010年以後、琉球放送が主催する沖縄セルラースタジアム那覇での公式戦（2012年までと2014年・2015年は横浜DeNAベイスターズ主催、2013年は阪神タイガース主催、2016年以降はパシフィック・リーグ各球団が持ち回りで主催）が開催されているが、TBSテレビ・DeNA球団制作のDeNA主催試合は琉球放送が技術協力している。2010年6月30日の試合は琉球放送開局55周年記念番組として琉球放送での生中継が行われた。琉球放送とTBSニュースバードとの同時放送となり、沖縄県出身で横浜OBのデニー友利がゲスト解説として迎えられ、琉球放送の土方浄〈当時〉が実況を担当した（なお沖縄開催の全試合を自社制作でラジオ中継を行っていることもあり、テレビ中継へのアナウンサー派遣はこの試合のみとなっている）。
2013年は阪神の球団公式映像を制作するTigers-aiに毎日放送共々技術協力で参加したほか、琉球放送でも第2戦（7月10日）の水曜19:00 - 20:54枠がローカルセールスで差し替えが可能な時間帯だったので、その時間帯に中継を実施した（特別ゲスト解説：大城祐二、実況：土方）。
2014年も同様に水曜19:00 - 20:54 がローカルセールスの差し替え可能枠であることを利用し、「DeNA対巨人」の試合（7月9日）が放送された（解説:遠藤一彦、実況:片野達朗）。なおこの試合は、BS-TBS・TBSチャンネル2との並列放送となり、BS-TBS・TBSチャンネル2でもTBSテレビ制作による別制作で放送された（解説:佐々木主浩、実況:戸崎貴広〈当時〉、リポーター:椎野茂〈当時〉・林正浩〈当時〉）。この年はTBSテレビ主導制作だが、11月20日の2014 SUZUKI 日米野球シリーズ 親善試合の中継実績もある。
2015年は当該カードの「DeNA対中日」の開催日がともに全国ネットセールス（本来21:54までローカルセールスにあたる水曜日の7月1日は「SASUKE2015」が4時間（19:00 - 22:54）を通じて「水トク!」を休止した全国ネットの特番の兼ね合いで差し替え、飛び乗りができないため）となることからRBCテレビ（CBCテレビも放送なし）での放送は実施されなかったが、スカパー!や沖縄県内のケーブルテレビ局で、TBSチャンネル2を配信していれば視聴できた。
2016年はパ・リーグとしては54年ぶり（前回は1961年6月の阪急対大毎3連戦）となる、オリックス対東北楽天ゴールデンイーグルス戦が6月28日・29日に行われ、この試合も琉球放送も主催したが、前年と同じく2日間とも全国ネットセールス（本来のローカル枠に当たる29日は「キリンチャレンジカップ・リオデジャネイロオリンピック男子サッカー日本代表壮行試合・日本対南アフリカ共和国」が、キリンホールディングス冠協賛によるネットワークセールスとして19:00 - 21:35まで生放送される兼ね合いで差し替え不可）となったため地上波での放送はなかったが、スカパー・ケーブルテレビ向けのJ SPORTSでの配信がされていれば視聴可能だった。
2017年は6月28日 に埼玉西武ライオンズ対千葉ロッテマリーンズ戦が開催され、水曜日に『水トク!』枠を利用してローカル放送を実施し、解説は前年にラジオ中継に出演した石嶺和彦が担当した。スコア表示がそのまま入った球団制作映像を利用したため、製作著作：埼玉西武ライオンズ、技術協力：テレテックのクレジットとなった。
2018年は6月26日・27日に日本ハム対ソフトバンク戦が開催され、水曜日に前年同様にローカル放送として解説も石嶺が担当し、スコア表示がそのまま入った球団制作映像を利用した。
2019年は5月21日・22日に西武対ソフトバンク戦が開催され、水曜日に前年同様にローカル放送として解説も石嶺が担当した。
2021年は7月3日・4日に日本ハム対ソフトバンク戦が開催されたが、琉球放送では両日とも放送せず、通常編成とした。
2022年は4月12日・13日に巨人対DeNA戦が、5月17日・18日に西武対ソフトバンク戦が各々開催されたが、前者についてはTBS系列が放映権を持っていない上、日本テレビ系列局が沖縄県に所在しないため、沖縄県での地上波放送は行われなかった（衛星波では日本テレビ制作で無料BS放送のBS日テレおよび有料CS放送の日テレジータスが放送した）。後者は18日に球団公式映像の利用により実況を自社制作して放送した。
2023年は6月27日・28日に西武対日本ハム戦が行われたが、水曜日の28日のみ放送した。
2024年は5月14・15日にオリックス対ロッテ戦が開催されたが、水曜日の15日のみ放送した。
2025年は7月1・2日に西武対オリックス戦が開催されたが、水曜日の2日のみ18:15 - 21:00にて放送した（解説:大嶺祐太、実況:片野、リポーター:神谷留菜）。

### 地上波以外の中継
中日
2010年以降、対巨人戦を地上波（ナイターは東海3県ローカル、デーゲームは編成に応じて全国ネット・TBSテレビとの2局ネットあるいは一部地域ネット・東海3県ローカルのどちらか）とBS-TBS・TBSチャンネルで放送する際は、地上波と衛星波で実況・解説が別々となっている。BS-TBS・TBSチャンネルでは、スコア表示（地上波は自社仕様、BS-TBS・TBSチャンネルはナゴヤドームのコンコースモニターなどで使用されている独自仕様）、テーマソング（東海3県ローカル時の地上波は独自の楽曲を、衛星波とTBSテレビをネット局に含む時の地上波はTBSテレビと同一楽曲を使用）、番組名（東海3県ローカル時の地上波は『燃えよドラゴンズ!』、衛星波とTBSテレビをネット局に含む時の地上波は『S☆1 BASEBALL』）で各々異なっている。BS-TBS・TBSチャンネルは地上波が東海3県ローカル（ナイター・デーゲーム）またはTBSテレビとの2局ネットあるいは一部地域ネット（デーゲームのみ）放送時は完全生中継で放送し、TBS系列全国放送（デーゲームのみ）時に限り、BS-TBSでは地上波とのトップ&リレー中継を実施するが、 BS-TBSでのリレー中継分はCBCテレビが独自にローカルで前後を放送するか否かを問わず、TBSチャンネル向けの別制作分を放送する。
一部年度の対巨人戦で、オープン戦およびテレビ愛知が地上波で放送する公式戦をBS-TBSが単独で放送する場合は、スコア表示がCBCテレビの自社仕様となることがある。
阪神
2014年以降に対巨人戦をTBS系列全国放送で中継する際はBS-TBSでトップ&リレー中継を実施する。2016年まではトップ・リレー中継は別制作となったが（TBSテレビのアナウンサー・解説者が東京からのオフチューブで実況）、2017年以降のデーゲーム開催は原則としてリレー中継のみ実施し、毎日放送のみ16時以降も中継となるが、地上波は最大17:30までの放送となり、17:30以降は裏送りでの放送となる。なお、2020年10月3日に中継した試合はデーゲームで開催されたが、編成の都合で地上波TBS系列（全国ネット）・BS-TBS（トップ&リレー）での放送は行われず、関西ローカルのみの放送に留まった（BS放送はNHK BS1が自社制作で、CS放送はGAORAが地上波との同時ネットで放送） 他、2021年の対巨人戦の中継は日程上の関係で週末デーゲームの放送権を獲得出来ず、6月18日（金）のナイター（関西ローカル）のみの放送に留まった。
広島
BS-TBSでは、テーマソングは地上波と衛星波で共通だが、スコア表示（地上波は自社仕様、BS-TBSはTBSテレビ仕様〈衛星波向けに表示内容を地上波より簡略化〉）、番組名（広島県ローカル時の地上波は、ナイターは『Veryカープ! RCC カープナイター』、デーゲームは『Veryカープ! RCC カープデーゲーム中継』、衛星波とTBSテレビをネット局に含む時の地上波は『S☆1 BASEBALL』）で各々異なっている。BS-TBSは地上波が広島県ローカル（ナイター・デーゲーム）放送時は完全生中継で放送し、TBS系列全国放送（デーゲームのみ）時に限り、地上波とのトップ&リレー中継を実施する。トップ&リレー中継実施時は2014年から2015年まではトップ・リレー共に別制作となり、2016年以降のデーゲーム開催は原則としてリレー中継のみ（13:30開始の試合はトップ&リレーを実施）実施し、中国放送のみ地上波全国放送終了後も引き続き中継するが、地上波同時放送とはならない。
2011年以降、対巨人戦を地上波（ナイターは広島県ローカル、デーゲームは編成に応じて全国ネットか広島県ローカルのどちらか）・BS-TBS・TBSチャンネル1で同時放送する際は地上波と衛星波で実況・解説が別々となっている（BS-TBS・TBSチャンネル1はTBSテレビのアナウンサーと解説者が東京からのオフチューブで実況）。ただし、年度によりベンチリポートのみTBSテレビアナウンサーを現地に派遣し、広島県ローカルと兼務することがあり、TBSラジオが野球中継から撤退した2018年はTBSテレビからのリポーター派遣が増加していた。
パ・リーグ
2023年現在では、どの球団の主催分（セ・パ交流戦を含む）もBS単独放送で、スコア表示、解説者、実況はいずれもTBSテレビが独自に制作しているが、主催球団との共同制作名義となっている。
地元系列局・TBSテレビ地上波関東ローカルとの並列放送時
2021年5月29日にはソフトバンク対巨人戦（解説：秋山幸二、実況：田中友英、リポーター・宮脇憲一。スコア表示は自社の独自デザインを使用）を放送（長崎放送・熊本放送・大分放送・宮崎放送・南日本放送・琉球放送でも同時ネット）。当日はTBSテレビ（関東ローカル、ゲスト：ティモンディ、解説：槙原寛己、実況：新タ悦男。製作著作はRKB毎日放送とTBSテレビの共同名義。スコア表示は画面左下のフルネームの対戦表示、カウント上の球数・球種・配球チャートなど情報量の多いものを使用）、BS-TBS（解説：新井貴浩、実況：熊崎風斗。製作著作は福岡ソフトバンクホークスとTBSテレビの共同名義。スコア表示はDeNA主催ゲームと同様のカウント左側に対戦・次打者2人を表示の情報量の少ないものを使用）でも放送した関係で各局でそれぞれ実況が異なり（TBSテレビ・BS-TBSの中継は現地乗り込みか東京からのオフチューブかは不明）、TBS系列では実質三重制作となった。

## 出演者
リストについては、出演の有無にかかわらず各局の広告・ウェブサイトやプロ野球名鑑に担当者として明記されているものも含む。基本的に各局はラジオテレビ兼営局である（TBSは2001年9月まで兼営局だったが、同年10月に分社化）ため、概ねラジオの中継にも出演するが、ラジオのみに留まる人物もいる（名鑑では、区別なく掲載される場合がある）。リストには、一部ラジオ中継の広告・ウェブサイトで確認できる人物を含む場合もある。
なお、TBSテレビのプロ野球中継公式サイト内解説者・実況アナウンサーリストは、2009年を最後に長らく更新されていなかったが、2019年度に公式サイト全体が更新された（実況アナウンサーリストは廃止）。

### 解説者
※「」内は、キャッチコピー。

#### TBSテレビ、BS-TBS、TBSチャンネル
TBSテレビとTBSラジオが分社化される2001年 を境に、テレビ専門・ラジオ専門・両方担当のいずれかに分化される動きが出ている。また、地上波TBSテレビの他、グループ会社であるBS-TBSにも出演する人物、地上波の中継には登場しないがTBSテレビ運営のCS放送「TBSチャンネル」には登場する人物もいる。
2001年までの解説者については、2002年1月発行の『TBS50年史』資料編234ページ「主なスポーツ番組解説者」でリストが担当年度とともに掲載されている（テレビ・ラジオの担当媒体についての区別はない）。ただし、他地方のネット局と契約している解説者については、掲載していない。
専属解説者
- 槙原寛己（2002年 - ）「ミスターパーフェクト」
- 佐々木主浩（2006年 - ）「大魔神」ニッポン放送解説者

レギュラー解説者
内川以外は基本的にTBSチャンネル、BS-TBSに出演。
- 緒方耕一（1999年 - 2001年、2015年、2023年 - ）「マイクを持った盗塁王」日テレジータス解説者
  - CBC制作TBSチャンネル向け（2013年7月12日○）にも出演。
- 佐伯貴弘（2018年 - ）tvk・DAZN解説者
- 飯田哲也（2020年 - ）TOKYO MX・DAZN解説者
- 石川雄洋（2021年 - ）tvk・J SPORTSオンデマンド解説者
- 荒波翔（2022年 - ）tvk解説者
- 内川聖一（2023年 - ）日本テレビ・在福民放などにも出演
- 吉村裕基（2023年 - ）tvk・スポーツライブ+解説者
- 工藤公康（2023年 - ）他在京キー局・在福民放局などにも出演
- 清水直行（2024年 - ）ちばテレビ・日テレニュース24解説者
- 大和（2025年 - )

スポット解説者
系列応援の解説者は各系列局の欄も参照。
- 秋山幸二（RKB毎日放送解説者。2015年以降にソフトバンクが関与する日本シリーズを中心に系列応援で出演。2003年 - 2004年は専属解説者）
- 黒田博樹（侍ジャパン中継にゲスト解説として出演、2021年はRCCテレビでもゲスト解説。広島テレビ・日本テレビにも出演）
- 吉見一起（2021年 - 。CBCテレビ・CBCラジオ解説者）対中日に出演[135]。
- 五十嵐亮太（2022年 - ）主に対ヤクルト・ソフトバンク戦に出演。
  - RKBテレビ（2024年10月17日）にも出演。
- 坂口智隆（2023年 - ）主に対オリックス・ヤクルト戦を中心に出演。
- 澤崎俊和（2023年 - ）対広島戦に出演。
- 荒木雅博（2024年 - 。CBCテレビ・CBCラジオ解説者）対中日戦に出演。
- 杉谷拳士（2024年 - [136]）
- 谷繁元信 (2025年 - 。フジテレビ・tvk・ニッポン放送・東海ラジオ解説者。TBS系列では毎日放送・CBCテレビにも出演)
- 小笠原道大（2025年 - 。日本テレビ・札幌テレビ・メ～テレなどにも出演）
- 平石洋介（2025年 - 。フジテレビONEプロ野球ニュース解説者兼。NHK仙台放送局・東北放送・九州朝日放送などにも本数契約で出演）
- 蓬莱昭彦（2025年 - ）DeNA主催試合に出演。
- 松田宣浩（2025年 - 。九州朝日放送・ニッポン放送などにも出演）
- 秋吉亮（2025年 - ）主にパ・リーグのカードを担当。

#### HBC 北海道放送
- 岩本勉（2006年 - 。北海道テレビ・GAORA・フジテレビONE・文化放送解説者[137]。在札各局で解説）※2006年・2007年日本シリーズではCBCテレビ制作分にも、2006年アジアシリーズではTBSテレビ制作分にも出演
- 新谷博（2007年 - 。）※西武OBとしては2019年8月21日の『テレ玉40周年記念ナイター』にスペシャルゲストとしてテレビ埼玉にも出演。
- 大宮龍男（2013年より副音声を中心に、主音声にも時折出演）
- 田中幸雄（2018年 - 。在札各局で解説）
- 鶴岡慎也（2022年 - 。テレビ東京・在札各局で解説。TBSテレビには過去に単発のゲストコメンテーターとして『ひるおび』に出演）
- 糸井嘉男（2023年 - 。阪神球団のスペシャルアンバサダー〈SA〉でもあるため、MBSテレビ・関西テレビなど在版各局でも解説）

主に岩本がメインで解説を担当している。

#### TBC 東北放送
「『TBCパワフルベースボール』（TBCラジオの中継）」も参照。なお、○印を付した解説者はラジオ中継に出演した実績がない。
- 高橋雅裕（2009年 - 2010年、2012年 - 。楽天球団制作中継解説者兼）
- 山﨑武司（2014年 - 。ニッポン放送・東海ラジオ解説者。その他各局に本数契約で出演）
- 山村宏樹（2014年 - 。ミヤギテレビ・東日本放送・楽天球団制作中継解説者兼）
- 倉持明（2016年 - 。千葉テレビ放送解説者兼）
- 川崎憲次郎（2016年 - 。楽天球団制作中継解説者兼）
- 岩村明憲（2016年 - 。福島ホープス球団代表兼監督）
- 鉄平（2016年 - 2018年、2022年 - 。楽天球団制作中継解説者兼）
- 八重樫幸雄（2017年 - 。）○
- 礒部公一（2018年 - 。東日本放送・仙台放送・楽天球団制作中継解説者兼）
- 上岡良一（2018年 - ）
- 草野大輔（2019年 - 。ミヤギテレビ・東日本放送解説者兼）
- 聖澤諒（2019年 - 。楽天球団制作中継解説者兼）
- 佐藤義則（2020年 - 。ミヤギテレビ・東日本放送・仙台放送・楽天球団制作中継解説者兼）
- 青山浩二（2021年 - 。楽天球団制作中継解説者兼）
- 飯田哲也（2021年 - 。BS-TBS・TBSチャンネル・TOKYO MX解説者兼）
- 平石洋介（2025年 - 。フジテレビONEプロ野球ニュース解説者兼。TBSテレビ制作の衛星波での放送分・NHK仙台放送局・九州朝日放送などにも本数契約で出演）
- 今江敏晃（2025年 - 。フジテレビONEプロ野球ニュース解説者兼。TBSテレビ製作・BS-TBS放送分のパ・リーグのカードにも出演）

#### CBC 中部日本放送→CBCテレビ
●印を付した解説者はCBC制作、J SPORTS放送の中日ホームゲーム中継にも出演。
○印を付した解説者は中日対巨人戦にてCBC制作、BS-TBSとTBSチャンネル放送の中日ホームゲーム中継にも出演。
※レギュラー解説者
- 山田久志（2006年 - 。年度によりJ SPORTSおよび読売テレビのオリックス戦にも出演）
- 牛島和彦（1994年 - 2004年、2007年 - ） 2017年より●○
- 小松辰雄（1998年 - ）●○
- 彦野利勝（1999年 - 2011年、2014年 - ）●○
- 水谷啓昭（中日スカウト。本数契約のため年度により出演有無あり）年度により●
- 川上憲伸（2016年 - 。テレビ朝日・BS朝日にも日本代表戦を中心に出演）2017年より●○
- 岩瀬仁紀（2019年 - 。NHK・東海テレビ・テレビ愛知・サンテレビ・中京テレビにも出演）●
- 吉見一起（2021年 - 。TBSテレビ制作、BS-TBS・TBSチャンネル放送分にも出演）●○[135]
- 荒木雅博（2024年 - 。TBSテレビ制作、BS-TBS・TBSチャンネル放送分にも出演）

※CBCテレビ制作の三重テレビナイター（年度によりJ SPORTSでも同時放送）のみ出演の解説者。
- 鹿島忠（東海テレビ解説者）

※ゲスト解説者（年度により出演の有無あり）
- 中畑清（2016年 - 。日本テレビ・テレビ東京などにも出演）
- 山崎武司（2014年。東海テレビ他各局に本数契約で出演。ラジオではニッポン放送・東海ラジオと専属契約）※中日対巨人戦の地上波全国中継のみ（ローカル放送は東海テレビに優先的に出演）
- 山本昌（2016年。東海テレビ・フジテレビ・日本テレビ他各局に本数契約で出演。ラジオではニッポン放送・東海ラジオと専属契約）※中日対巨人戦の地上波全国中継のみ（ローカル放送は東海テレビに優先的に出演）
- 斉藤和巳（2018年 - 。テレビ東京・TVQ九州放送・FOX SPORTS解説者）
- 落合博満（2011年 - 2012年、2018年 - 。CBCラジオにも出演）
- 中利夫（1981年 - 1982年、2016年 - 。副音声のゲストして出演。1982年まで専属解説者）
- 井端弘和（2019年 - 。東海テレビ・東海ラジオ・ニッポン放送・フジテレビONE・TBSチャンネル・日本テレビ〈衛星波向け〉などにも出演。2024年以降は日本代表監督に専念のためひとまず休演）
- 谷繁元信（2019年 - 。ニッポン放送・東海ラジオ・フジテレビ・日本テレビ・メ～テレ解説者。2024年は毎日放送・TBSチャンネルにも出演）
- 森繁和（2012・2013年・2022年 - 。2022年は副音声のゲストの解説としても出演。BSよしもと・J SPORTS他でも解説）
- 藤井淳志（2022年 - 。副音声のゲストとして出演。日本テレビと中京テレビの解説者と東海ラジオのコメンテーターとして随時登場）
- 鳥谷敬（2022年 - 。パナソニック野球部コーチ。中日対阪神戦に系列応援で出演。NHK大阪放送局・TBSテレビ・毎日放送・サンテレビ・日本テレビ・読売テレビなどの中継にもゲスト解説者として随時出演）
- 清原和博（2022年 - 。5月25日の中日対西武戦に出演）
- 矢野燿大（2025年 - 。本数契約）

この他TBS・MBS・RCC等系列局から派遣される解説者も「ゲスト解説者」として扱っている。また持株会社化によるCBCテレビ・CBCラジオの分社後は東海ラジオ（フジテレビ・東海テレビ・ニッポン放送とも契約の場合あり）の解説者がゲスト出演することがある。
地上波中継は基本的にはレギュラー解説者および立浪から1名が出演。全国ネットとなる巨人戦、及び日本シリーズは「ゲスト解説者」から1名とCBCサイドは原則として山田が出演するが、立浪・牛島・川上・吉見の場合もある。ビジター中継は解説者1名のみの場合あり。

#### MBS 毎日放送
特記しない限り、上記の中継にも解説者として出演。

※レギュラー解説者
- 太田幸司（1985年 - 。「元祖甲子園のプリンス」）※日本女子プロ野球機構が女子プロ野球のリーグ戦を運営していた時期には、同機構のスーパーバイザーを兼務していたため、朝日放送テレビ・京都放送のリーグ戦中継にも「スーパーバイザー」として出演したことがある。テレビでは近年、『ビデオナイター』（深夜帯に不定期で編成される阪神戦中継の録画ダイジェスト番組）での解説を主に担当。
- 亀山つとむ（1998年 - 。「魂のヘッドスライディング」→「トラの兄貴分」）※タレントとしてはTBSテレビにも出演経験あり。
- 藪恵壹（2014年 - 。「型破りの本格派」。テレビは他局も含めての本数契約で、ラジオはMBSとの専属契約）
- 金村義明（2016年 - 。「浪花のいてまえ魂」。テレビでは2015年以前から〔フジテレビ・関西テレビ・J SPORTSと契約）※ラジオでは、毎日放送による兼営時代の2016年から専属契約。フジテレビとは2017年まで専属契約を結んでいて、本数契約に移行した2018年以降も『プロ野球ニュース』（フジテレビONE）に出演している。また、関西テレビとJ SPORTSの中継では、本数契約扱いで解説。
- 狩野恵輔（2018年 - 。「日々精進」。MBSテレビの中継には2019年から出演。テレビは読売テレビ・サンテレビ・Tigers-aiでも解説）※MBSラジオでは、毎日放送による兼営時代の2018年から、阪神戦中継のフィールドキャスターを兼務。2022年からは、フィールドキャスターとして活動する機会を減らす一方で、裏送り向けのオリックス戦中継でも解説を担当している。
- 井川慶（2021年 - 。テレビのみ出演。Tigers-ai解説者兼）

※ゲスト解説者
- 谷繁元信（2017年 - 。MBSラジオの阪神戦中継にもゲスト解説者として随時出演）
- 中畑清（2017年 - 。本数契約）
- 掛布雅之（2019年 - 。2020年以降は阪神電気鉄道の特別職〈HLT＝ハンシン・レジェンド・テラー〉を兼務）※テレビでは、阪神戦中継のゲスト解説者として随時出演。かつては、TBSテレビ制作の日米野球中継でも解説を担当していた。ラジオでは、毎日放送による兼営時代の2009年にゲスト解説者、2010年から2011年の途中まで専属解説者として契約。阪神の二軍監督就任などによる離脱を経て、球団の特別職（SEA＝オーナー付シニア・エグゼクティブ・アドバイザー）に就いていた2018年5月から、ゲスト解説者として出演を再開した。2023年からは、レギュラー解説者に準じる扱いの「準解説者」へ移行。
- 田淵幸一（2018年 - ）※TBSテレビ専属だった2010年以前も、阪神対巨人戦全国中継を中心に系列応援で出演。
- 鳥谷敬（2022年 -  ）※毎日放送グループでは、MBSラジオの阪神戦中継にもゲスト解説者（2023年から「準解説者」）として出演。TBSテレビ制作分（主にTBSチャンネル・BS-TBSでの放送分）にも出演。
- 達川光男（2022年 - 。本数契約。ビジターの対広島戦に出演）※テレビ中継では2021年にも出演を予定していたが、新型コロナウイルス感染拡大の影響で中継カードが中止されたことを受けて、2022年に持ち越された。ラジオ中継には、2004年から2009年5月まで本数契約で出演した後に、2022年8月からテレビ中継と同じパターンで出演を再開。
- 岩本勉（2022年。対日本ハム戦に出演）
- 矢野燿大（2023年 - 。本数契約）※ラジオ中継で朝日放送ラジオと専属契約を結ぶ一方で、テレビでは朝日放送テレビ・サンテレビ・関西テレビ・NHK大阪放送局が制作する阪神戦や、メ～テレ・CBCテレビ制作の中日戦中継にも出演。
- 能見篤史（2023年 - ）※毎日放送グループでは、MBSラジオの阪神戦・オリックス戦の中継にも「準解説者」として出演。TBSテレビ制作分（主にTBSチャンネル・BS-TBSでの放送分）にも出演。
- 糸井嘉男（2023年 - 。本数契約。2025年はHBCテレビにも出演）※阪神球団のスペシャルアンバサダー（SA）
- 元木大介（2024年 - 。同上）※巨人のOBだが、大阪府豊中市の出身。日本テレビ・フジテレビ（以上衛星波を含む）にも出演。
- 秋山拓巳（2025年 - 。本数契約）

#### RCC 中国放送
いずれもJ SPORTSの解説を兼務する。
- 安仁屋宗八（1998年 - 2004年、2006年 - 。2012年より名誉解説者[注 24]）
- 佐々岡真司（2008年 - 2014年、2023年 - 。2012年までは形式的にTBSテレビ・TBSラジオ兼。2023年以降もTBSテレビ制作のDeNA戦への系列応援での出演あり）
- 山崎隆造（2012年 - ）
- 天谷宗一郎（2019年 - ）[注 25][注 26]
- 黒田博樹（2021年 - 。6月5日の「広島 vs 楽天」で初出演。広島テレビへの出演時と異なり、新井の出演時と同様J SPORTSでは実況と解説を差し替え）[139]

#### RKB毎日放送
- 秋山幸二（2003年 - 2004年、2015年 - 。TBSテレビにもソフトバンクが出場する日本シリーズを中心に系列応援で出演）
- 岸川勝也（2002年、2004年 - 2005年、2014年 - 。TOKYO MX兼）
- 浜名千広（2006年 - 。スポーツライブ+、TOKYO MX解説者兼）
- 島田誠（2007年 - 2009年、2011年 - 。）

ビジターゲームが札幌ドームで開催されるときは浜名・島田が解説を担当する。秋山は日本シリーズ出場時にTBSテレビ制作分のビジターゲームにも出演。

#### 過去の解説者
TBSテレビ・TBSニュースバード・TBSチャンネル・BS-TBS
●…2017年まで、引き続きTBSラジオの中継に出演した解説者
- 青島健太（1996年 - 2004年[注 27]。ラジオでは中継の解説を担当した一方、テレビではスタジオ番組を中心に出演）「ホット解説現場第一主義」●
- 秋山幸二（2003年 - 2004年）「ミスター30:30」。その後もRKB毎日放送からの系列応援で出演する場合あり
- 新井貴浩（2019年 - 2022年）RCCテレビ解説者、MBSテレビ・CBCテレビにも系列応援
  - 2021年はジャパンコンソーシアム解説者として東京オリンピックの野球競技中継にも出演。
- 有藤道世（有藤通世）（1990年 - 2005年）「ミスターロッテ」●
- 稲尾和久（1975年 - 1977年、1981年。RKB毎日放送解説者兼）
- 牛島和彦（1994年 - 2004年、2007年 - 2021年）「元横浜ベイスターズ監督　帰ってきた炎のストッパー」
  - 地上波はCBCテレビ制作分を除き2004年まで。
- 遠藤一彦（1993年 - 1996年、2004年 - 2016年。1996年までは地上波全国中継・一部地域ネット中継にも出演。2004年以降はベイスターズ球団職員でもあるため、テレビ神奈川にもネットされる試合を中心に担当）
- 岡崎郁（1997年 - 2002年。ラジオではニッポン放送と解説者契約を結んでいたため、TBSラジオの分社前もTBSテレビのみスタジオ番組を中心に出演）
- 川口和久（1999年 - 2010年、2015年 - 2020年）「ダンディー解説奪三振王」
  - 地上波は2009年まで。
- 衣笠祥雄（1988年 - 2018年途中）「鉄人」
- 栗山英樹（1993年 - 2000年）「熱中先生国際派」
- 駒田徳広（2011年 - 2015年、2020年 - 2021年）テレビ東京・テレビ神奈川解説者兼
- 近藤昭仁（1987年 - 1988年、1992年、1996年、1999年 - 2005年）「球界の知恵袋」
- 定岡正二（1986年 - 2000年）「キレ味勝負」●
- 杉下茂（1969年 - 1975年、1981年 - 1992年、1995年 - 2007年。2008年までのプロ野球名鑑では「TBS解説者」として扱われる場合があったが、2009年以降は「TBSラジオ解説者」として扱われている[注 28]）「元祖フォークボール」
- 高倉照幸（1971年）
- 田淵幸一（1985年 - 1989年、1993年 - 2001年、2004年 - 2010年、2013年 - 2020年）「天才ホームランアーチスト」
  - 地上波は2010年まで。
- 田宮謙次郎（1964年 - 1967年、1974年 - 1987年）
- 土屋亨（1958年 - 1967年）
- 中西太（1970年）
- 中畑清（2016年 - 2018年）
- 西沢道夫（1959年 - 1960年、1969年 - 1970年）
- 野村克也（1981年 - 1982年、2011年 - 2019年。2011年以降はゲスト解説者として出演）
- 張本勲（1982年 - 2006年）「3000本安打」
  - 中継降板後も『サンデーモーニング』のスポーツコーナー『週刊御意見番』へのレギュラー出演を継続していた。
- 別所毅彦（1963年、1967年）
- 牧野茂（1975年 - 1980年、1984年）
- 松木謙治郎（1971年 - 1985年）
- 松中信彦（2016年 - 2018年）
  - BS-TBSとTBSテレビ（関東ローカル）でパ・リーグや交流戦を中心に担当。年度により中国放送やRKB毎日放送にも出演。
- 水原茂（1968年、1972年 - 1981年）
- 三浦大輔（2017年 - 2018年）
- 森昌彦（1980年 - 1981年）
- 山倉和博（1991年 - 1992年）
- 山下大輔（1989年 - 1992年。2008年はTBSニュースバード担当）
- 大和球士（1955年 - 1974年。野球記者）

TBSニュースバード→TBSチャンネル、BS-TBSのみ
- 阿波野秀幸（2022年8月31日）
- 井手正太郎（2021年 - 2023年春季キャンプ）
- 井端弘和（2020年 - 2023年）
- 今岡誠（2015年）
- 岩隈久志（2022年 - 2023年）
- 緒方孝市（2021年 - 2022年）
- 片岡保幸（2022年 - 2023年）
- 門倉健（2017年 - 2018年）
- 鹿取義隆（2015年 - 2017年途中）
- 金森栄治（2013年）
- 斎藤隆（2021年）
- 清水隆行（2017年 - 2018年）日本テレビ・西武球団制作・ラジオ日本解説者
- 高橋雅裕（2012年 - 2016年）現在もTBCテレビ・ラジオ解説者
- 高橋尚成（2016年 - 2017年）「下町が生んだメジャーリーガー」
- 高森勇旗（2021年6月20日、同年9月25日）
- 多村仁志（2017年 - 2023年）テレビ神奈川・TOKYO MX・J SPORTS・DAZN解説者
- 中塚政幸（2008年）
- 友利結（デニー友利）（2008年 - 2011年）[注 29]
- 仁志敏久（2018年 - 2020年、2024年）
- 野村弘樹（2016年 - 2022年）フジテレビONE（年度により地上波・BSフジも）・テレビ神奈川・ニッポン放送解説者
- 平田良介（2023年 - 2024年）
- 牧田和久（2023年）
  - 地上波TBSテレビ（同年4月2日）にも出演。
- 真中満（2018年 - 2021年）フジテレビONE・ニッポン放送解説者
- 盛田幸妃（2008年 - 2013年）「奇跡のリリーバー」
- 森本稀哲（2016年 - 2021年）
  - 地上波TBSテレビ（2022年4月17日副音声）にも出演。

TBSニュースバード・ロッテ球団制作中継
※特記なしは2013・14年度のFOX SPORTSジャパン向けに配給した放送にも出演。
- 有藤通世
- 小林宏之
- 小宮山悟（J SPORTS・BS朝日・NHK BS1のMLB中継などで解説）
- 里崎智也（ラジオはニッポン放送専属。テレビはフジテレビ・BS朝日など各局で解説）
- 清水直行
- 立川隆史（NHK千葉放送局の県域FMラジオ中継他で解説）
- 西村徳文（2015年）
- 薮田安彦（千葉テレビ他で解説） ※TBSラジオでは裏返り中継を担当
- 渡辺俊介

HBC 北海道放送
- 荒井昭吾（2004年。日本ハム球団職員。在職の立場で出演）
- 大沢啓二（2004年 - 2005年）TBSテレビには『サンデーモーニング』の週間御意見番に出演。
- 金石昭人（2004年 - 2015年）
- 金村曉（2012年 - 2015年）
- 嶋田信敏（2004年 - 2005年）
- 建山義紀（2015年 - 2022年。在札各局で解説）
- 二岡智宏（2014年 - 2015年。北海道テレビ・日テレジータス解説者兼）
- 西崎幸広（2004年 - 2005年）
- 平野謙（2009年 - 2010年。東海テレビ・東海ラジオ解説者）
- 広瀬哲朗（2003年）
- 森範行（2004年。日本ハムスカウト。在職の立場で出演）
- 森本稀哲（2016年 - 2022年。在札各局・テレビ埼玉・テレビ神奈川・NHK札幌などで解説。2019年は日本テレビにも、2022年はTBSテレビ地上波にもゲスト出演）

TBC 東北放送
- 加藤俊夫（1986年 - 不明）
- 佐々木信行（2005年 - 2018年）
- 後藤光尊（2017年 - 2018年。楽天球団制作中継解説者）
- 駒田徳広（2006年 - 2008年）
- 島田源太郎（1974年 - 1981年）
- 杉山賢人（2010年 - 2014年。楽天球団制作中継解説者）
- 土屋弘光（1982年 - 1986年、1991年 - 2009年）
- 新浦壽夫（2000年代後半）
- 西崎幸広（2005年）
- 長谷部忠雄（1970年代・明確な時期は不明。高校・大学でプレーの後プロ選手経験なし）
- 秦真司（2007年）
- 永井怜（2016年 - 2019年。ミヤギテレビ・東日本放送・仙台放送・楽天球団制作中継解説者）
- 松本匡史（2008年 - 2020年。楽天球団制作中継・フジテレビONE『プロ野球ニュース』解説者）
- 吉岡悟（1982年 - 不明）

CBCテレビ
※●…CBCテレビ制作・J SPORTS放送の中日ホームゲーム中継にも出演経験あり。
- 伊藤庄七（1966年 - 1967年）
- 井上登（1981年 - 1995年）
- 落合英二（2007年 - 2009年）
- 木俣達彦（1983年 - 1986年、1990年 - 1994年、1996年 - 2017年。年度によりTBSテレビにも系列応援で出演） ●
- 近藤金光（1953年 - 不明）
- 近藤貞雄（1978年 - 1980年、1984年、1987年 - 1988年、1992年 - 2006年。年度によりTBSテレビにも系列応援で出演）
- 杉浦清（1957年 - 1962年、1966年 - 1987年）
- 高木守道（1987年 - 1991年、1998年 - 2011年、2016年 - 2020年、2011年までは専属解説者で、2016年 - 2019年までは副音声にゲスト出演）
- 立浪和義（2010年 - 2021年。日本テレビ・中京テレビ・フジテレビ・東海テレビ・テレビ愛知解説者兼）
- 中利夫（1981年 - 1983年）
- 中山俊丈（1995年 - 1998年）
- 仁村徹（2005年 - 2009年）
- 板東英二（1970年 - 1980年まで専属契約。その後も本数契約で出演）
- 仁志敏久
- 三富恒雄（1955年 - 不明）

MBS 毎日放送
（一部、NETテレビ・東京12チャンネル系時代の解説者を含む）
- 赤星憲広（2010年。本数契約）
- 新井宏昌（1993年。TBSテレビにも系列応援で出演）
- 穴吹義雄（1986年 - 1990年）
- 安藤統男（1985年 - 1986年、1990年 - 2019年）「トラの重鎮」
- 石嶺和彦（1997年 - 2003年）
- 一枝修平（1981年 - 1984年、1988年 - 1989年、1992年 - 1996年、1999年 - 2019年）「浪速の名参謀」
- 伊藤敦規（2003年 - 2004年）
- 今岡誠（2013年 - 2015年。2015年はTBSテレビ制作衛星波向けにも系列応援で出演）
- 大熊忠義（1994年、1996年）
- 金本知憲（2013年 - 2015年、2019年 - 2021年）
- 佐々木恭介（1990年、1993年 - 1995年、2000年、2004年 - 2009年。2004年 - 2009年はCBCテレビにも系列応援で出演）「球界の仕事人」
- 嶋尾康史（1997年 - 1998年）
- 杉浦忠（1978年 - 1985年。年度によりTBSテレビにも系列応援で出演）
- 宅和本司（1975年 - 1993年）
- 坪内道典（1954年 - 1964年）
- 遠山奨志（2003年、2012年 - 2019年。2003年の阪神対巨人戦全国中継ではネット裏解説を担当）「トラの桜吹雪」
- 永井正義（1962年 - 不明）
- 長池徳士（1983年 - 1984年、1986年）
- 仲田幸司（1998年 - 2006年）
- 中西太（1976年、1982年、1991年、1993年）
- 中村勝広（1989年、1996年 - 2003年、2010年 - 2012年）「タイガース25代監督」
- ランディ・バース（1997年に専属）
- 板東英二（1984年 - 1993年）
- 平田勝男（1995年 - 1996年、2011年 - 2012年）「トラのお祭り男」
- 福間納（1991年 - 1997年）
- 藤本敦士（2014年）「最後のF1戦士」
- 本屋敷錦吾（1975年）
- 八木裕（2005年 - 2008年、2016年 - 2022年）「帰ってきた代打の神様」
- 湯舟敏郎（2003年）
- 米田哲也（1978年 - 1981年）
- 和田豊（2016年 - 2022年。阪神タイガースで球団本部付のテクニカルアドバイザーを務めていた時期に、本数契約で出演）

RCC 中国放送
※1967年までは日本テレビ系向けにも出演
- 青田昇（1961年5月7日の広島対中日戦に出演）[注 30]
- 新井貴浩（2019年 - 2022年。TBSテレビ解説者兼） ※『RCCスペシャル解説者』として出演。契約の関係上J SPORTSでは、別途同局が手配したフリーアナウンサーとフリー解説者による実況に差し替えられていた。
- 池田英俊（1975年 - 1979年、1985年 - 1986年）
- 大下剛史（1984年 - 1988年）
- 上田利治（1970年）
- 大石清（1982年 - 1984年）
- 金山次郎（1962年 - 1983年）
- 木下富雄（1994年 - 1999年、2006年 - 2011年）
- 正垣宏倫（1981年 - 不明）
- 外木場義郎（2000年 - 2005年）
- 高橋建（2011年 - 2015年）
- 高橋里志（1987年途中 - 1997年）
- 津田一男（1956年 - 1975年。中国新聞記者・役員）
- 土屋五郎（雅敬）（1958年 - 不明）
- 笘篠賢治（2005年。担当当時文化放送・フジテレビONE解説者兼）
- 西田真二（1996年 - 1998年）
- 長谷川良平（1971年 - 1972年、1975年 - 1995年）
- 原伸次（2004年）
- 廣瀬純（2017年）
- 道原裕幸（2005年 - 2006年）
- 三村敏之（1999年 - 2003年、2006年 - 2007年）
- 門前眞佐人（1963年 - 1970年）
- 山本一義（1989年 - 1993年、2004年 - 2005年）
- 横溝桂（1974年 - 1977年）
- 横山竜士（2015年 - 2019年）
  - この他、川口・衣笠（TBSテレビ・TBSラジオ解説者。系列応援）と二宮清純（スポーツライター。本数契約）についても、中国放送が自社の解説者と同じ扱いで公式ホームページに掲載していた時期があった[注 31] 他、金本（MBS他・2013年 - 2015年）・加藤（RKB・2005年 - 2010年）などの系列応援（本数契約者を含む）や、高橋慶彦（2014年）などのフリーの単発ゲストの起用もあった。

RKB毎日放送
- 稲尾和久（1975年 - 1977年、1981年、2000年 - 2007年）
- 大津守
- 香川伸行（1990年 - 2001年。専属契約終了後も年数回稲尾和久とダブル解説で出演していた。ダイエーのビジターゲームではTBSテレビにも系列応援で出演した事例あり）
- 加藤伸一（2005年 - 2010年。系列応援でCBCテレビ・中国放送などにも出演。2017年以降は九州三菱自動車投手コーチの傍ら、ラジオ中継を中心に本数契約でゲスト出演）
- 山内孝徳（1992年 - 2013年）
- 島原輝夫（1960年代）
- 杉本正（1994年）
- 高倉照幸（1978年頃 - 1980年代前半頃。明確な出演時期は不明）[140]
- 武末悉昌
- 豊田泰光（ニッポン放送との契約が解除された1976年頃に出演）
- 野口正明
- 簑原宏
- 基満男（1989年。テレビ神奈川解説者兼）
- 湯上谷竑志（福岡ダイエー球団職員時代の2001年に、二軍戦中継に出演）

THK 東海テレビ（1959年）
- 国枝利通

ABC 朝日放送（旧：OTV 大阪テレビ→ABC-OTV 朝日放送大阪テレビ。1957年 - 1975年3月30日）
- 芥田武夫（1958年? - 1966年?）
- 笠原和夫（1958年? - 1972年）
- 土井垣武
- 中原宏（1968年）
- 根本陸夫（1973年 - 1975年、NET〜テレビ朝日系移行後も1977年まで担当）
- 花井悠（1968年 - 1975年。NET〜テレビ朝日系移行後も1990年代後半まで担当）
- 浜崎真二（1950年代後半頃）
- 皆川睦男（1972年 - 1975年。NET〜テレビ朝日系移行後もコーチとしての現場復帰を挟みながら断続的に担当）

### 実況アナウンサー・リポーター
TBSテレビ・TBSチャンネル・BS-TBS
TBSグループの映像制作会社TBSビジョン（現在のTBSスパークル）がテレビ埼玉の西武ホームゲーム中継『TVSライオンズアワー』に制作協力していた時代は、出向して実況を担当したこともあり、当該中継が独立局（主に西武グループの近江鉄道と資本関係のあるびわ湖放送）や他系列局（オープン戦における対広島戦のテレビ新広島など）で放送されたこともあった。
- 清原正博（1990年代前半 - ）チーフアナウンサー
- 土井敏之（1990年代中盤 - ）エキスパート部次長。
- 小笠原亘（1990年代後半 - ）2016年12月1日よりエキスパート部次長。
- 初田啓介（1996年 - ）2016年11月30日までチーフアナウンサー・エキスパート部次長。
- 新タ悦男（2000年 - ）チーフアナウンサー。
- 佐藤文康（2001年 - ）チーフアナウンサー補佐
- 伊藤隆佑（2007年 - ）チーフアナウンサー補佐
- 石井大裕（2011年 - ）
- 熊崎風斗（2014年 - ）
- 喜入友浩（2017年 - ）
- 南波雅俊（2020年10月 - ）2020年10月にNHKから移籍。スポーツアナウンサー向けの中途採用だったことから、同月31日のTBSチャンネル向けDeNA対阪神戦中継から実況陣に加わった。
- 古田敬郷（2023年9月 - ）ベンチリポートとヒーローインタビューを担当するかたわら、2024年のフレッシュオールスターゲーム中継（BS-TBS制作分）で実況デビュー。

※TBSチャンネルでの横浜DeNA戦中継のみ出演
著作権の都合上tvkにネットされる試合にはTBSアナウンサーは出演しないため、石原・加藤・山田は主にtvkにネットされる試合の実況を中心に担当していた。tvkへのネットがなくなった2011年以降はTBSアナウンサーのシフトの都合による担当が多い。
石原・加藤・四家・中田・節丸はニコニコ生放送のDeNA主催試合の実況も担当している（他の担当者は大前一樹、谷口廣明など）。
- 石原敬士（フリーアナウンサー）
- 加藤暁（フリーアナウンサー）
- 山田透（フリーアナウンサー）
- 四家秀治（フリーアナウンサー [141]）
- 中田浩光（フリーアナウンサー）
- 松下賢次（TBSアナウンサーとして1970年代後半頃 - 2008年、定年退職後フリーアナウンサーとして2013年 - ）
- 節丸裕一（フリーアナウンサー）
- 林正浩（TBSアナウンサーとして1980年後半- 2016年3月、定年退職後フリーアナウンサーとして2016年4月 - ）
- 熊谷龍一（フリーアナウンサー）
- 矢野吉彦（フリーアナウンサー）
- 菅野詩朗（元文化放送アナウンサー、現在はフリー）

HBC 北海道放送
- 卓田和広（2004年 - ）
- 川畑恒一（2005年 - ）
- 渕上紘行（2005年 - ）
- 山内要一（2005年 - ）
- 水野善公（2009年 - ）
- 波多野裕太（2020年 - ）
- 本間吏成（2021年 - 。当面はベンチリポートのみ）

TBC 東北放送
- 松尾武（2005年 - ）
- 守屋周（2006年? - ）
- 飯野雅人（2008年 - ）
- 伊藤晋平
- 林田悟志

CBCテレビ
- 塩見啓一（1980年代? - 2008年6月、2014年7月 - ）
- 水分貴雅
- 高田寛之
- 宮部和裕
- 西村俊仁（2008年 - 2011年6月、2016年7月 - 。スポーツ部在籍期間の2011年7月 - 2016年6月もシフトの都合により不定期で担当）
- 榊原悠介（2019年 - 。ベンチリポートのみ担当
- 現在は実況も担当。）
- 光山雄一朗（2019年 - 。同上）

MBS 毎日放送
- 馬野雅行（1991年 - 。正社員定年の60歳を2025年7月に迎えることから、テレビ中継での実況を2024年5月、ラジオ中継での実況を同年9月で終了）
- 近藤亨（1998年 - ）
- 井上雅雄（2003年 - ）
- 金山泉（2009年 - ）
- 三ツ廣政輝（2019年 - ）
- 川地洋平（2021年6月 - 。ベンチリポート専任を経て、2022年7月から実況担当を兼務）
- 大村浩士（2023年7月 - ）

RCC 中国放送
- 長谷川努（スポーツ部在籍期間中も継続して担当。2018年途中でテレビ・ラジオともに実況から引退し、ベンチリポートのみ）
- 一柳信行
- 坂上俊次
- 石橋真
- 石田充
- 伊東平（2018年まではベンチリポートのみ。2019年6月19日の広島対ロッテ戦でテレビ初実況）

RKB毎日放送
- 服部義夫
- 茅野正昌
- 櫻井浩二
- 井口謙（2022年 - 、ベンチリポートのみ。2023年5月31日のソフトバンク対中日戦でテレビ初実況）
- 冨士原圭希（2022年 - 、ベンチリポートのみ担当）

RBC 琉球放送
- 土方浄
- 片野達朗
  - TBSチャンネルのDeNA主催ゲーム（TBSテレビ・DeNA球団と共同制作）については原則として沖縄開催でRBC地上波でサイマル放送される場合のみ担当（沖縄開催でもRBC地上波がない場合はTBSアナウンサーが担当）。

#### 過去の実況・リポーター
TBSテレビ
- 赤荻歩（2004年 - 2008年）
- 新井麻希（2007年 - 2009年）
- 有馬隼人（2002年 - 2004年）
- 池田孝一郎
- 石井智
- 石川顕（1967年 - 2001年）
- 榎本勝起
- 近江正俊（1955年 - 1960年代前半頃）
- 岡部達
- 香川恵美子（? - 1998年。リポーター[注 32]）
- 柄沢晃弘（1980年代後半? - 1990年代初頭?）
- 小坂秀二（1955年 - 1961年）
- 駒田健吾（2001年、2003年）
- 椎野茂（1980年代中盤 - 2016年3月）
- 志賀大士（2000年 - 2004年）
- 杉山真也（2008年 - 2011年）
- 高畑百合子（2007年 - 2011年）
- 武方直己（1980年代 - 2006年。この間野球担当を外れた時期もあり）
- 多田護（1960年代後半頃 - ?）
- 新村尚久（1960年代 - 1990年代後半頃）
- 中村秀昭（1980年代 - 2012年）
- 平原晋太郎（1960年代後半頃 - ?）
- 藤森祥平（2002年 - 2011年）
- 升田尚宏（1990年代）
- 宮澤隆（宮沢隆。1970年代後半頃 - 1990年代後半頃）
- 山口慎弥（1970年代 - 1980年代?）
- 山田二郎（1960年代 - 1990年?）
- 吉川久夫（1950年代後半 - 1967年?）
- 渡辺謙太郎（1955年 - 1990年代前半頃。1985年に退社したが、その後も専属として担当）
- 品田亮太（2015年 - 2018年、2019年7月に報道局社会部の記者職へ異動）
- 戸崎貴広（1980年代後半 - 2021年 ）TBSテレビアナウンス部長を兼任していた。2021年7月1日付でスポーツ局へ異動。
- 清水大輔（1990年代前半 - 2022年6月）札幌テレビ放送からの移籍後に担当したが、2022年7月1日付で総務局へ異動。

※TBSニュースバードでの横浜戦中継のみ出演
- ケチャップ（横浜スタジアムスタジアムDJ。リポーター）
- 滝本沙奈（リポーター）
- 中村亜裕美（リポーター）

※ベイスターズ オフィシャルリポーターとしてTBSニュースバードでの横浜戦中継のみ出演
- 吉岡さちこ（2006年 - 2009年）
- 芦崎愛（2010年 - 2011年）

TBSニュースバード（ロッテ球団製作 清水以外フリー）
※特記なしは2013・14年度のFOX SPORTSジャパン向けに配給した放送にも出演。
★は番組の実製作を行っている東京フィルム・メートのマネジメント部門に所属
- 山田透
- 加藤暁
- 山下末則
- 松下賢次
- 谷口廣明
- 石原敬士
- 清水久嗣（ニッポン放送アナウンサー）★
- 菅野詩朗（2015 - ）★
- 木下貴道（2015 - 当面レポーターのみで参加）
- 松本圭祐（2015 - 当面レポーターのみで参加）
- 深澤慶（2015 - 当面レポーターのみで参加）
- 近藤雄介（2016 - ）★
- 林正浩（2016 - ）

HBC 北海道放送
- 管野暢昭（2004年頃 - 2009年頃）
- 小川和幸（2004年）
- 横田久（2004年）
- 堀啓知（2005年 - 2006年）
- 山田泰子（2000年代。リポーター）
- 大栗麻未（2015年。リポーター）
- 矢萩尚太郎（2016年 - 2018年）

TBC 東北放送
- 佐藤修（2005年 - 2019年。スポーツ部へ異動した2011年度以降も、定年退職直前の2019年度まで実況を担当）
- 大井健郎（2005年 - ）
- 根本宣彦
- 山本義幸
- 三橋泰介（2005年 - ）
- 菅生翔平（2022年3月の退社後も、フリーアナウンサーとして楽天ホームゲームのラジオ中継で実況・リポートを継続）
- 猪井操子（ベンチリポートのみ）
- 袴田彩会（同上）
- 黒田直樹（同上）

CBCテレビ
- 伊藤敦基（現スポーツ部）
- 宇井昇（1957年 - 1958年?）
- 宇都宮秀則
- 江田亮（2017年 - 2022年）
- 角上清司（ - 2016年6月）
- 草柳伸一
- 久野誠（1980年代中頃 - 2000年代中頃。以降は基本的にBS・CS向けおよびラジオのみ担当）
- 古賀良彦
- 後藤紀夫（1960年代? - 1990年代後半。1997年に定年退社したが、引き続き担当アナウンサーとして名を連ねた）
- 田口豊太郎
- 田中良一
- 西澤暲（1961年 - 1967年?）
- 福井豊治
- 山内光男
- 和田弘志
- 若狭敬一（2006年 - 2023年。2022年からテレビ・ラジオを通じて実況の機会を月1回に限定した後に、2024年4月からCBCテレビ『チャント!』のメインキャスターへ異動）

MBS 毎日放送
◎：GAORAへの出向後も、同局のプロ野球中継で実況を担当。

○：毎日放送グループの定年（60歳）に到達してからも、同局の「シニアスタッフ」（1年更新・最大5年間の嘱託契約アナウンサー）として、MBSラジオの阪神・オリックス主催公式戦中継（主にビジター相手局への裏送り分）で実況を担当。
- 小池清
- 井上光央（1975年 - ?）
- 広瀬允昭
- 三宅定雄（1975年 - 1988年3月）
- 斎藤努
- 水谷勝海◎（1975年 - ?）
- 城野昭◎（1975年 - 2004年）
- 伊東正治
- 赤木誠○（1980年代 - 2018年[142]）
- 金指誠
- 田丸一男
- 子守康範
- 上泉雄一
- 河田直也
- 上田たかゆき（2000年 - 2004年）
- 伊藤広
- 結城哲郎◎（1977年頃 - 2011年）
- 美藤啓文（1980年代 - 2016年6月[143]）
- 仙田和吉（2001年 - 2020年[144]）
- 森本栄浩○（1980年代後半 - 2021年）
- 森本尚太（2017・2018年。ベンチリポートとヒーローインタビューのみ担当[145]）
- 藤林温子（2019年 - 2021年。阪神戦中継のイニング間に放送される取材・応援企画のリポーター）

RCC 中国放送
2022年現在、★はアナウンサーとして在職中。☆は他部署に異動して在職中。
- 山中善和（1959年 - 昭和40年代中頃まで）
- 田淵清
- 桐原正文
- 上野隆紘（1960年代後半 - 1980年代）
- 柏村武昭
- 角井康
- 安田誠一
- 室井清司
- 山本昭
- 鈴木信宏
- 深山計
- 川島宏治
- 橋本裕之★
- 寺内優★
- 横山雄二★
- 青山高治★
- 桜井弘規☆
- 池田秀昭☆
- 小林康秀★
- 道盛浩★
- 小宅世人（2023年まではベンチリポートのみ。2024年9月28日の広島対巨人戦〈翌29日未明に録画放送。生中継したBS-TBS・TBSチャンネルとは別制作〉でテレビで唯一の実況。2025年4月より文化放送へ移籍のため離脱）

RKB毎日放送
- 榎本猛（1958年 - 1960年代前半頃。のちNETテレビ〈現：テレビ朝日〉に移籍後も実況を継続）
- 隈部崇之
- 森田浩康
- 渡辺篤
- 杉山明男
- 四家秀治
- 河路直樹
- 植草朋樹
- 桐田穣
- 岩谷源一
- 石田一洋（2014年に移籍した関西テレビでもプロ野球中継での実況を継続）
- 宮脇憲一
- 三好ジェームス（沖縄テレビからの移籍後に担当していたが、2022年6月に営業局へ異動した後に退社）
- 佐藤巧（2022年3月の退社を機にフリーアナウンサーへ転身）
- 田中友英

ABC 朝日放送（旧：OTV 大阪テレビ→ABC-OTV 朝日放送大阪テレビ。1957年 - 1975年3月30日）
- 安部憲幸（1970年代前半 - 1975年）
- 因田宏紀（1960年代後半 - 1975年）
- 植草貞夫（1957年 - 1975年）
- 黒田昭夫（? - 1975年）
- 中村鋭一（1957年 - 1960年代後半頃?。TBS系列最終日に大阪球場で行われたプロ野球オールドスター東西対抗戦中継でもインタビュアーを担当）
- 中村哲夫
- 西村一男（1957年 - ?）
- 村上守（1957年 - ?）

#### アナウンサーの備考
TBSアナウンサーは、J SPORTS で2007年度まで中継が行われていた『J SPORTSスタジアム野球好き』のベイスターズ戦中継に出演するアナウンサーもいた。また、現在もCBC、RCC製作で放送の中日・広島主管試合の中継にもそれぞれの局のアナウンサーが出演する（CBCは地上波とは差し替え。RCCは地上波と同一出演者だが、まれにJ SPORTS単独中継での出演あり）。
TBSチャンネルの横浜DeNA戦中継が神奈川県のローカル地上波テレビ局tvkと同時放送される際にはTBSアナウンサーの実況ではなくフリーアナウンサーによる実況となる。また世界陸上など、TBS系列の他のスポーツ中継でアナウンサーの人員が足りない場合もフリーアナウンサーが実況を担当する。
2011年まで、TBSニュースバードの対巨人戦以外の横浜戦では、リポートは同球団オフィシャルリポーターもしくはスタジアムDJが担当していた。2012年以降はTBSアナウンサーがリポートを担当している。その場合、ラジオ中継のリポーターと兼任する場合がある（主にDeNA対中日におけるCBCドラゴンズナイター向け中継）。

## 2003年以降の主要試合の中継実績

### 開幕カード
2005年
この年から新たに参入する楽天の地元初戦（フルキャストスタジアム宮城）を東北放送で放送。同局ローカルの中継のテーマソングを歌うモーニング娘。もVTRでコメントを寄せた（当日球場にいたものの、諸事情で生出演できなかった）
2009年
RKB毎日放送で4月5日の『ソフトバンク対オリックス』戦を生中継した。また長年にわたり中日ドラゴンズの本拠地開幕戦のうち1試合を中継してきたCBCテレビが2009年は中継しないまま開幕3連戦を終えた（その代わり三重テレビが東海テレビ制作で第3戦目を中継）。
2016年
3月26日、中国放送で『広島対DeNA』（マツダスタジアム）の開幕2戦目を放送。
3月27日、東北放送で『楽天対ソフトバンク』（Koboスタ宮城）、北海道放送で『ロッテ対日本ハム』（QVCマリン）の開幕3戦目を放送。
3月30日、『DeNA対巨人』（横浜スタジアム）を中継、ただし、全編ローカルセールス枠での放送となったため、東北放送等一部局では各局別に自社制作番組や系列内外の遅れネット番組に差し替えとなったが、BS-TBS（トップ&リレー中継、トップ中継のみ別制作、リレー中継は地上波中継の出演者が担当）・TBSチャンネル2（地上波とは別制作）でも放送したため、東北放送等一部局でも実質上は視聴が出来た。北海道放送は『日本ハム対オリックス』（札幌ドーム）、毎日放送は『ヤクルト対阪神』（神宮球場）、CBCテレビ・中国放送は『中日対広島』（ナゴヤドーム、両局とも自社の出演者により別制作で放送）、RKB毎日放送は『ソフトバンク対西武』（福岡ヤフオク!ドーム）を各々自社制作で放送。
2017年
4月2日、中国放送・毎日放送 で『広島対阪神』（マツダスタジアム）、北海道放送で『日本ハム対西武』（札幌ドーム）、RKB毎日放送 で『ソフトバンク対ロッテ』の開幕3戦目を放送。
4月4日・5日・6日、東北放送で『楽天対ソフトバンク』（Koboパーク宮城）を放送。
4月5日、『DeNA対巨人』（横浜スタジアム）を中継、ただし、全編ローカルセールス枠での放送となったため、北海道放送・東北放送・毎日放送・RKB毎日放送等一部局では各局別に自社制作番組や系列内外の遅れネット番組に差し替えとなったが、前年同様にBS-TBS（トップ&リレー中継、トップ中継のみ別制作、リレー中継は地上波中継の出演者が担当）・TBSチャンネル2（地上波とは別制作）でも放送したため、北海道放送・東北放送・毎日放送・RKB毎日放送等一部局でも実質上は視聴が出来た。CBCテレビ・中国放送は『中日対広島』（ナゴヤドーム、両局とも自社の出演者により別制作で放送）を自社制作で放送。
2018年
3月30日から4月1日の、DeNA対ヤクルト（横浜スタジアム）の開幕カードをTBSチャンネル2で3戦共試合終了まで放送。3月30日の1戦目はBS-TBS、4月1日の3戦目を地上波TBSテレビ（新潟放送でも同時ネット、TBSチャンネル2とは別制作）で放送。
4月1日、中国放送で『広島対中日』（マツダスタジアム）、北海道放送で『日本ハム対西武』（札幌ドーム）、東北放送で『ロッテ対楽天』（ZOZOマリン）、RKB毎日放送 で『ソフトバンク対オリックス』の開幕3戦目を放送。
4月4日、CBCテレビで『中日対巨人』（ナゴヤドーム）を中継、地上波は東海3県ローカルのみの放送だったが、BS-TBSでは地上波とは別制作分を放送したため、CBCテレビ以外の局でも実質上は視聴が出来た。
2019年
3月29日から3月31日の『DeNA対中日』（横浜スタジアム）の開幕カードをTBSチャンネル2で3戦共試合終了まで、BS-TBSは3月29日のみ放送。
3月30日の『広島対巨人』（マツダスタジアム）の開幕2戦目を放送。地上波TBS系列はTBSテレビ製作著作、中国放送・毎日放送制作協力（解説：槙原寛己・新井貴浩、実況：坂上俊次〈中国放送〉、リポーター：石田充〈中国放送〉土井敏之〈TBSテレビ〉）で14:00 - 15:54までは全国ネット、15:54 - 17:30は広島県ローカルで放送。BS-TBSでは地上波TBS系列からのリレー中継として15:53から、BS-TBS向けの実況・解説はTBSテレビ（解説：川口和久　実況：清原正博）が担当した。北海道放送は『日本ハム対オリックス』（札幌ドーム）、東北放送は『オリックス対楽天』（京セラドーム大阪）に各々差し替え。
3月31日の『ソフトバンク対西武』（福岡ヤフオク!ドーム）をTBSテレビ（関東ローカル。解説：槙原寛己・新井貴浩、実況：小笠原亘、リポーター：熊崎風斗）で、RKB毎日放送は別制作（解説：秋山幸二・浜名千広、実況：茅野正昌、リポーター：田中友英）でJNN九州・沖縄ブロックネット 放送を行った。
2020年
6月19日から6月21日の『DeNA対広島』（横浜スタジアム）の開幕カードをTBSチャンネル2で3戦共試合終了まで、BS-TBSは19日・20日に各々放送（地上波は、19日のみテレビ神奈川で、19・20日は広島テレビ〈日本テレビ系列〉が広島県ローカルで、21日はNHK総合が全国ネットで各々放送）。
6月20日にRKB毎日放送で『ソフトバンク対ロッテ』（福岡PayPayドーム）の開幕2戦目を放送。
6月21日にBS-TBS・北海道放送（両局ともに自社の出演者により別制作で放送）で『西武対日本ハム』（メットライフドーム）、東北放送で『オリックス対楽天』（京セラドーム大阪）開幕3戦目を各々放送。
2021年
3月27日に中国放送で『広島対中日』を、BS-TBSで『西武対オリックス』の開幕2戦目を各々放送。
3月28日に東北放送で『楽天対日本ハム』、RKB毎日放送（JNN九州・沖縄ブロックネット）・BS-TBSで『ソフトバンク対ロッテ』の開幕3戦目を各々放送。
2022年
3月25日から3月27日の『DeNA対広島』（横浜スタジアム）の開幕カードをTBSチャンネル2で3戦共試合終了まで、BS-TBSは25日・26日に各々放送（地上波は、25日のみテレビ神奈川で、25・26日は広島テレビ〈日本テレビ系列〉、27日は広島ホームテレビ〈テレビ朝日系列〉（テレビ神奈川を除き各日とも広島県ローカル）で各々放送）。
3月26日に『ソフトバンク対日本ハム』（福岡PayPayドーム）の開幕2戦目をRKB毎日放送（JNN九州・沖縄ブロックネット）・TBSテレビ（自社の出演者により別制作で放送、関東ローカル）で各々放送。
3月27日にBS-TBSで『西武対オリックス』（ベルーナドーム）、東北放送で『楽天対ロッテ』（楽天生命パーク）の開幕3戦目を各々放送。

### ポストシーズン
2003年
日本シリーズがダイエー（当時）と阪神の対戦となり、福岡ドームでの第1戦（RKB毎日放送制作）、甲子園球場での第4戦（毎日放送制作）を放送。
2004年
日本シリーズは中日と西武の対戦となり、中日主催の第1戦と第7戦（中部日本放送制作）、および西武主催の第5戦（TBSテレビ制作）を担当。BS-i（当時）でも第1戦と第5戦が同時放送された。
中継内では新たな試みとして、バーチャル映像も駆使した演出がなされていた。また、スコア表示は中部日本放送（カウントと球速のみ自社の機材）のみならずTBSテレビ（カウント表示を含めて全面的に）も毎日放送の機材を使用していた。このため、どちらの中継も毎日放送が制作協力として参加した（中部日本放送制作分には、中国放送も制作協力に参加）。
なお、第1戦の中継では実況担当の塩見啓一アナウンサーが放送中に血圧上昇により病院に搬送されるというハプニングが起きた。後半（7回表から）は同局の久野誠アナウンサーが実況をつなぐ。
2005年
パ・リーグのプレーオフ第2ステージ・ソフトバンク対ロッテ戦（10月12日・福岡Yahoo!ドーム）をBS-iで完全生中継。
地上波では制作局のRKB毎日放送のみ放送（ネット局のBS-iに配慮して、ランニングスコアでは『RKBエキサイティングホークス』ではなく『プレーオフ2ndステージ 第1戦』と表記していた）。
日本シリーズは阪神とロッテが進出。TBS系列では阪神主催の第4戦を担当（毎日放送制作、BS-iでも同時放送）。第1戦から4連勝したロッテの31年ぶりの日本一決定の瞬間を伝えた。
2006年
TBSテレビとRKB毎日放送でパ・リーグプレーオフ西武ライオンズ対ソフトバンク戦を放送。RKB毎日放送は自社の出演者により別制作で放送。TBSテレビが14:00から、RKB毎日放送が13:00から放送。なお、BS放送はBS-iでなく、NHK衛星第1での放送となる。TBSテレビでの中継はゲストに東北楽天ゴールデンイーグルス・野村克也監督を迎えた。
日本シリーズは中日と日本ハムが進出。中日主催の第1戦を放送（中部日本放送制作）。TBSテレビや北海道放送、および中国放送も制作に参加したため「制作協力」としてクレジットされた。
また、局側からの要求によりNPBが放送に冠スポンサーを付けることを容認したため、京楽産業.が筆頭スポンサーになった。
2007年
クライマックスシリーズ・セの第1ステージの第2戦（中日対阪神戦、ナゴヤドーム）を全国中継。全国ネットだが、テーマ曲には中部日本放送のローカル中継用の『Rising Dragon』が使われた。
また、TBSテレビと北海道放送の2局ではデーゲームのパ・リーグ第2ステージの第2戦（日本ハム対ロッテ戦、札幌ドーム）も中継。この中継では解説者として岩本勉と稲尾和久が出演していたが、稲尾はこのおよそ1か月後・11月13日に他界したため、この試合が最後の解説となった。
日本シリーズは、前年と同じく中日と日本ハムが進出。TBS系列では、中日主催の第4戦を担当した（中部日本放送制作、TBSニュースバードでも録画放送）。
テーマ曲はクライマックスシリーズと同じく、全国ネットでありながらローカル中継用の主題歌が使用された。
東海テレビ（フジテレビ系列）が担当した第3戦と同様、試合終了後の落合監督やヒーローのインタビューは放送されなかった。
2008年
クライマックスシリーズ パ・リーグ第2ステージの第2戦（西武対日本ハム戦、西武ドーム）を北海道放送で中継。なお、スコア表示は西武球団制作映像の公式タイプがほぼそのまま使用された。
また、毎日放送・中部日本放送の2局でセ・リーグ第1ステージの第2戦（阪神対中日、〈京セラドーム大阪〉）を中継。
2010年
RKB毎日放送で10月14日のパ・リーグファイナルステージの第1戦（ソフトバンク対ロッテ戦〈福岡Yahoo!JAPANドーム〉）を生中継。BS1との並列放送。
毎日放送（GAORAでもネット受け）で10月16日のセ・リーグ第1ステージの第1戦（阪神対巨人戦、甲子園球場）を生中継。BS放送ではBShiのサブチャンネル『NHKマルチ1』(104ch)との並列放送。
20日はCBCテレビのみ、21日はCBCテレビ・TBSテレビ等一部地域 でセ・リーグファイナルステージの第1・2戦（中日対巨人戦、ナゴヤドーム）を生中継。21日の放送は北海道放送・中国放送・RKB毎日放送等の一部局では各局別に自社制作番組や系列内外の遅れネット番組に差し替えとなったが、両日ともBS放送では、NHK BS1が自社制作で、CS放送ではCBCテレビがJ SPORTSによる別制作分を各々放送したため、20日はCBCテレビ以外の局、21日は北海道放送・中国放送・RKB毎日放送等一部局でも実質上は視聴が出来た。
日本シリーズは中日とロッテが進出したが、例年中日主催のゲームを担当しているCBCテレビはテレビ放送開始以来初めてナゴヤドームからの中継を行わなかった。これは、TBS系列が独占放映権を有している『世界バレー中継』を優先するためで、結果として3年連続で日本シリーズの中継が行われなかった。
2011年
11月6日のセリーグクライマックスシリーズ第5戦、中日対ヤクルト（ナゴヤドーム）の試合を全国ネットで生中継。地上波放送は19:00から試合終了まで放送。なお、BS-TBSとTBSニュースバードではトップナイターで18時台のみ放送。
日本シリーズは中日とソフトバンクが進出。TBS系列では中日主催の第4戦とソフトバンク主催の第7戦を全国中継。2011年のオールスター戦の制作スタイルを踏襲して、2戦ともTBSテレビ制作、CBCテレビ・RKB毎日放送制作協力での中継となった（第7戦は中国放送も制作協力）。なお、第4戦はCBCテレビアナウンサーが実況し、第7戦ではTBSテレビアナウンサーの実況で、スコア表示は第4戦はCBCテレビ仕様を、第7戦はTBSテレビおよびRKB毎日放送仕様を使用したが、後者はTBSテレビの機材かRKB毎日放送の機材かは不明（この両局は、当時ほぼ同一仕様だった）。
2013年
10月17日のクライマックス・パのファイナルステージ第1戦、楽天対ロッテ（日本製紙クリネックススタジアム宮城）の試合を東北放送制作協力でBS-TBSで生中継。宮城県内の地上波放送はNHK総合（東北地方ローカル）で放送。
日本シリーズは巨人と楽天が進出。TBS系列では仙台での第6戦を全国中継。2011年の日本シリーズの制作スタイルを踏襲して、TBSテレビ制作、東北放送・毎日放送制作協力で中継。
2014年
日本シリーズ・ソフトバンクVS阪神は、第2戦(甲子園)、第5戦(福岡ヤフオク!ドーム)をTBSテレビ主管 で地上波TBS系列、CS・TBSチャンネル2で放送。
2015年
クライマックス・パのファーストステージ「北海道日本ハムVS千葉ロッテ」の第2戦を北海道放送で放送。ファイナルステージ「ソフトバンクVSロッテ」第1戦をRKB毎日放送で放送。
日本シリーズ・ソフトバンク対ヤクルトは、TBS系列では第1戦(福岡ヤフオク!ドーム)をTBSテレビとRKB毎日放送の共同製作で放送。
2016年
日本シリーズ・『広島対日本ハム』は、第1戦（10月22日・マツダスタジアム）、第4戦（10月26日・札幌ドーム）とも、TBSテレビ主管 により、地上波TBS系列とCS・TBSチャンネル2で放送した。なお、地上波とCSで、中継映像とスコアカウント類は共通だったが、実況が別だったほか、CSには解説者が付かなかった。
2017年
日本シリーズ・『DeNA対ソフトバンク』は、第1戦（10月28日・福岡ヤフオク!ドーム）、横浜スタジアムでの第3戦（10月31日）、第4戦（11月1日）、第5戦（11月2日）とも、TBSテレビ主管 により、地上波TBS系列とCS・TBSチャンネル2で放送した。なお、地上波とCSで、実況が別だったほか、CSには解説者が付かなかった。
2018年
日本シリーズ・『広島対ソフトバンク』は、第3戦（10月30日・福岡ヤフオク!ドーム）、第6戦（11月3日・マツダスタジアム）とも、TBSテレビ主管 により、地上波TBS系列とCS・TBSチャンネル2で放送した。CSでは、前年の生中継とは異なり、当日深夜に録画中継で放送した。
2019年
クライマックスシリーズファーストステージ「DeNA対阪神」を地上波は第1戦をTBSテレビと毎日放送（両局とも自社の出演者により別制作、第2戦・第3戦は地上波はテレビ神奈川で放送）で、BS-TBSでは第1戦は地上波関東ローカルからのリレー中継、第2戦・第3戦は完全生中継、CSのTBSチャンネル2では全試合完全生中継（第1戦のみ地上波とは別制作）で放送。
日本シリーズ・『ソフトバンク対巨人』は、第2戦（10月20日・福岡ヤフオク!ドーム）をTBSテレビ主管 により、地上波TBS系列とCS・TBSチャンネル2（当日深夜に録画中継で放送）で放送。
2021年
『日本シリーズ「オリックス対ヤクルト」』の第6戦（11月27日・ほっともっとフィールド神戸）を、TBSテレビの主導で地上波（TBSテレビ系列）向けに生中継。日本シリーズにおけるオリックスの主催試合がTBS系列で全国ネット向けに中継されたのは、1996年以来25年振りで、CS放送（TBSチャンネル2）でも当日深夜に録画中継を実施した。
地元局の毎日放送がラジオ（グループ会社のMBSラジオ）でもオリックス主催の全4試合を中継していたことや、関西圏の球場で開催された日米野球や侍ジャパンの試合をかねてからTBSテレビの主導で中継していたことを背景に、第6戦のテレビ中継ではTBSテレビ仕様のテロップでスコアを表示していた。日本シリーズにおける在阪球団の主管試合をTBSテレビが制作することは、朝日放送がTBS系列の準基幹局だった1974年以前を含めても初めてで、実況アナウンサー（初田啓介）と解説者（槙原寛己・新井貴浩）がTBS側から派遣。また、オリックスに所属経験のある阪神の糸井嘉男を「プレイヤーズゲスト」に迎えた。
ベンチリポーターには、出場球団のファンのタレントを起用。オリックスサイドをたむらけんじが、ヤクルトサイドを磯山さやかが担当した。開催の時期が日本シリーズと重なる『クイーンズ駅伝』や『カシオワールドオープンゴルフトーナメント』に、TBSテレビから多数のスポーツアナウンサーを派遣していたことに伴う措置で、YouTube上の「TBSスポーツ」公式Yoチャンネルでは「日本シリーズ裏解説」（出演：レッド吉田・里崎智也・竹内カンナ〈821〉・たむらけんじ・磯山さやか）のサイマル配信を実施した。
2023年
クライマックスシリーズでは、パ・リーグのファイナルステージ「オリックス対ロッテ」第1戦（京セラドーム大阪）を、毎日放送が関西ローカル向けに中継した（詳細前述）。
関西勢の球団同士（阪神とオリックス）が1964年（阪神と南海ホークス）以来59年振りに対戦した日本シリーズでは、第3戦（10月31日・甲子園開催分）と第6戦（11月4日・京セラドーム大阪開催分）の放映権をTBSテレビ系列で取得したため、両試合を毎日放送とTBSテレビの共同制作で全国向けに中継。いずれもオリックスが勝利したが、第3戦では試合が21:54まで続いた関係で、生中継を中嶋聡への勝利監督インタビューの途中（22:00）で打ち切らざるを得なかった。一方の第6戦では、試合が21:37で終了したことから、中嶋へのインタビューに続いてヒーローインタビューも生中継で放送された。このシリーズは第7戦（11月5日・京セラドーム大阪開催分）で決着したが、地上波テレビの中継枠内で試合後のグラウンド上のインタビューまで完全に放送できたのは、他系列の中継を含めても第6戦だけである。
第3戦の中継は毎日放送の主導で、実況（金山泉）とベンチリポート（阪神サイド：三ツ廣政輝、オリックスサイド：森本栄浩）を同局のアナウンサーで賄った（森本はヒーローインタビューも担当）。解説者については、TBS側から槙原寛己、毎日放送側から能見篤史（両球団のOB）を派遣。さらに、オリックス在籍中の2021年・2022年に日本シリーズへ出場していた吉田正尚（MLBボストン・レッドソックス外野手）が、テレビ中継では初めて「プレイヤーズゲスト」として解説を担当した。
第6戦の中継はTBSテレビの主導で、実況（伊藤隆祐）も解説者（槙原寛己・佐々木主浩）も同局で賄った。毎日放送のスポーツアナウンサーがMBSラジオでの日本シリーズ中継（全7試合の中継を自社で制作）や（開催時期が日本シリーズと重なっていた）『TOTOジャパンクラシック』にも出演していたことなどを踏まえた措置だが、同局からも三ツ廣が両チームのベンチリポートとヒーローインタビューを担当。その一方で、ヤクルト捕手の中村悠平を「プレイヤーズゲスト」に迎えていた。中村は第6戦までプロ野球中継での解説を経験していなかったが、翌日（11月5日）の第7戦でも、関西テレビとフジテレビの共同制作によるフジテレビ系列の中継に「ゲスト解説者」として出演している。

### オールスターゲーム
2006年
7月23日に行われたサンヨーオールスターゲームをサンマリンスタジアム宮崎から中継した。前日の中止（延期）試合をそのまま継承。
2007年
フルキャストスタジアム宮城で行われた「ガリバーオールスターゲーム」を14:00 - 16:54まで生中継した（地上波・BS-i共通）。中継主導は開催地の系列局東北放送ではなくTBSが製作した。
2008年
横浜スタジアムで行われた「マツダオールスターゲーム」を18:00〜生中継。また、TBSニュースバードで試合前のホームラン競争を17:00〜18:00生中継する（BS-iの中継なし、ニュースバードにおいての試合中継は同日深夜=2日0時からの録画中継となる。この関係で、7月18-20日のBS-iの横浜対巨人戦の中継中に挿入されたオールスターの予告編=ハイビジョン製作では両サイドブルーバックで「BS-iでは放送いたしません。TBS系列でお楽しみください」というアクセントテロップを出した）。
2009年
マツダオールスターゲーム第2戦（マツダスタジアム）を18:00から生中継。TBSニュースバードでは、事前イベントである「ホームラン競争」は生中継、試合本編は深夜の録画放送だった。BS-TBSでは「ホームラン競争」・「試合本編」とも中継無し。
2011年
ナゴヤドームでのオールスター第1戦を放送。当初は3試合ともテレビ朝日系列で放送予定であったが、地元局のメ〜テレにナゴヤドームでの中日主催試合の中継実績がなかったこともあり、第1戦の放送権を取得した。TBSテレビ制作、中部日本放送制作協力という形で放送された。なお、実況やベンチレポートは中部日本放送アナウンサーが担当、スコア表示などは中部日本放送仕様を使用した。なお翌年以降は本拠地開催分は主管球団にかかわらずテレビ朝日が、地方開催は3試合時はフジテレビが、2試合時はテレビ朝日が担当するようになったため、TBS系列でのオールスターゲームの放送はこの年が最後である。
2014年
長崎ビッグNスタジアムで行われた「フレッシュオールスターゲーム2014」では、ウエスタンリーグのベンチリポーターには、テレビ朝日系列である長崎文化放送の徳光真美アナウンサーが、イースタンリーグのベンチリポーターはTBSテレビの佐藤文康アナウンサーが担当した。試合本編は、BS-TBS で放送（地上波では放送なし）、CSではTBS系の局（TBSチャンネル2やTBSニュースバード）ではなく、朝日放送系（キー局・テレビ朝日も資本参加）のスカイ・Aで放送したが、リポーターのみBS-TBSとスカイ・A双方の中継に出演した。この関係で、BS-TBS向けの技術協力もTBS系列局の長崎放送ではなく長崎文化放送が担当していた（オープニングでも『技術協力 NCC』のクレジットあり）。

### その他の試合
ワールド・ベースボール・クラシック
2009年2月24日のキミハ・ブレイク枠（ただし、前述番組の枠内扱いではない特番となる）で、WBC壮行試合日本代表対オーストラリア代表が20:00から2時間という変則的な中継が行われた。なお、24日・25日ともに終盤前までは撮って出し中継で、終盤は生中継であった。
また、同年3月16日から3月24日にかけて本大会の第2ラウンド・決勝ラウンドを放送する（日本代表出場試合と決勝戦は生放送。それ以外は撮って出し。なお、試合時間が日本時間日中であるので、愛の劇場『大好き!五つ子完結編』と、ひるドラ『おちゃべり』（共に現在の帯ドラマ枠最終作品）は通常の13時台ではなく、17日-19日の分は10時台に前倒して、20・23・24日は16時台に繰り下げて 放送）。
- 3月16日の日本代表対キューバ代表の試合は早朝から8時過ぎまで放送されたため、ダイジェスト版として21:00から急遽『月曜ゴールデン』枠にて放送された。
- 3月18日の日本代表対韓国代表の試合のダイジェスト版を『水曜ノンフィクション』にて放送された。
- 3月19日の日本代表対キューバ代表の試合のダイジェスト版を『ひみつのアラシちゃん』にて生放送された。
- 3月23日の日本代表対アメリカ代表の試合は9:00から13:00まで放送されたため、ダイジェスト版として21:00から急遽『月曜ゴールデン』枠にて放送された。

プロ野球ドラフト会議
2009年10月29日に15:55から16:53まで生中継で全国放送した（東芝の一社提供。一部の系列局では放送されず）。なお、この年以降、「プロ野球ドラフト会議」の模様は、TBS系列で生中継される。